# Église Saint-Martin de Follainville
Pour les articles homonymes, voir Église Saint-Martin.
L'église Saint-Martin est une église catholique paroissiale située à Follainville-Dennemont, dans les Yvelines, en France. Elle se compose, pour l'essentiel, d'un vaste vaisseau unique, aux murs lisses, recouvert d'un plafond plat. On peut néanmoins distinguer entre la nef, dont les élévations extérieures sont assez disparates, et le chœur, d'un style Renaissance sobre préfigurant le style classique. L'église a été consacrée et dédiée à saint Martin de Tours le 24 juin 1561, probablement à l'occasion de l'achèvement du chœur. La nef a été retouchée au XVIIIe siècle, et une tentative d'améliorer l'esthétique du sanctuaire a été entreprise à la même époque. Les travaux s'arrêtèrent après la pose de trois colonnes toscanes. Au nord de cette nef, subsistent encore des éléments de l'église romane primitive. Il s'agit notamment d'un petit clocher de la fin du XIe siècle, dont la base est voûtée d'arêtes, et dont l'étage de beffroi a été refait dans le style gothique un siècle plus tard, ainsi que d'une travée voûté en berceau du milieu ou du troisième quart du XIIe siècle. Des arcades bouchées et des vestiges de moindre envergure permettent d'établir que l'église médiévale était de plan basilical, et que le clocher s'élevait au-dessus de la dernière travée du bas-côté nord. Le clocher et la travée attenante ayant longtemps servi de sacristie ont été inscrits aux monuments historiques par arrêté du 10 décembre 1927. L'église Saint-Martin est aujourd'hui affiliée à la paroisse de « Limay-Vexin », qui regroupe seize communes et dix-huit lieux de culte. Des messes dominicales y sont célébrées le dernier dimanche du mois à 10 h 30.

## Localisation

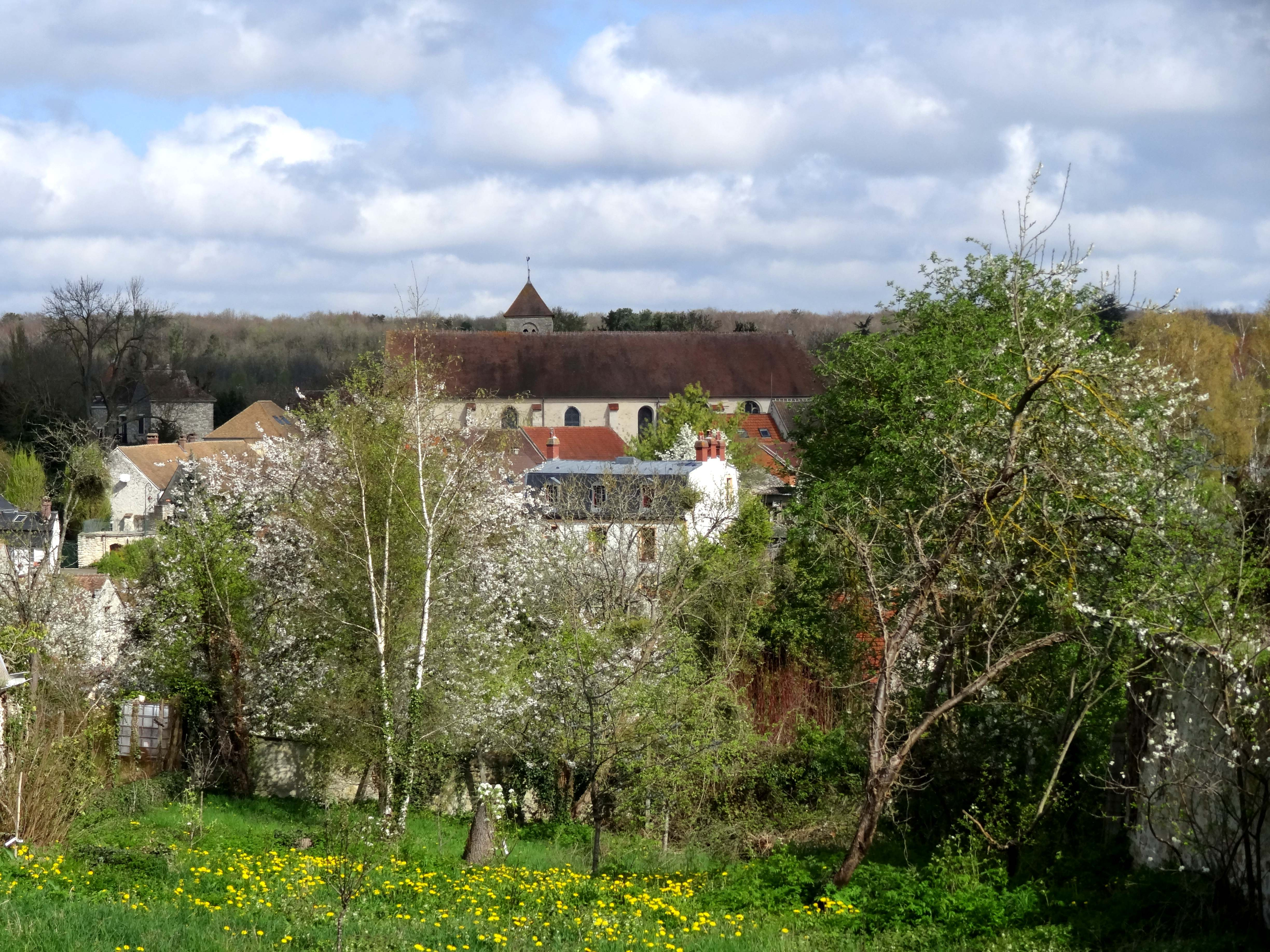
L'église dans son environnement, vue depuis le sud.

L'église Saint-Martin se situe en France, en région Île-de-France et dans le département des Yvelines, dans le parc naturel régional du Vexin français, sur la commune de Follainville-Dennemont, dans le bourg ancien de Follainville, près de la mairie. L'édifice est compris dans la fourchette entre la rue Wilson, au sud, et le chemin des Venises, au nord. Le chevet donne sur le carrefour des chemins. La rue Wilson borde le chœur de l'église, puis dévie légèrement vers le sud et descend en faible pente. L'espace laissé libre entre la rue et la nef de l'église est aménagé en terrasse, accessible par un escalier à six marches depuis l'est, et consolidée par des murs de soutènement. Le portail de l'église est desservi par cette terrasse, et on y trouve également une croix de cimetière de la première moitié du XVIe siècle, qui est inscrite aux monuments historiques par arrêté du 10 décembre 1927. L'église ne possède pas de façade à proprement parler, et le mur occidental donne sur un jardin privé, qui était jadis le jardin du presbytère. Au nord de l'église, le chemin des Venises s'éloigne successivement de l'église, et délimite ainsi un espace vert public de plan triangulaire, qui s'étend aux pieds du clocher et contribue à le mettre en valeur. Une petite porte dans le mur ouest de la chapelle au nord du clocher permet un accès de plain-pied à l'intérieur de l'église.

## Histoire

### L'histoire de la paroisse

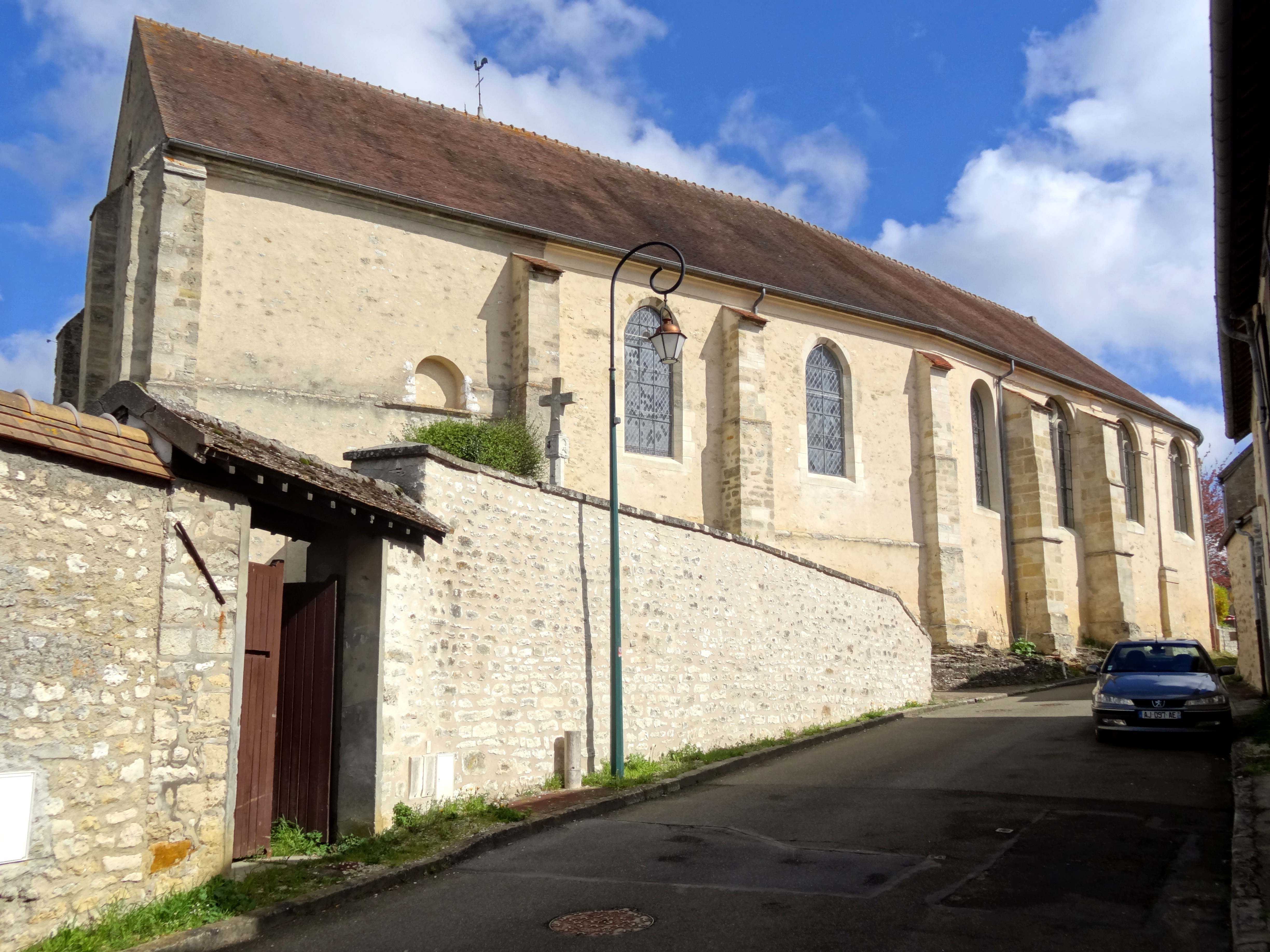
Vue depuis le sud.

En 1081, Hildoin, vicomte de Mantes, donne à l'abbaye du Bec-Hellouin la terre de Saint-Martin-la-Garenne et un bois situé à Follainville : ce semble être la première mention connue du village. L'on ignore la date de fondation de la paroisse. Selon l'abbé Jean Vital Gautier, elle remonte seulement au XIIIe siècle. Mais ce n'est apparemment pas exact, car une église dédiée à saint Martin de Tours existe déjà vers 1140, et son collateur est le prieuré Sainte-Anne de Gassicourt. En 1142, Guillaume le Conquérant confie la collation de la cure à l'abbaye Saint-Wandrille de Fontenelle. Cette donation est confirmée par une bulle papale d'Innocent II. En 1167, le prieuré de Gassicourt reçoit une partie du fief de Follainville. Si l'on prête foi à l'abbé Vital Jean Gautier, la collation de la cure est finalement confiée à l'archevêque de Rouen à une date indéterminée. En 1333, Pierre de Flacourt, deuxième du nom, cède à Jean Descauville les terres qu'il détient à Follainville. Les Célestins de Limay les revendiquent. Jean Descauville finit par leur céder le fief de Follainville, et les Célestins de Limay deviennent ainsi les seigneurs du village et le demeurent jusqu'à la fin de l'Ancien Régime.

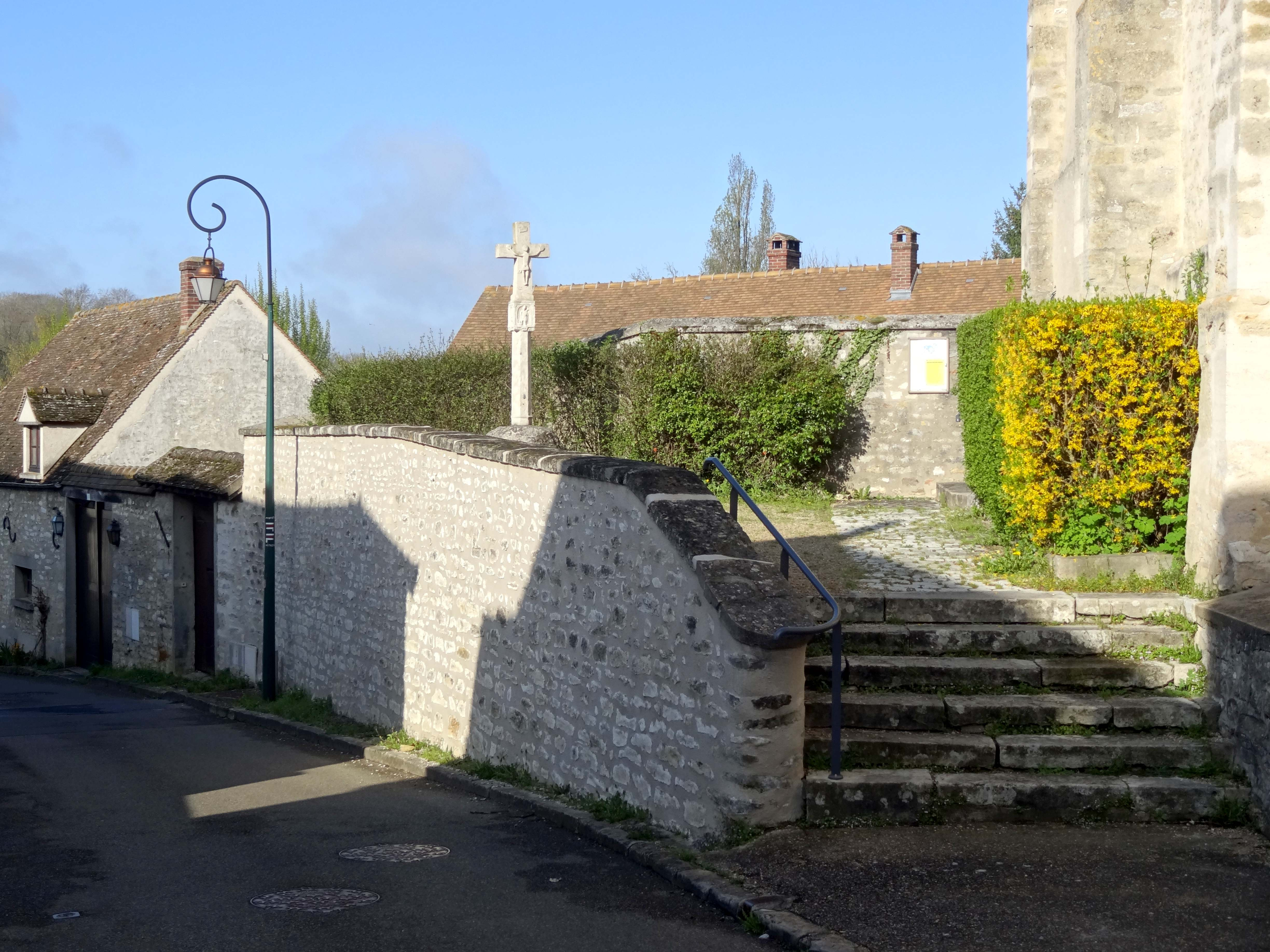
Escalier d'accès et calvaire.

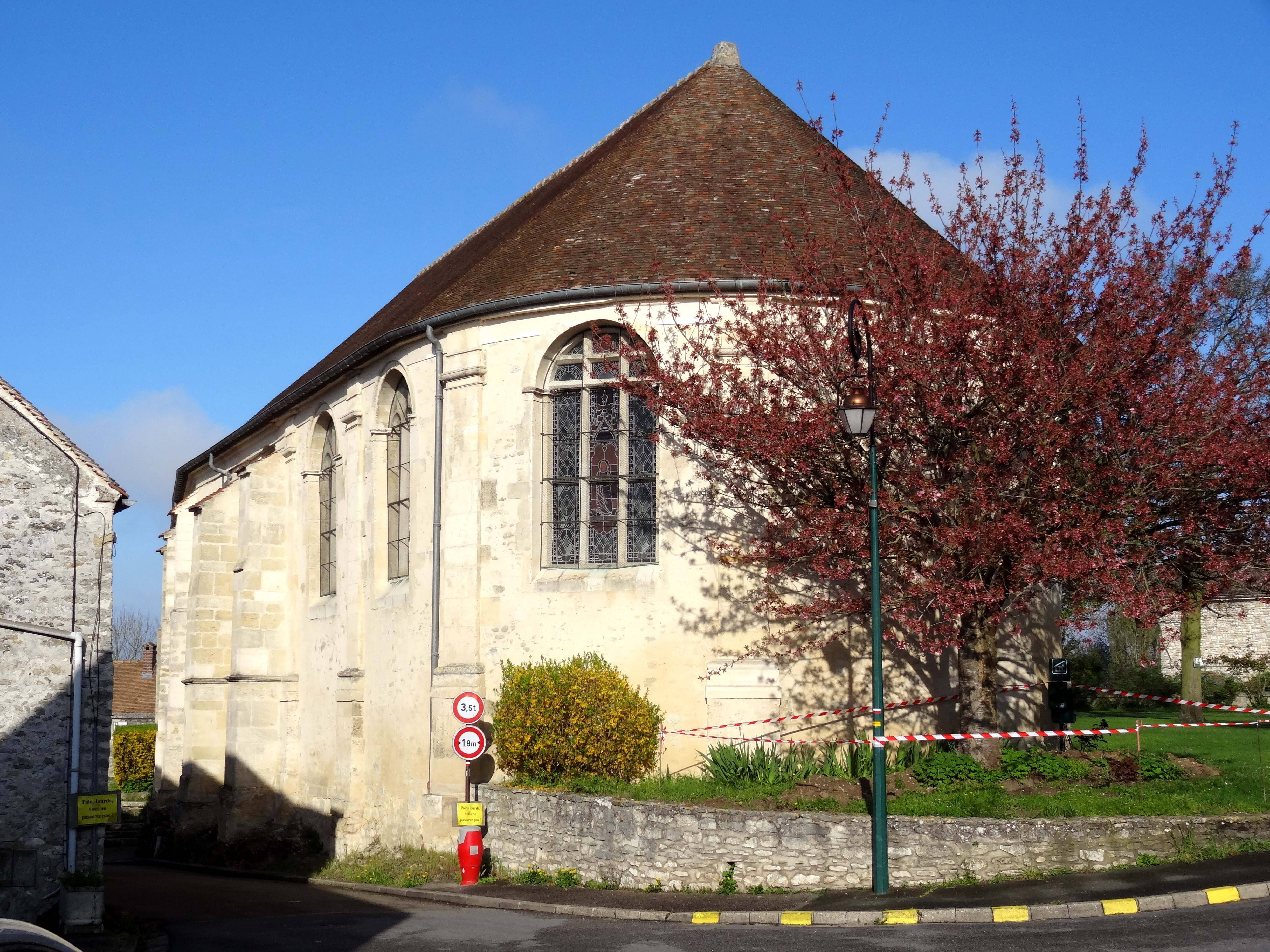
Vue générale depuis l'est.

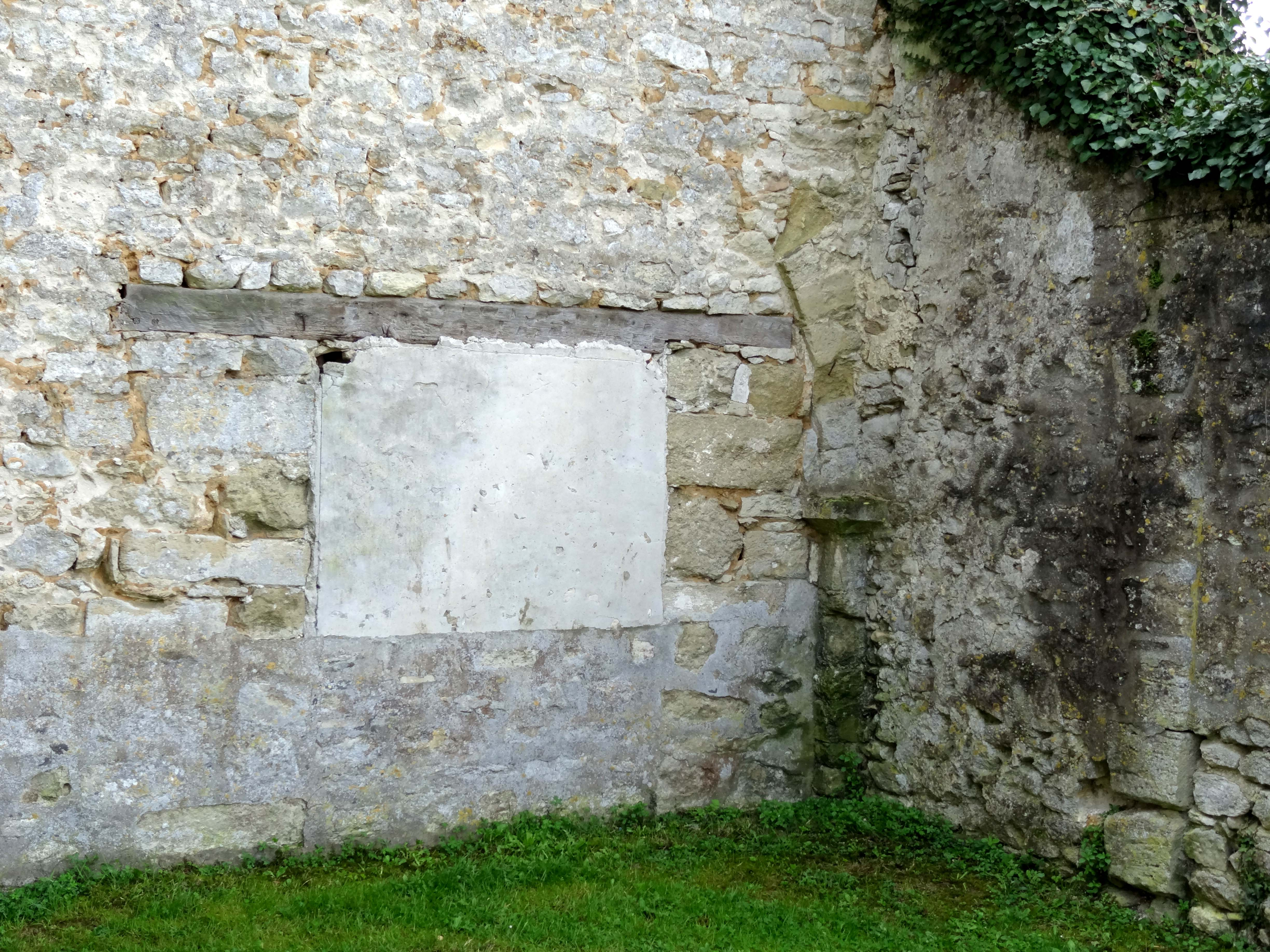
Nef, 1re grande arcade du nord bouchée et arrachement du mur du bas-côté nord (à droite).

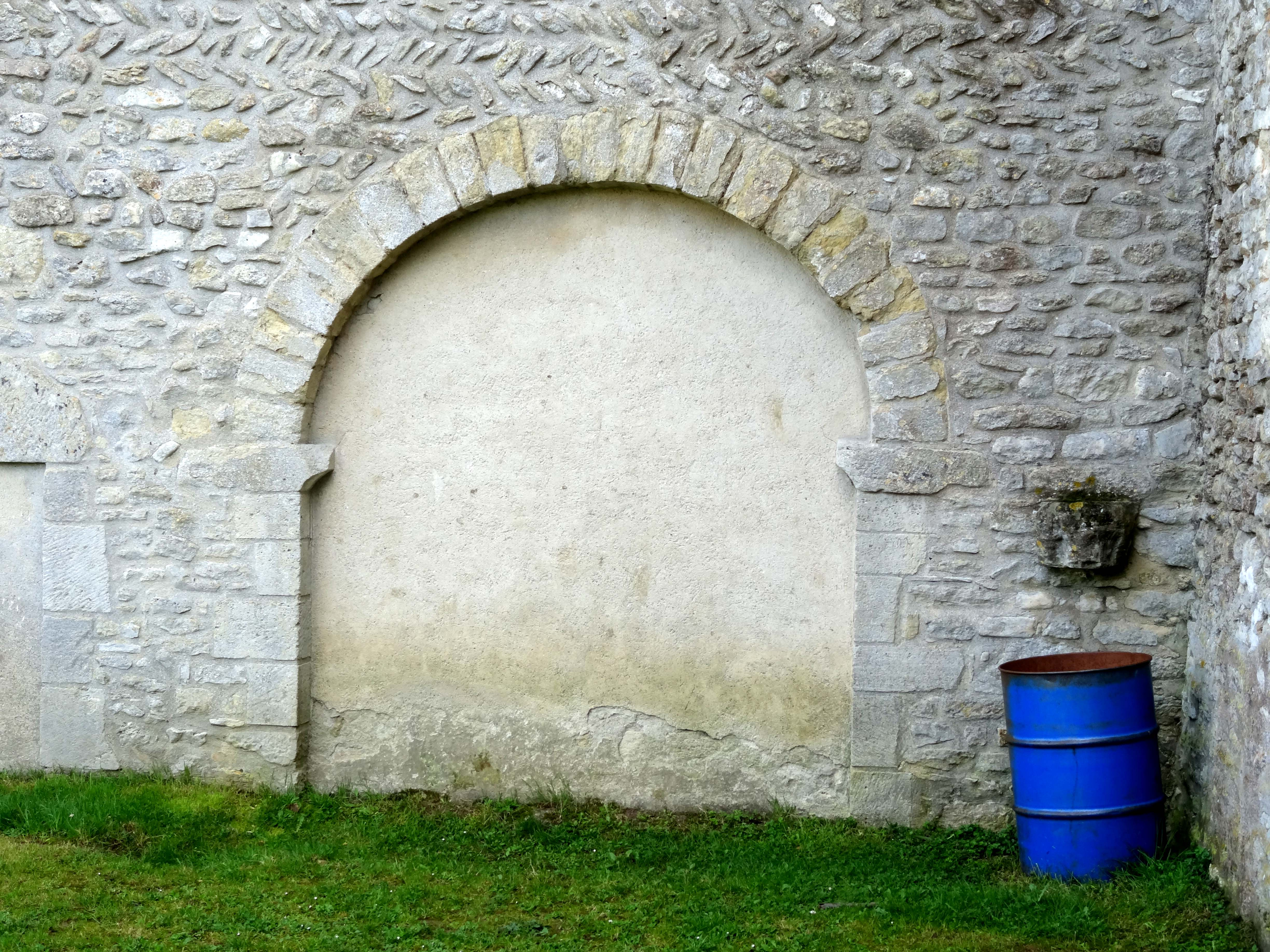
Clocher, arcade bouchée vers le bas-côté nord disparu.

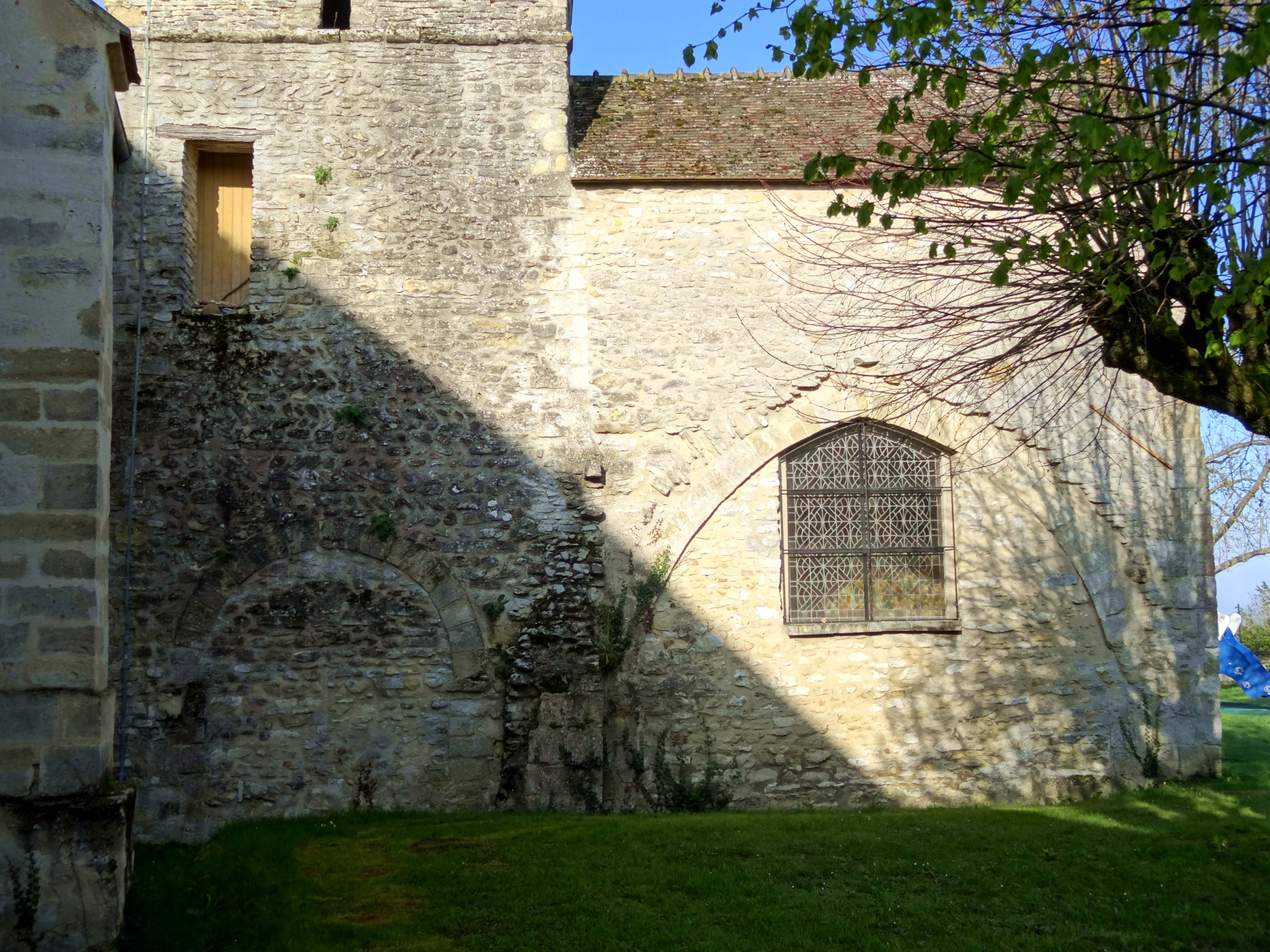
Clocher et faux croisillon nord, parties basses côté est.

Sur le plan de la hiérarchie ecclésiastique, Follainville relève de l'archidiocèse de Rouen, de l'archidiaconé du Vexin français avec siège à Pontoise, et du doyenné de Magny-en-Vexin jusqu'à la Révolution française. Le hameau de Dennemont ne forme pas une paroisse indépendante sous l'Ancien Régime. Ses habitants vont à la messe à Saint-Martin-la-Garenne et sont habituellement enterrés au cimetière de ce village, mais paient leurs impôts à Follainville. Sous la Révolution éclate une querelle entre les curés de Follainville et Saint-Martin-la-Garenne, qui chacun veut que Dennemont soit rattaché à sa propre paroisse. La création du département de Seine-et-Oise, en 1790, va de pair avec la création du diocèse de Versailles au découpage géographique identique. Follainville en fait partie depuis. Au XXe siècle, les curés changent souvent, et l'intérim est assuré, à neuf reprises, par le curé de Fontenay-Saint-Père et le doyen de Limay. En 1972, la paroisse indépendante de Follainville-Dennemont cesse d'exister et le village est intégré dans le secteur paroissial de Jambville / Fontenay-Saint-Père, avec Brueil-en-Vexin, Drocourt, Gaillon-sur-Montcient, Guernes, Guitrancourt, Lainville-en-Vexin, Montalet-le-Bois, Oinville-sur-Montcient, Saint-Martin-la-Garenne et Seraincourt. En 2003, Gaillon-sur-Montcient rejoint le secteur de Meulan, et en 2017, Seraincourt, situé dans le Val-d'Oise, rejoint la paroisse Avernes et Marines. Mais entretemps, le secteur paroissial de Jambville / Fontenay-Saint-Père fusionne avec celui de Limay, pour devenir le groupement paroissial Limay-Vexin. Avec Gargenville, Issou, Porcheville et Sailly, le nombre de communes se porte désormais à seize, dont deux comptent deux lieux de culte (chapelle Sainte-Élisabeth à Dennemont et chapelle Sainte-Anne à Sandrancourt, commune de Saint-Martin-la-Garenne). Des messes dominicales sont actuellement assurées le quatrième dimanche du mois à 10 h 30, sauf en juillet et août.

### L'histoire de l'église
L'église actuelle se compose d'un vaste vaisseau unique de l'époque moderne, et de quelques vestiges de la précédente église. Ce sont, par ordre d'importance, le clocher latéral au nord de la nef ; une chapelle ou croisillon au nord du clocher ; la jonction entre nef et base de clocher, à l'intérieur ; une grande arcade bouchée au nord de la première travée de la nef, visible à l'extérieur ; le mur occidental ainsi que l'arrachement du mur gouttereau d'un ancien bas-côté nord ; et enfin un chapiteau déposé. Les vestiges incorporés dans le mur de clôture du jardin de l'ancien presbytère et la grande arcade bouchée n'ont pas été pris en compte par Bernard Duhamel, qui dit que « rien ne permet d'imaginer quel était le plan » de l'église primitive. Mais le clocher garde aussi la mémoire des dispositions anciennes. Son rez-de-chaussée comporte de petites arcades bouchées à l'ouest et à l'est. Elles sont si basses que l'on doit exclure l'hypothèse d'un clocher central se dressant au-dessus de la croisée du transept, comme c'est la règle dans le Vexin français. De même, les vestiges d'un ancien vaisseau au nord de la nef actuelle indiquent un bas-côté d'environ deux mètres de largeur, plutôt qu'un vaisseau central. Il faut donc déduire une petite église de plan basilical, dont le clocher s'élève au-dessus de la dernière travée du bas-côté nord, et dont les deux bas-côtés se terminent par des absidioles, comme par exemple à Rhuis (Oise). Ainsi, le croisillon n'en est pas réellement un, si l'on entend bras nord du transept. Il a été ajouté après coup, et une chapelle a ultérieurement été ajouté à l'est du faux croisillon, comme le montre une grande arcade bouchée. Ce n'est nullement l'ancien sanctuaire, car le mur occidental du faux croisillon conserve une succession d'arcatures plaquées d'allure romane, et n'a jamais été remanié. Reste la question de la datation. La base et le premier étage du clocher sont d'un style roman assez fruste, et rien ne s'oppose à les faire remonter à la fin du XIe siècle, comme le propose Bernard Duhamel. Le faux croisillon, toujours de style roman avec l'emploi généralisé de l'arc en plein cintre, conserve toutefois un chapiteau de feuillages et une base à griffes de la première période gothique, et devrait dater du troisième quart du XIIe siècle. L'étage de beffroi du clocher présente des chapiteaux de la même facture, mais ses baies sont en tiers-point. Cet étage a donc été ajouté vers la fin du XIIe siècle, estime Bernard Duhamel.
La guerre de Cent Ans porte apparemment de grands préjudices à l'église Saint-Martin, car celle-ci est presque entièrement reconstruite dans le style de la Renaissance après le milieu du XVIe siècle. De l'église médiévale, seul le clocher, le croisillon nord et peut-être encore une chapelle à l'est du croisillon sont conservés. Si le nouveau chœur est vaste, il est vrai aussi que sa conception est fort simple et fait l'économie d'un voûtement. Après la fin des travaux, une nouvelle dédicace est célébrée solennellement en date du 24 juin 1561 par Mgr Denis Paris, évêque in partibus d'Avelonne, vicaire général du cardinal de Bourbon, archevêque de Rouen, et par les curés de Follainville et des paroisses voisines, en la présence des paroissiens et de nombreux notables. Le compte-rendu de la dédicace est transcrit sur une plaque de pierre, qui est toujours présente dans l'église (voir le chapitre Mobilier). D'autres travaux sont effectués au XVIIIe siècle. Ils portent sur la reconstruction de la nef et une homogénéisation entre nef et chœur. Le portail, les fenêtres latérales de la nef, et sans doute aussi les trois colonnes d'ordre toscan au début du chœur datent de cette époque. Elles restent sans fonction, et servent seulement de support à des statues. Il faut donc penser que le projet initial n'est pas mené à terme, sans que l'on puisse dire ce qui était concrètement prévu. La chapelle à l'est du croisillon nord disparaît à une époque indéterminée, en tout cas avant l'élaboration du cadastre napoléonien en 1824. L'on ignore sa fonction, mais une grande arcade bouchée témoigne toujours de son existence. — Le clocher et la travée attenante sont inscrits aux monuments historiques par arrêté du 10 décembre 1927. Lors d'une restauration vers le début des années 1980, la travée au nord du clocher, jusque là aménagé comme sacristie, est restitué dans son état ancien. Une campagne de restauration de grande envergure est lancée vers le début du XXIe siècle. Elle s'échelonne sur presque dix ans, et porte notamment sur la toiture, le plafond, les vitraux, l'électricité, le chauffage, et l'ensemble du mobilier. Le budget de 571 000 € est partagé entre l'état, le département, le parc naturel régional du Vexin français, la réserve parlementaire de la députée de la circonscription, ainsi que l'association des amis de Saint-Martin.

## Description

### Aperçu général
Si le chœur et les deux dernières travées de la nef sont régulièrement orientés, l'on note une nette déviation d'axe vers le nord entre la troisième et la quatrième travée de la nef. Ces travées sont à la fois plus tardives, et reprennent l'alignement de la nef romane primitive, que l'on peut déduire de la position du clocher. Celui-ci flanque la troisième travée de la nef, au nord, avant que le vaisseau ne commence à adopter une orientation correcte. Pour le reste, le plan de l'église est fort simple. Il se compose, pour l'essentiel, d'un vaisseau unique de six travées droites, terminé par une abside en fer à cheval, l'ensemble étant recouvert d'un plafond plat et mesurant 40 m de longueur pour 11 m de largeur. Le vaisseau n'étant pas articulé, la subdivision en travées reste quelque peu aléatoire, et se fond uniquement sur le nombre de contreforts et le nombre des ouvertures, au sud. Pour distinguer la nef du chœur, on peut se baser sur la nature des fenêtres, et le style architectural visible à l'extérieur. Celui-ci commencerait donc avec la dernière travée droite, qui possède des fenêtres à remplage et affiche le style de la Renaissance, de même que l'abside. L'aménagement intérieur place la limite entre nef des fidèles et sanctuaire au même endroit. La base du clocher, voûtée d'arêtes, est flanquée au nord par une chapelle ou croisillon, ce dernier terme pouvant convenir si l'on adhère à l'hypothèse de l'existence ancienne d'un transept. La travée au nord de la base du clocher est de plan barlong, et voûtée en berceau dans le sens longitudinal. L'on accède à l'église par le portail principal, au sud de la première travée de la nef, ou par une petite porte dans le mur occidental du croisillon. La toiture du vaisseau central est à deux rampants, et se termine de façon demi-conique au-dessus de l'abside. Le clocher compte deux étages, dont un seul étage de beffroi, et est coiffé d'un toit en pavillon.

### Intérieur

#### Vaisseau central

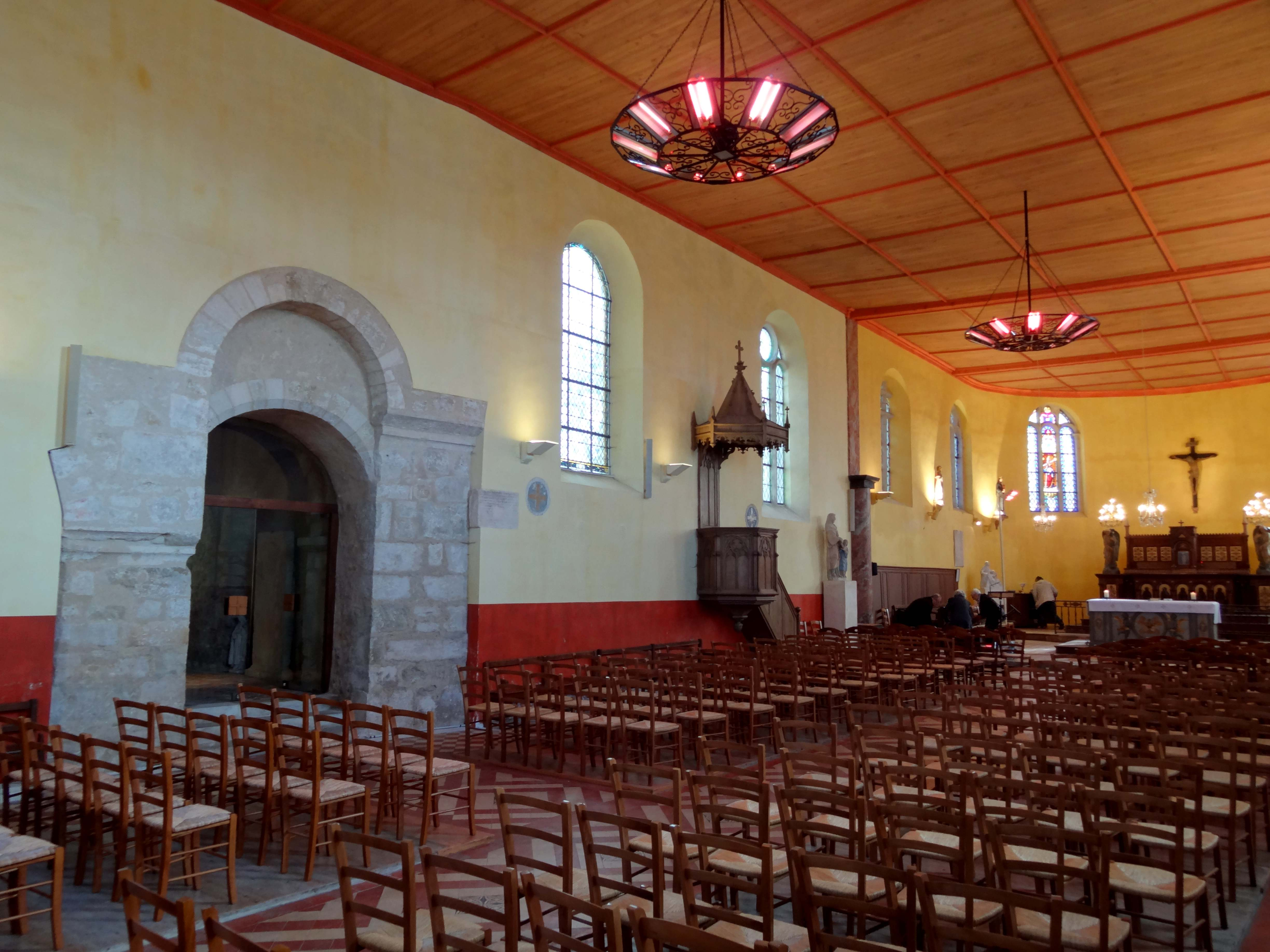
Nef, vue vers le nord-est.

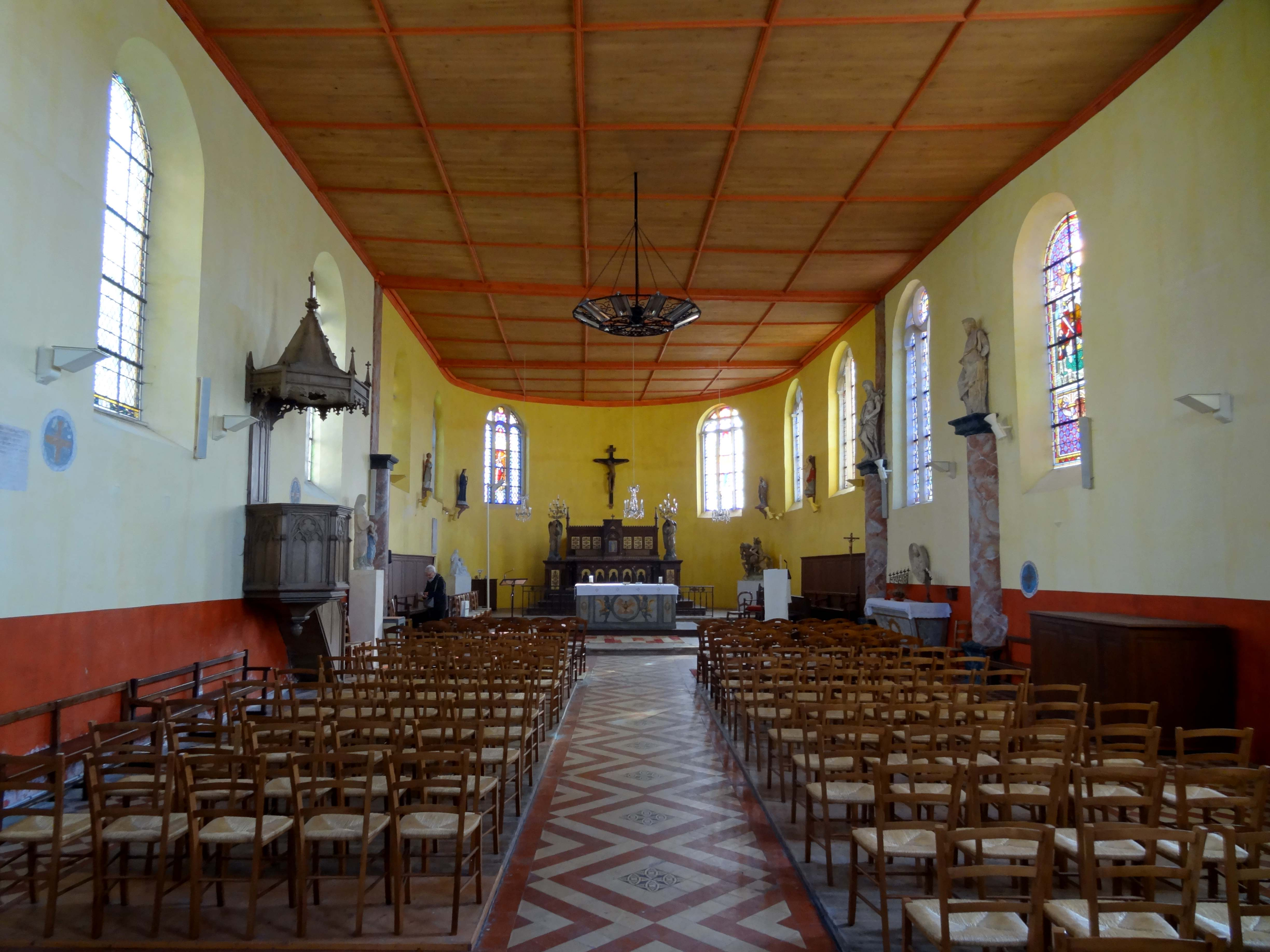
Nef, vue vers l'est.

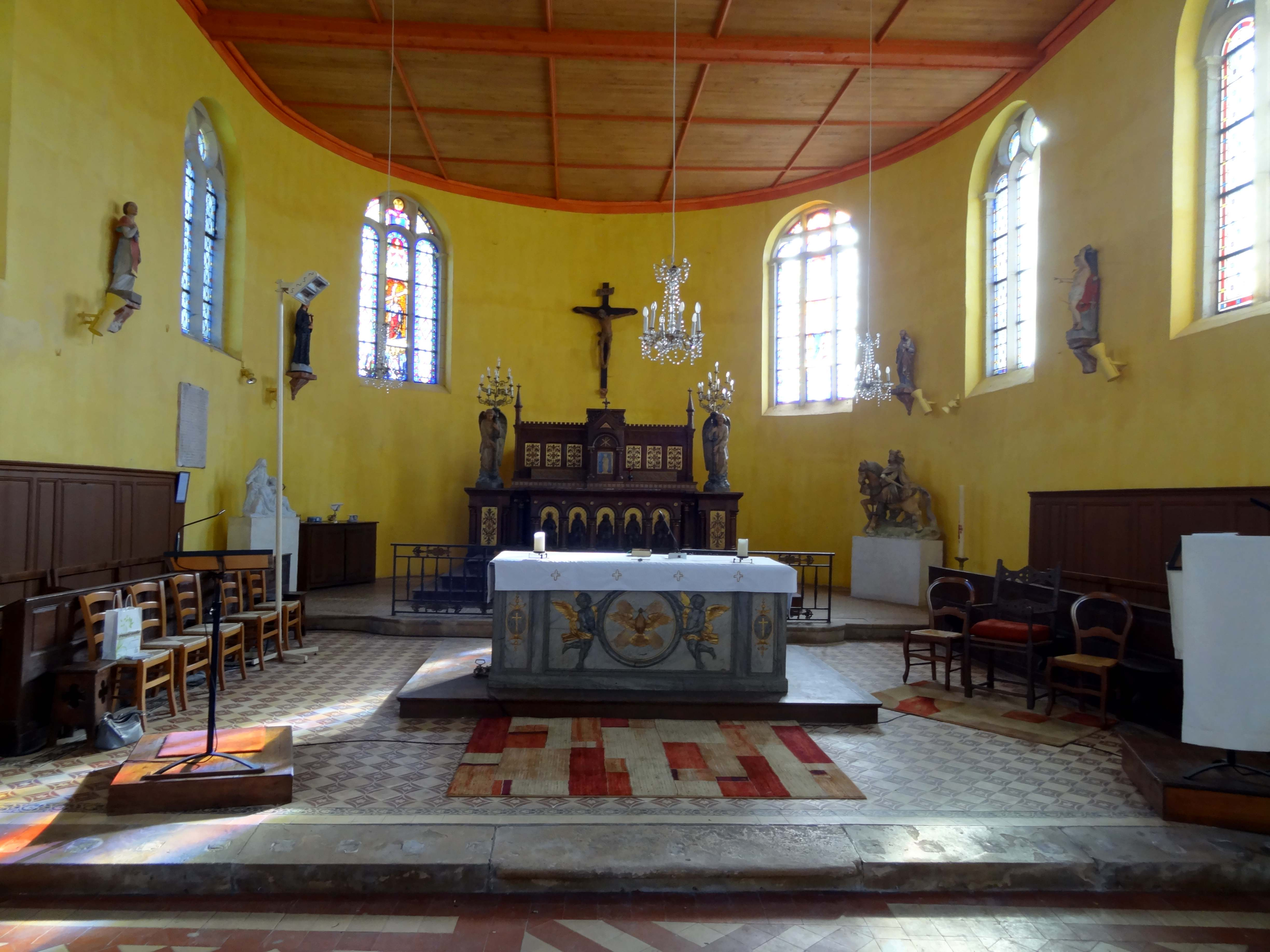
Chœur, vue vers l'est.

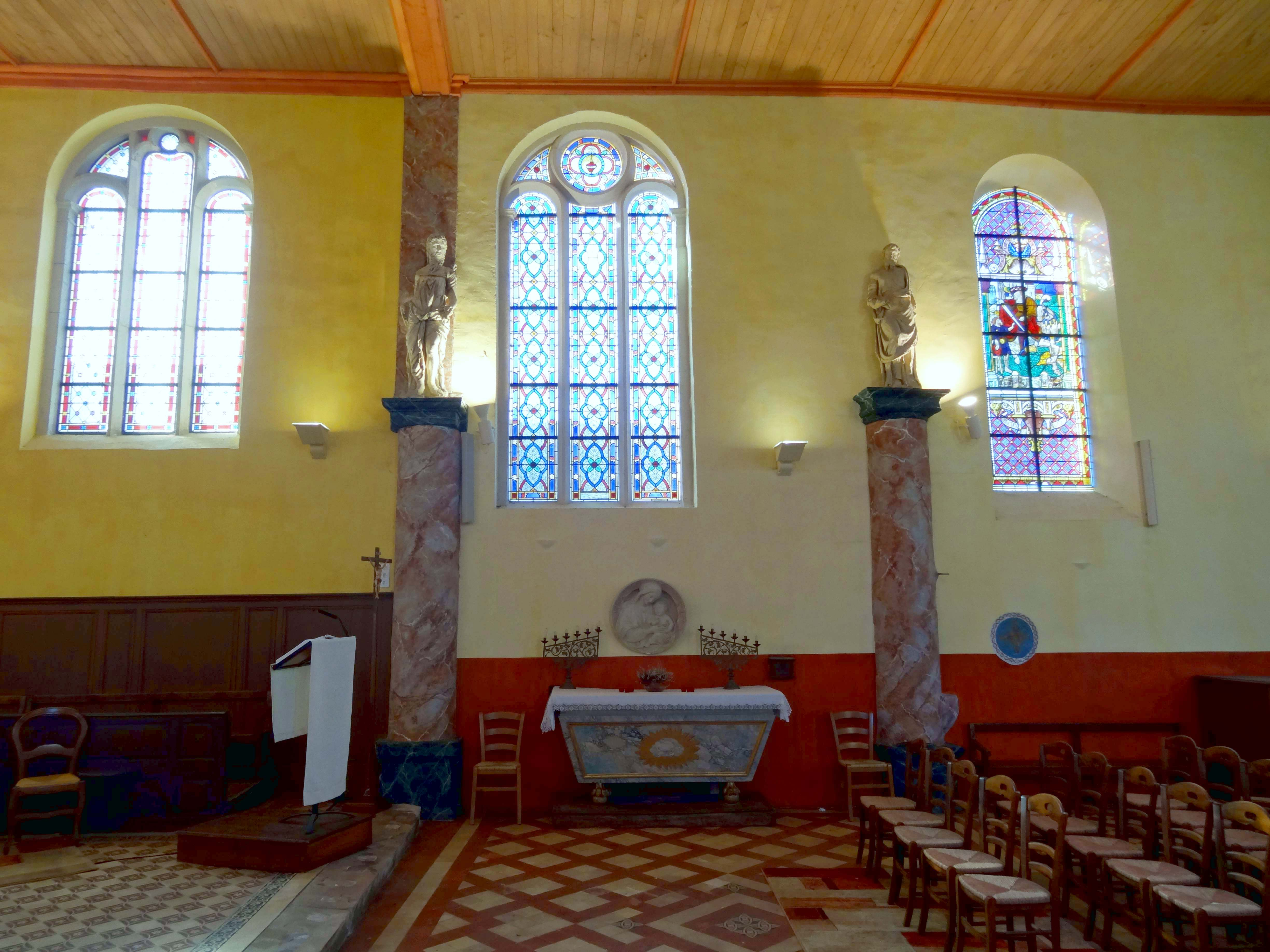
6e-4e travée, côté sud.

Pour le visiteur non prévenu de la simplicité de l'architecture de l'église Saint-Martin, l'espace intérieur paraîtra décevant. En effet, la qualité d'édifice religieux de cette grande salle se traduit uniquement par le mobilier, et dans un certain sens, par les fenêtres à remplage des travées orientales. Si au contraire l'on est au courant de la particularité de l'église, l'on sera agréablement surpris par sa mise en valeur réussie. Le plafond est lambrissé, et quadrillé par des baguettes rehaussés en rouge. La partie basse des murs est enduit en ocre rouge, et le reste des murs, en ocre jaune. Dans le chœur, les allèges sont habillés d'un lambris de semi-revêtement. Le sol est pavé de petites dalles en ciment coloré, telles qu'employées au XIXe siècle et pendant les premières décennies du XXe siècle, avec des décors différents pour la nef et pour le chœur. Les bancs de fidèles sont placés sur un plancher de bois. Une marche d'escalier souligne la limite entre nef et chœur. Une marche supplémentaire monte vers l'ancien maître-autel tout au fond. Les surfaces murales lisses ont pour inconvénient de mettre en exergue l'inclinaison de l'axe du vaisseau, dont la hauteur et la largeur ne varient pas sur toute sa longueur. L'absence de supports le long des murs, à trois exceptions près, fait également ressortir la coexistence de différents types de fenêtres.
Il y a deux petites fenêtres dans le mur occidental, une au sud de la deuxième travée, et ensuite une de chaque côté à partir de la troisième travée droite, et deux au nord et au sud de l'abside, dont le pan d'axe est donc aveugle. Toutes ces baies sont en plein cintre, et leur pourtour est dépourvu de toute mouluration. Jusqu'à la quatrième travée incluse, les baies sont également dénuées de remplage. Les baies latérales sont fortement ébrasées, les baies occidentales ne le sont pas. Les sept fenêtres à remplage sont à trois lancettes, et se caractérisent par une modénature chanfreinée très simple, avec des meneaux sans bases, mais dans certains cas, des impostes moulurés en guise de chapiteaux, et ceci en continuité avec la modénature des pilastres qui tiennent lieu de contreforts à l'extérieur du chœur. Rarement le réseau de deux fenêtres se ressemble. Dans la cinquième travée, la lancette du milieu n'est pas matérialisée, et l'on s'est contenté d'un intervalle entre les deux lancettes d'extrémité, qui est surmonté d'un oculus circulaire. Dans la sixième travée, la lancette médiane, qui domine les deux autres, écrase un minuscule oculus au sommet. Au sud-est de l'abside, une fenêtre comporte dans son tympan deux meneaux verticaux.
Tout ce qu'il y a comme supports sont des colonnes engagées en faux marbre rouge entre la quatrième et la cinquième travée de la nef au sud, et à l'intersection entre nef et chœur, au nord et au sud. Ces deux dernières colonnes sont surmontées d'un pilastre plat, également en faux marbre rouge, et les deux pilastres sont reliés l'un à l'autre moyennant une poutre (une autre poutre marque le début de l'abside). Les colonnes sont dépourvues de bases, et reposent sur des socles carrés peints en noir. Elles portent des chapiteaux dérivés de l'ordre toscan, également peints en noir. La vocation de ces colonnes ne pouvait être que décorative, et selon Bernard Duhamel, elle n'auraient été ajoutées au XVIIIe siècle, ce qui est suggéré par leur style. L'on est ainsi face à un chœur qui n'a apparemment jamais été destiné à être voûté, comme tendent à le confirmer l'absence de contreforts saillants à partir de la cinquième travée. Rarement l'architecture d'un sanctuaire fait preuve de si peu d'ambition. Dans le Vexin français, l'on peut néanmoins signaler le chœur gothique de Berville, et un peu plus loin dans l'Oise, le chœur Renaissance de Lamorlaye.
Les murs ne sont, à vrai dire, pas totalement lisses. Dans la troisième travée au nord, à la jonction avec la base du clocher, des éléments de l'église romane primitive ont pu être mis au jour lors des travaux de restauration. Ce sont la retombée de la dernière grande arcade au nord de la nef, et l'arcade vers la base du clocher. Elle est étroite et élevée, en plein cintre, à simple rouleau et à arêtes vives, dénuée de supports, et possède trois particularités. Premièrement, elle est plaquée devant une arcade plus basse, mais de la même largeur, aux claveaux taillés en biseau. Cette arcade basse a la même hauteur que quatre arcades visibles à l'intérieur de la base du clocher, dont l'une fait double emploi avec l'arcade en question. Deuxièmement, la retombée de l'arcade supérieure s'effectue sur des tablettes moulurées, dont celle de gauche est située plus proche du sol, et partagée avec la dernière grande arcade de la nef. Cette tablette est double. Seulement la tablette inférieure concerne aussi le piédroit de l'arcade. Le profil est constitué de deux fois une plate-bande et un cavet. La tablette de droite se continue vers l'est jusqu'à la fin du vestige de la fin du XIe siècle, et devait servir de support à la voûte en berceau du sanctuaire roman. Son profil est d'une plate-bande, d'un biseau, d'une autre plate-bande, et d'un cavet. Troisièmement, l'arcade fait encorbellement au-dessus des tablettes, ou autrement dit, le mur se retraite en dessous des tablettes. Plus couramment, les tablettes font saillie devant la surface murale. L'appareil est en pierre de taille pour les deux arcades superposées, en grands moellons retaillés pour presque tout le reste, et en blocage pour l'écoinçon entre la grande arcade de la nef et l'arcade du clocher, et pour l'intervalle (ou tympan) entre les deux arcades. Reste encore à signaler que le piédroit droit de l'arcade vers la base du clocher se situe sur le même plan que le mur oriental de la cage du clocher, tandis que le piédroit gauche se situe en avant du mur occidental.

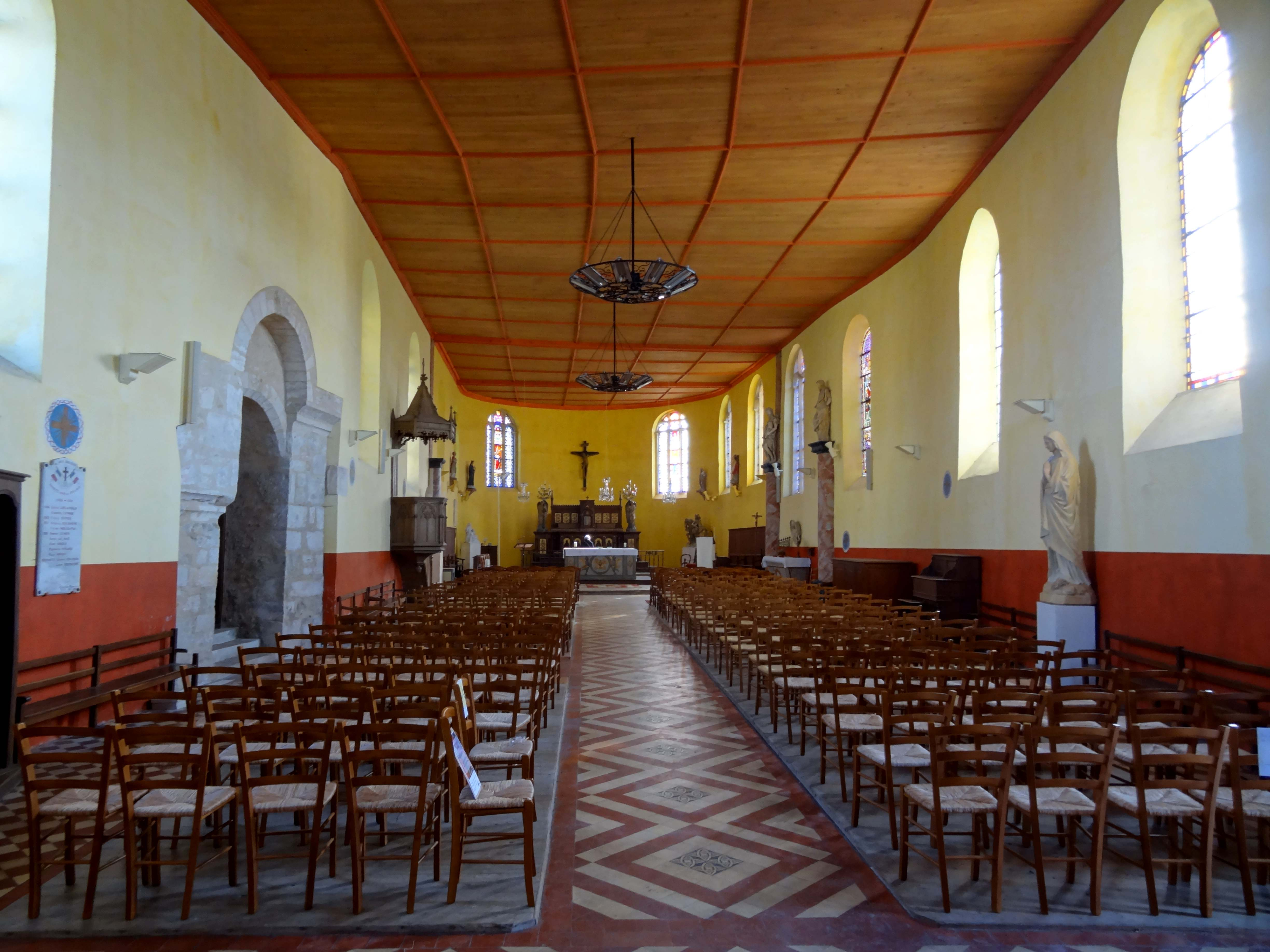
Nef, vue vers l'est.
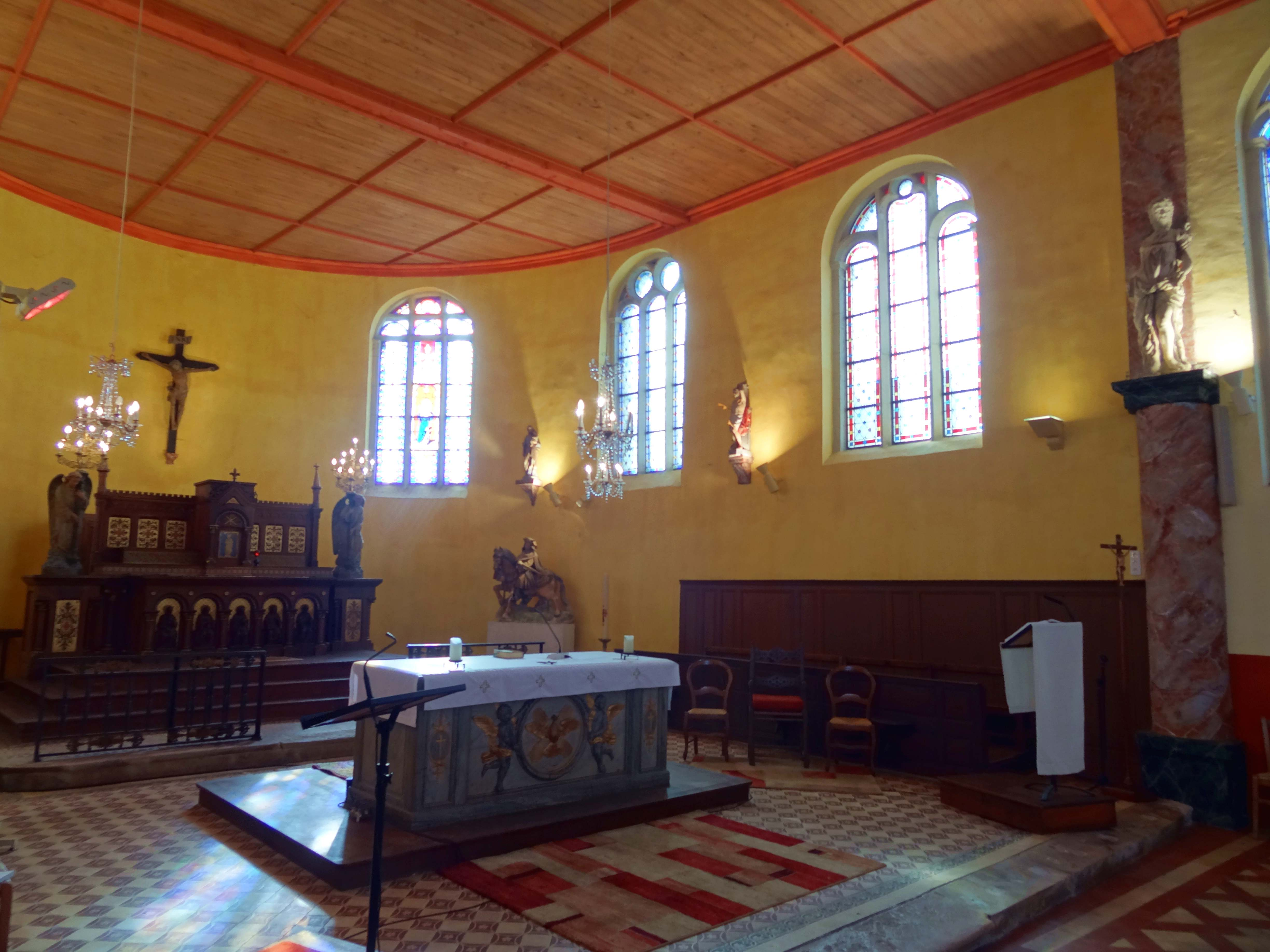
Abside, vue vers le sud-est.
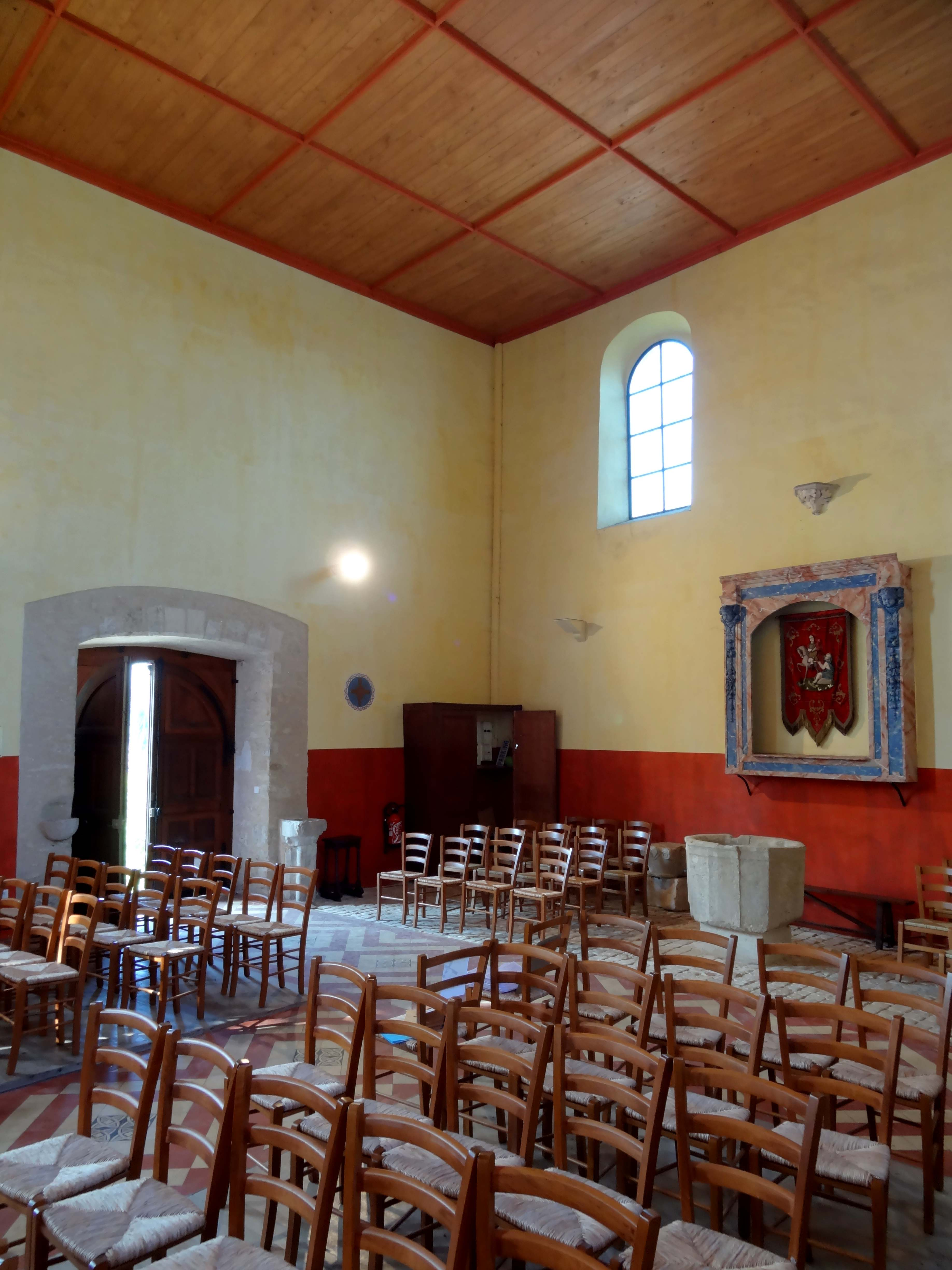
1re travée, vue vers le sud-ouest.
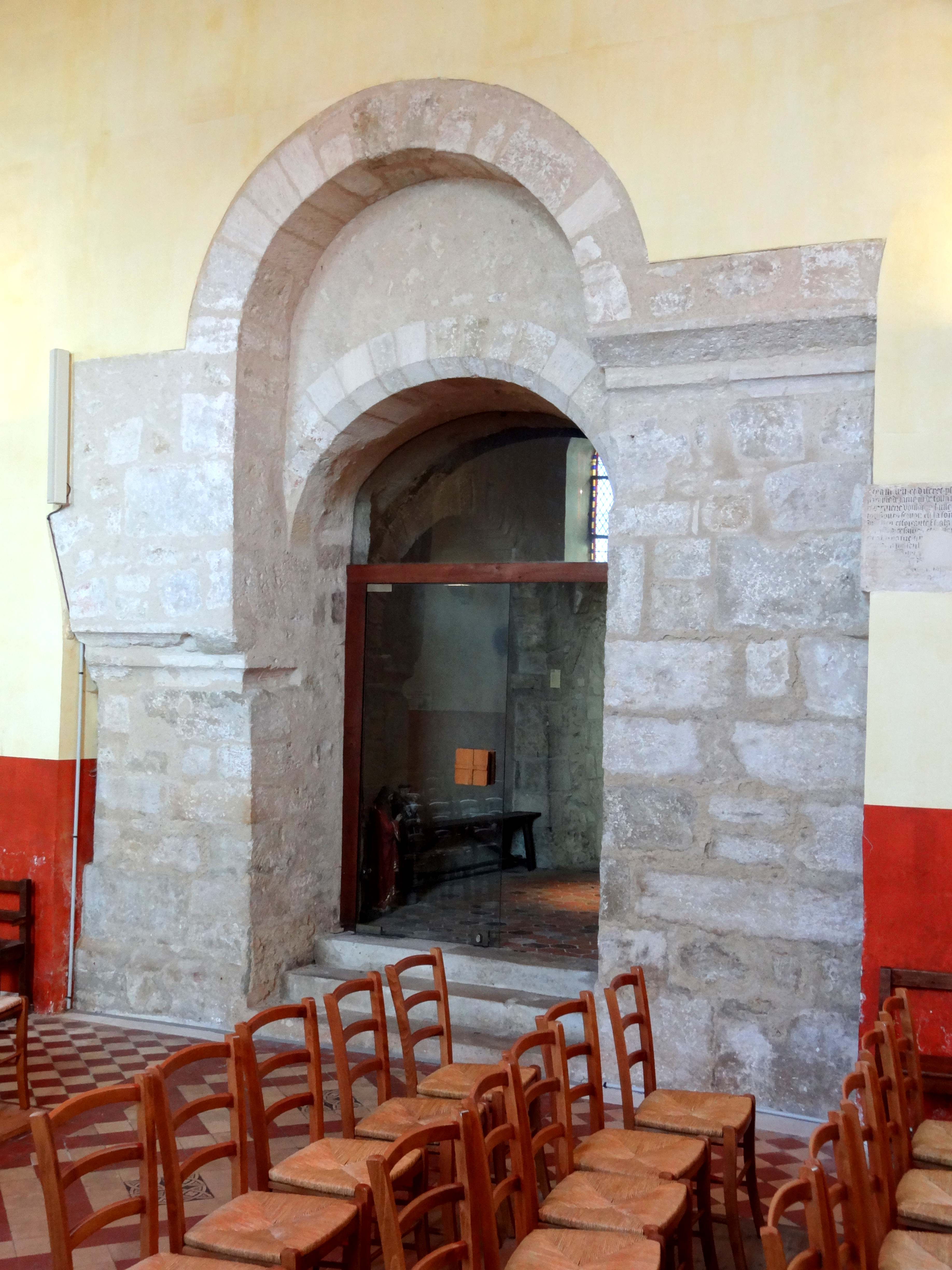
3e travée, jonction avec la base du clocher.
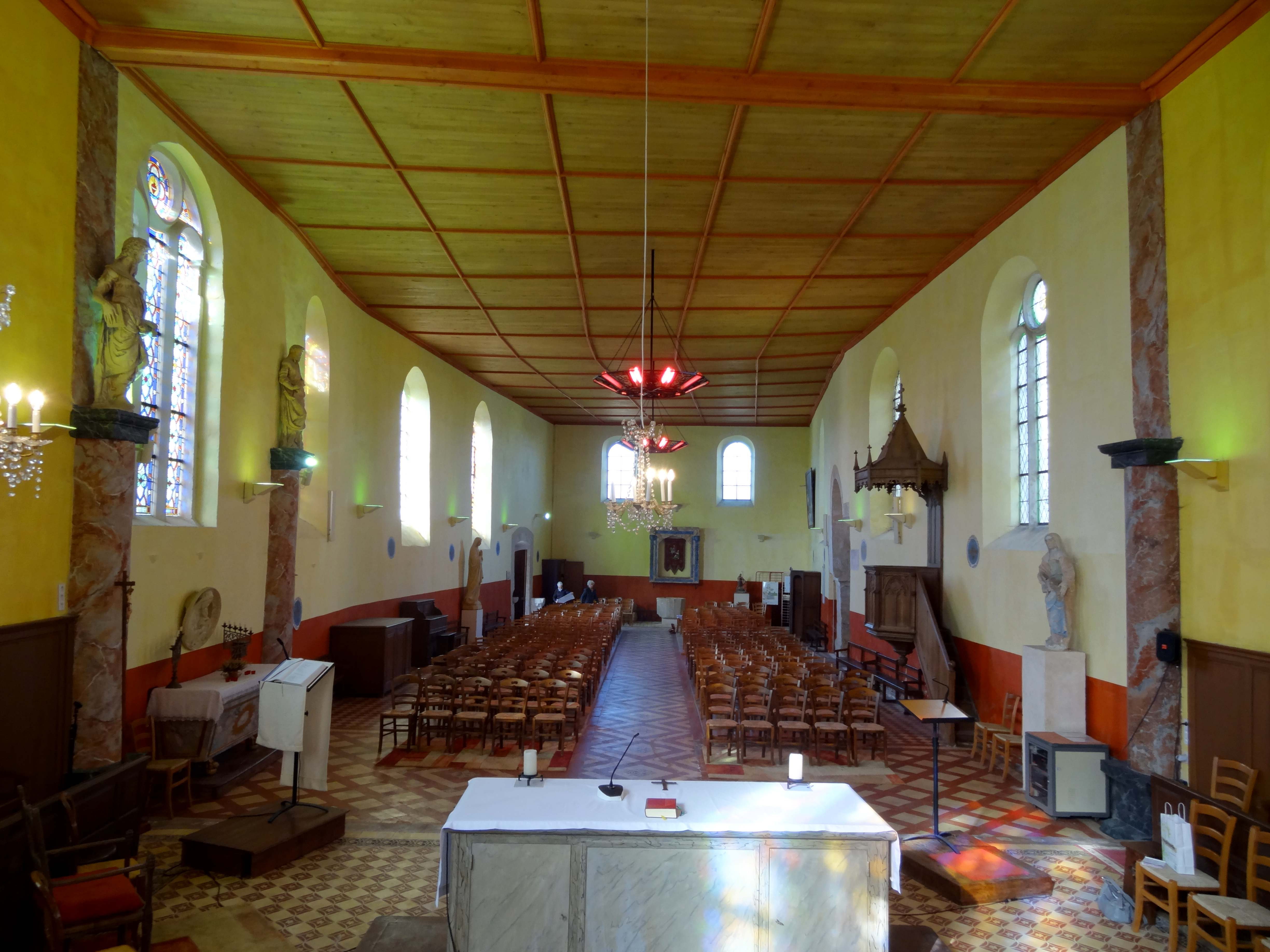
Chœur, vue vers l'ouest.
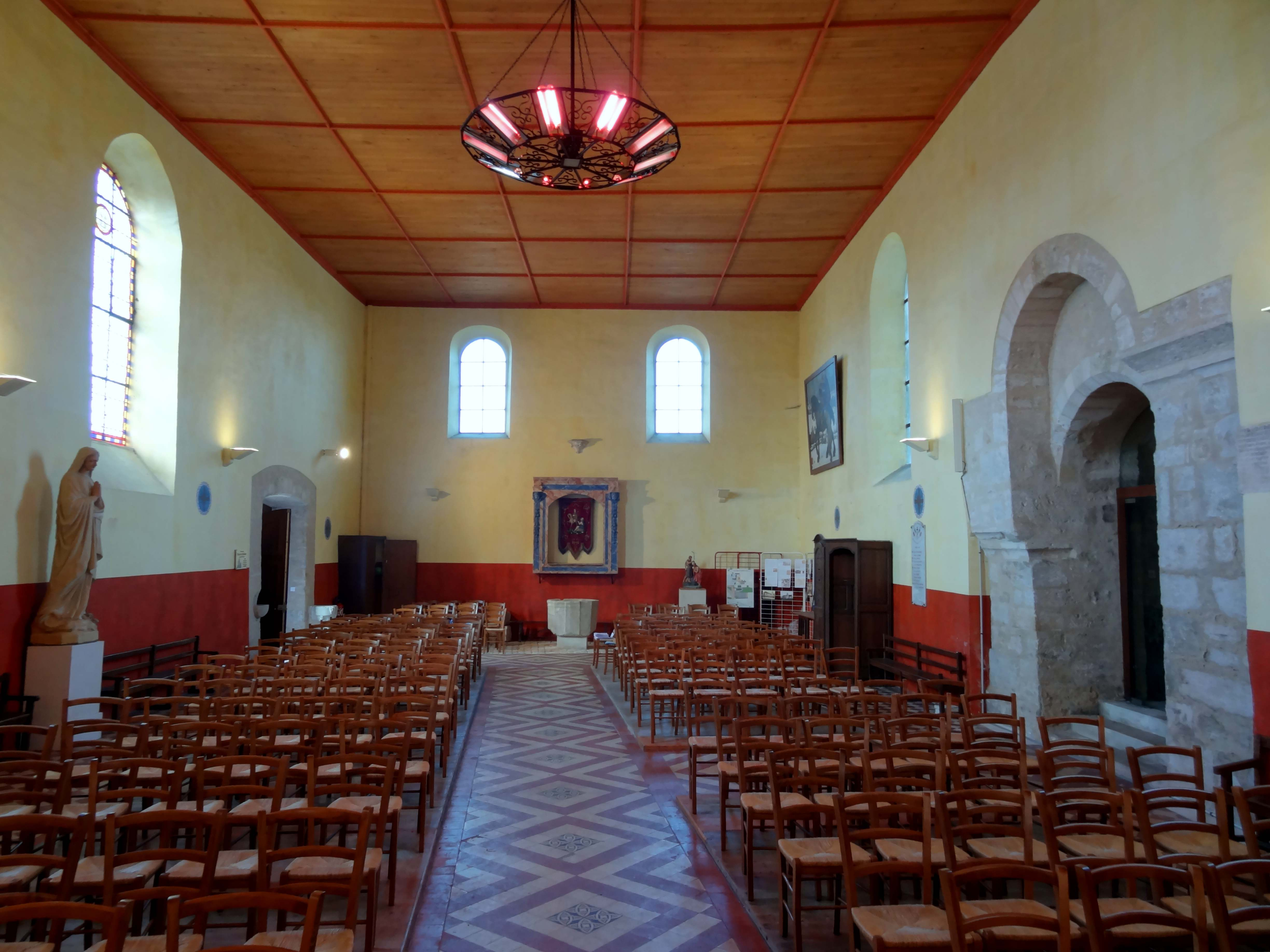
Nef, vue vers l'ouest.

#### Base du clocher et travée attenante

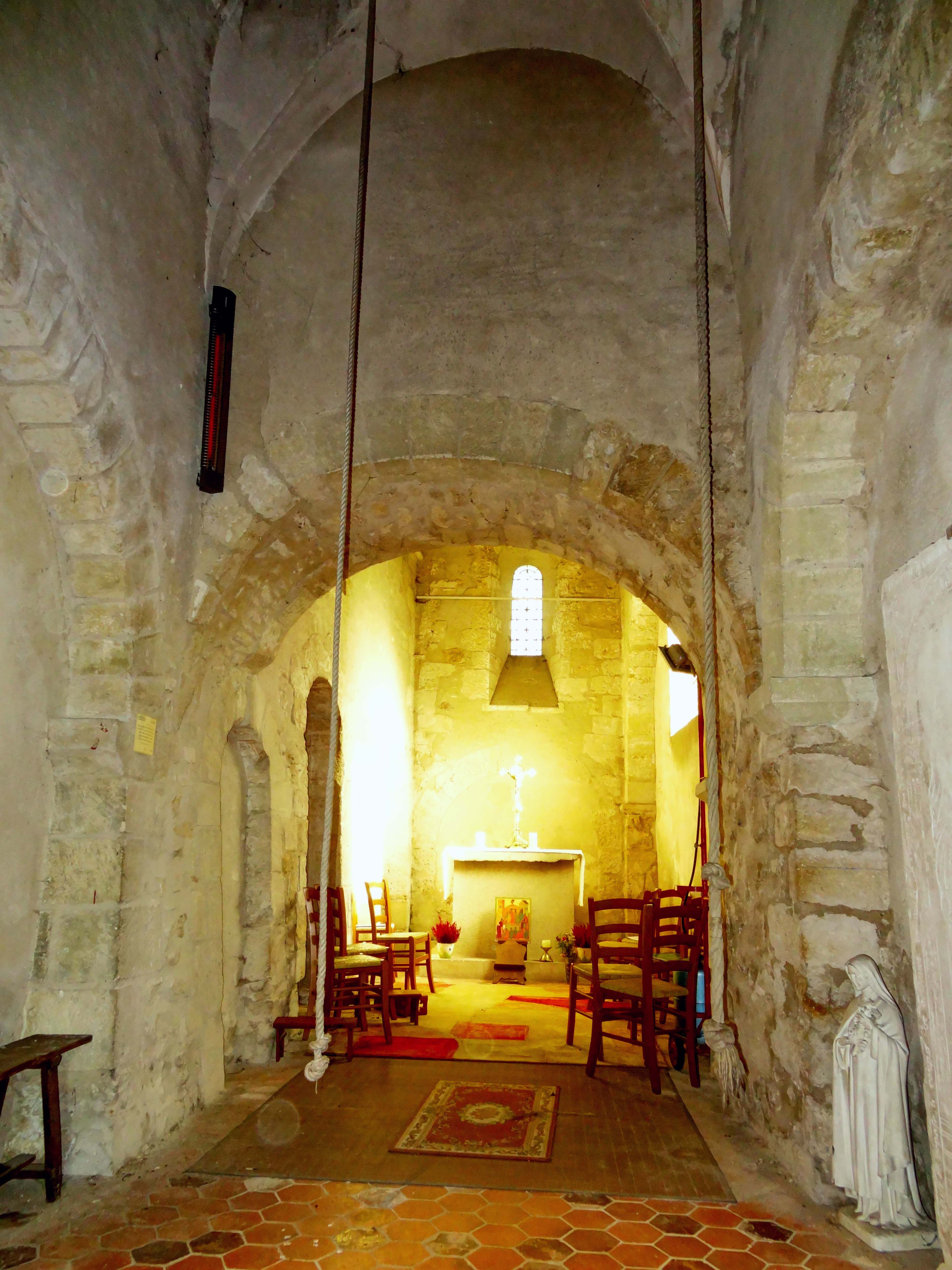
Base du clocher, vue vers le nord.

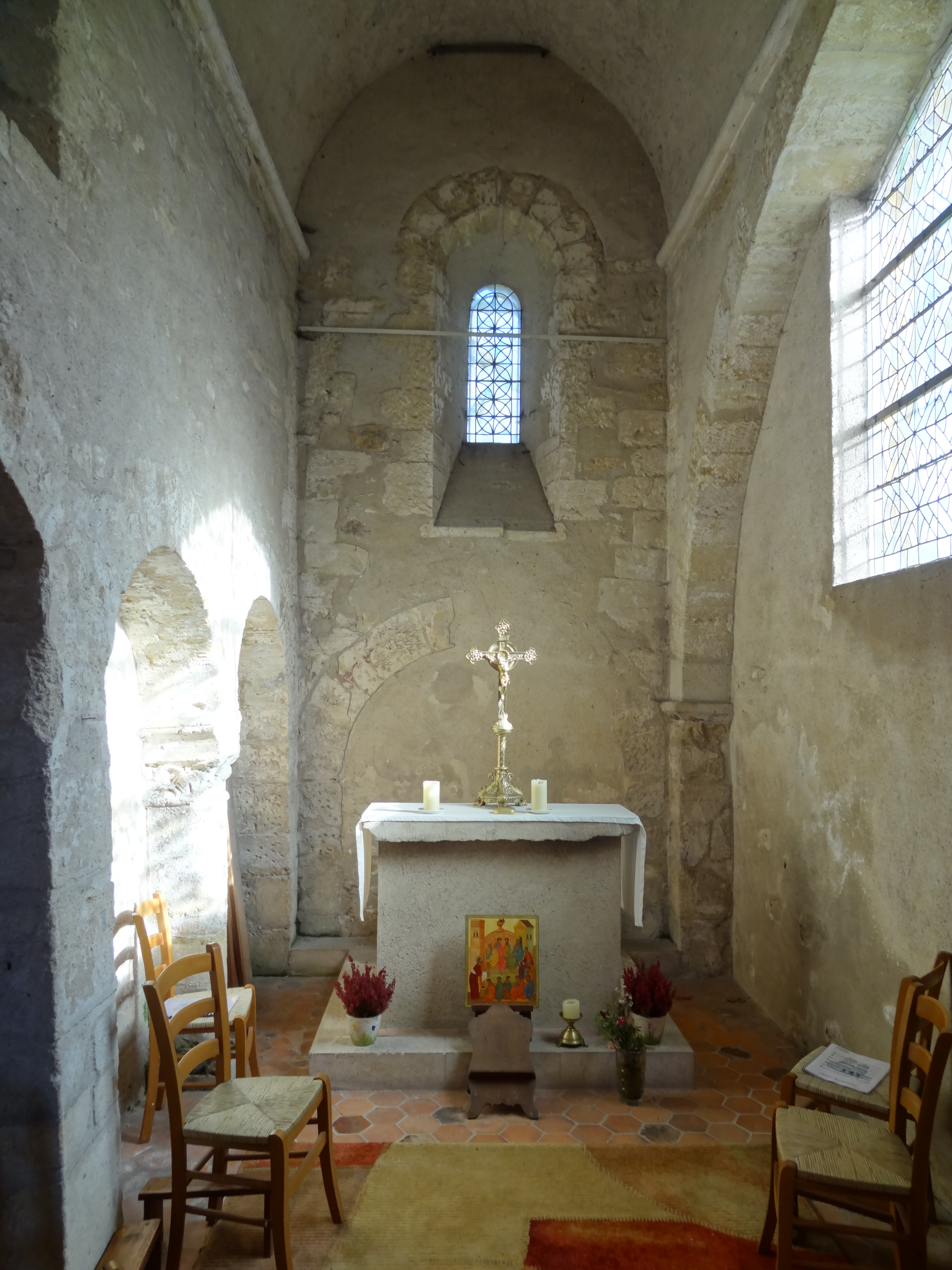
Travée attenante, vue vers le nord.

La base du clocher se compose de quatre arcades en plein cintre, basses et un peu irrégulières, à un seul rang de claveaux à arêtes vives. Les trois arcades de l'ouest, du sud et de l'est retombent sur des piliers carrés par l'intermédiaire de tablettes biseautées. L'arcade du nord, ouverte dans un mur plein après coup lors de l'adjonction du faux croisillon, ne possède pas de tels tailloirs. L'arcade du sud se superpose à l'arcade basse visible depuis la nef, mais est tout aussi large que la cage du clocher elle-même, ce qui n'est pas le cas de son pendant. Visiblement, le clocher et l'ancienne nef n'avaient pas été bâtis en même temps. Les quatre arcades sont surmontées de murs aveugles. Ce n'est que beaucoup plus haut que se situe la voûte d'arêtes, qui date bien d'origine, mais dont Bernard Duhamel dit qu'il a été remplacé par un plafond. Ce plafond a été supprimé et ne faisait que cacher la voûte. D'autres bases de clocher voûtées d'arêtes sont Arthies, Boubiers, Condécourt, Cormeilles-en-Vexin, Feucherolles, Limetz, Orgeval, Reilly, Saint-Gervais, Seraincourt et Tessancourt,. Parmi elles, celle de Follainville est certes la plus rustique. Sa voûte est percée de quatre orifices pour le passage des cordes des cloches, et celles-ci sont toujours sonnées manuellement. Une ouverture rectangulaire a également été ouverte dans un voûtain, presque trop petite pour atteindre l'étage moyennant une échelle. L'accès à l'étage se fait habituellement par une porte extérieure du côté est ; il n'y a toujours pas de cage d'escalier.
La travée attenante à la base du clocher du côté nord et l'un des très rares cas d'un croisillon qui ne communique pas directement avec le vaisseau central. Ce faux croisillon est très exigu. Pas plus large que la base du clocher, elle est deux fois plus profonde. D'un grand intérêt pour sa rareté est la voûte en berceau plein cintre du milieu ou du troisième quart du XIIe siècle. Les chœurs et bases des clochers sont souvent voûtés en berceau à la période romane, mais peu d'exemples pour les chapelles latérales et croisillons sont conservés dans la région, où l'essor de l'architecture gothique est allé de pair avec la reconstruction de la plupart des chœurs romans. Restent encore Banthelu (église ruinée), Champlieu (église ruinée), Laigneville (seulement l'amorce d'une voûte), Mogneville (seulement l'amorce d'une voûte), Moussy, Rieux, Santeuil, la première travée de la chapelle de la Vierge de Saint-Vaast-de-Longmont, etc. La voûte est bâti en blocage, et retombe latéralement sur des impostes moulurés d'un tore. Depuis le nord, le jour entre par une petite baie en plein cintre profondément ébrasée, qui est légèrement désaxée vers la droite, et dont le sommet s'inscrit dans la lunette de la voûte en berceau. Dans son soubassement, on voit une arcade en plein cintre bouchée aussi large que le mur, ou un arc de décharge, non visible depuis l'extérieur.
Le mur oriental est en grande partie occupée par une arcade brisée, qui est également bouchée, tout en laissant ouverte une large baie qui utilise comme archivolte le sommet de l'arcade. Alors que cette arcade date manifestement de la période gothique, elle retombe au nord sur une tablette biseautée, telle que les arcades de la base du clocher. Son existence à cet endroit soulève des questions, d'autant plus qu'il ne devrait pas s'agir d'un vestige d'arcatures plaquées du côté est : en face à l'est, les tailloirs des arcatures plaquées se situent légèrement plus bas. Le mur occidental est donc allégé par des arcatures plaquées, qui sont en plein cintre, et au nombre de trois : deux arcades géminées à droite (au nord) de la porte, et une, à nette distance, à gauche (au sud) de la porte. Elle se situe pour moitié sous l'arcade septentrionale de la base du clocher, et est de faible profondeur. La porte est un peu plus élevée que les arcatures plaquées. Celles-ci sont d'une grande simplicité, et une fois de plus, à arêtes vives. Le seul élément digne d'intérêt est la colonnette à chapiteau qui forme le trumeau des deux arcatures géminées. Son tailloir, mutilé sur la face frontale, accuse une plate-bande et un tore relié à un cavet. Son chapiteau est sculpté de feuilles appliquées, dont une par angle, et une au milieu de chacune des trois faces. Celle au milieu de la face frontale présente une extrémité enroulée en volute. Le fût est en délit, et la base, composée d'un tore, d'une scotie et d'un gros boudin aplati, est flanquée de griffes végétales aux angles. De telles arcatures plaquées sont fréquentes à la période romane, et se rencontrent encore au début de la période gothique. D'autres exemples sont Cambronne-lès-Clermont, Cormeilles-en-Vexin, Catenoy, Moussy, Église Saint-Josse de Parnes, Rocquemont, Saint-Clair-sur-Epte, Saint-Vaast-de-Longmont, Trumilly, Us, Villers-Saint-Paul, etc.

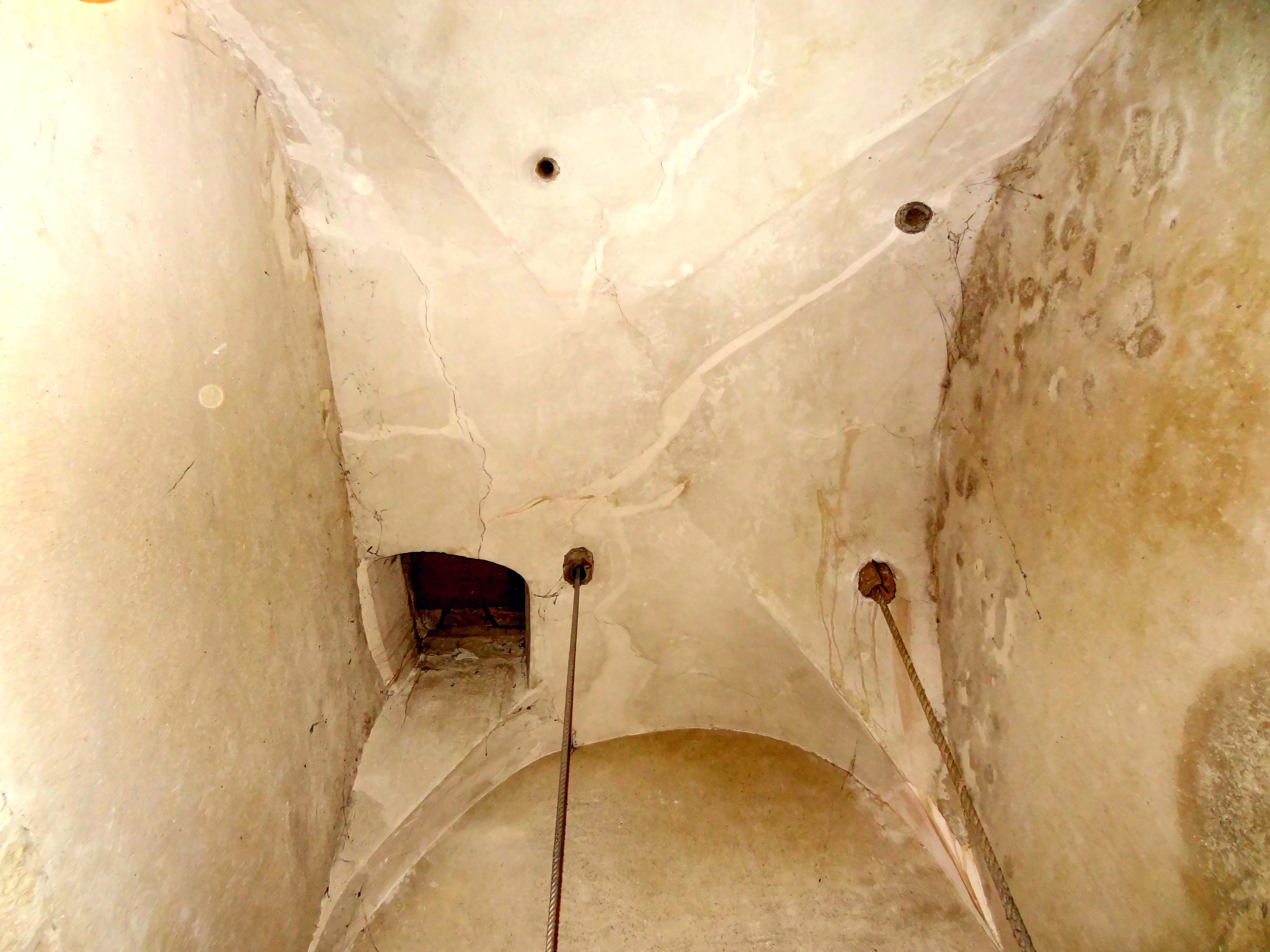
Base du clocher, voûte d'arêtes romane.
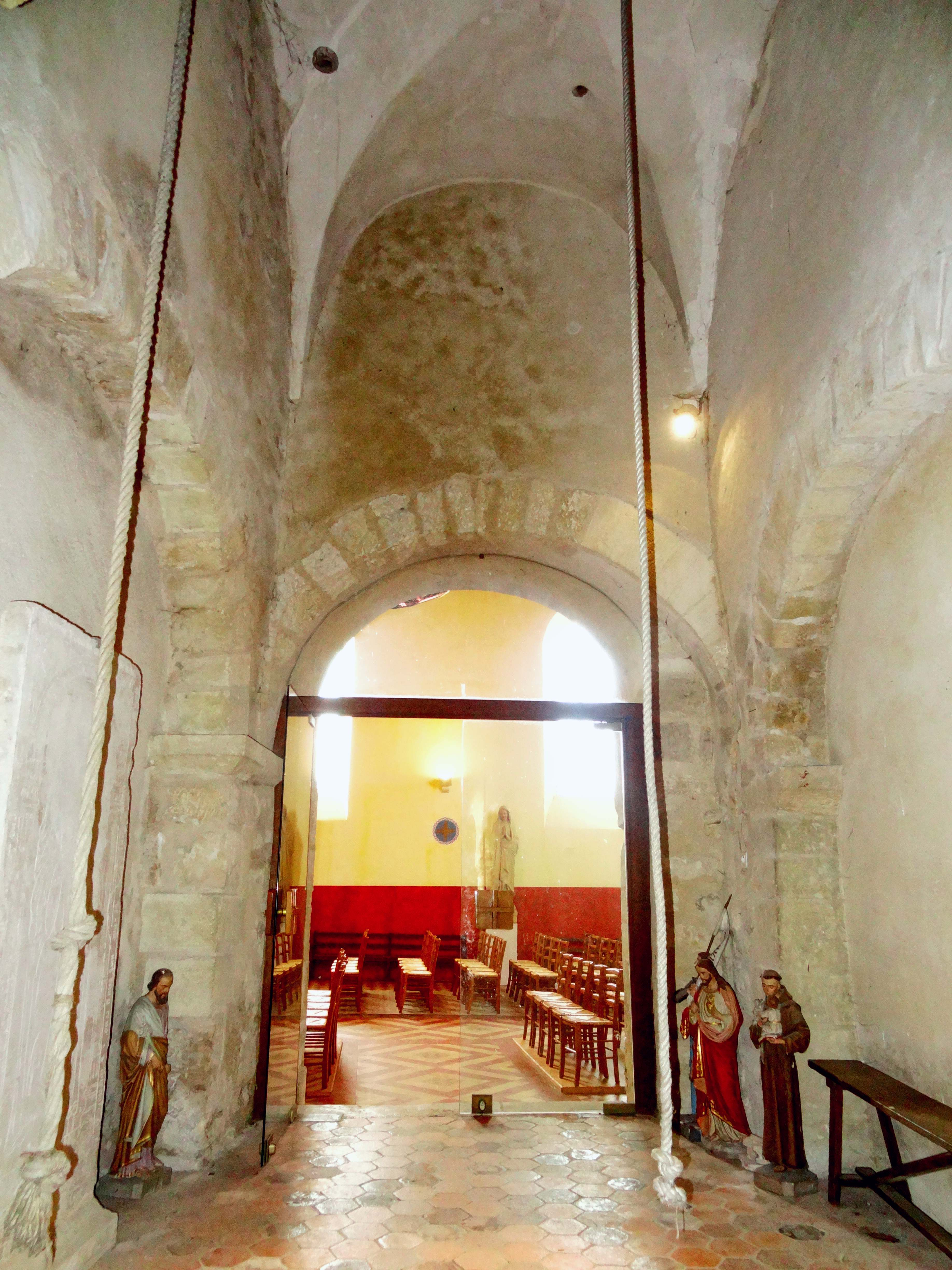
Base du clocher, vue vers le sud dans la nef.
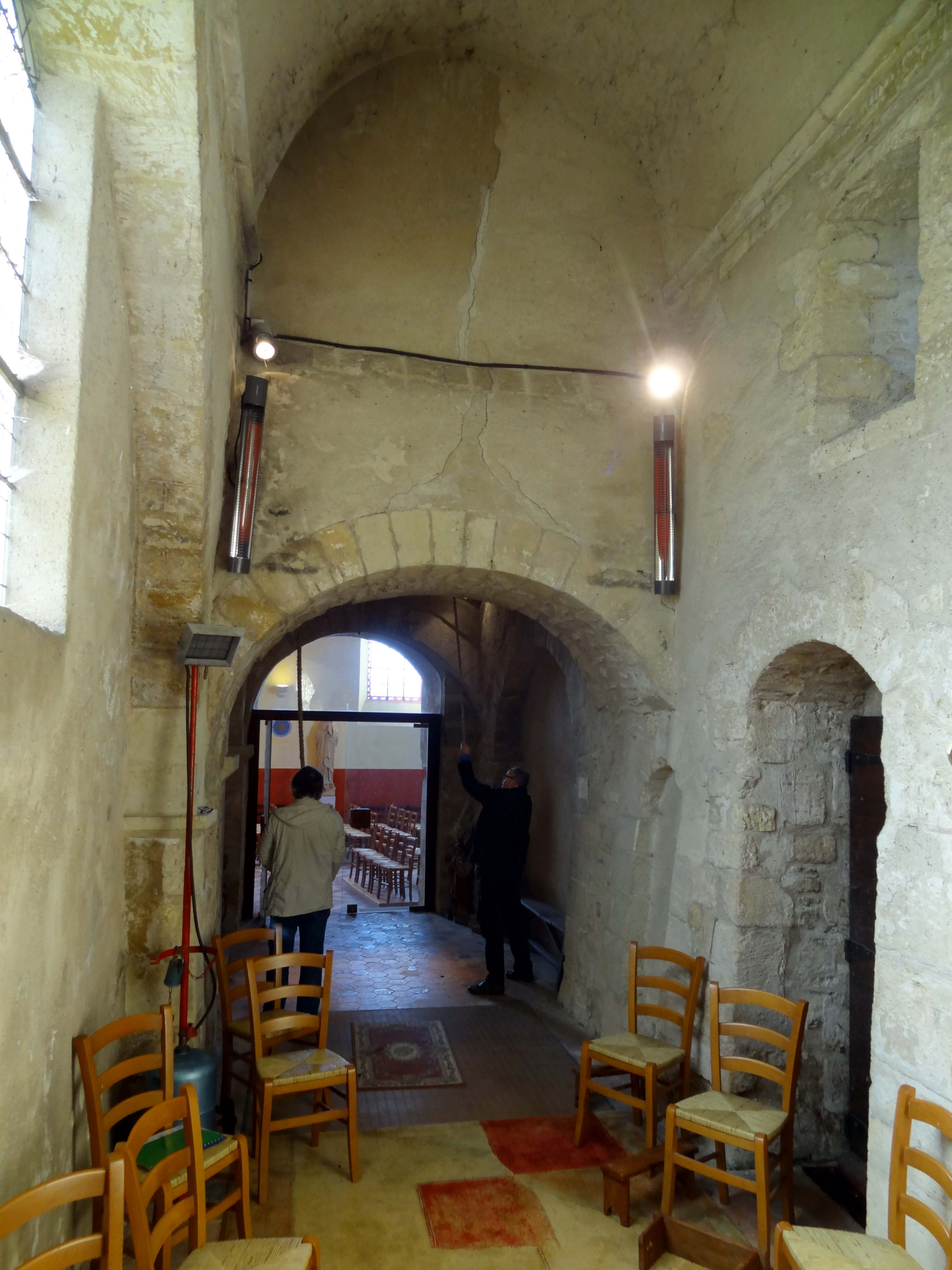
Travée attenante, vue vers le sud.
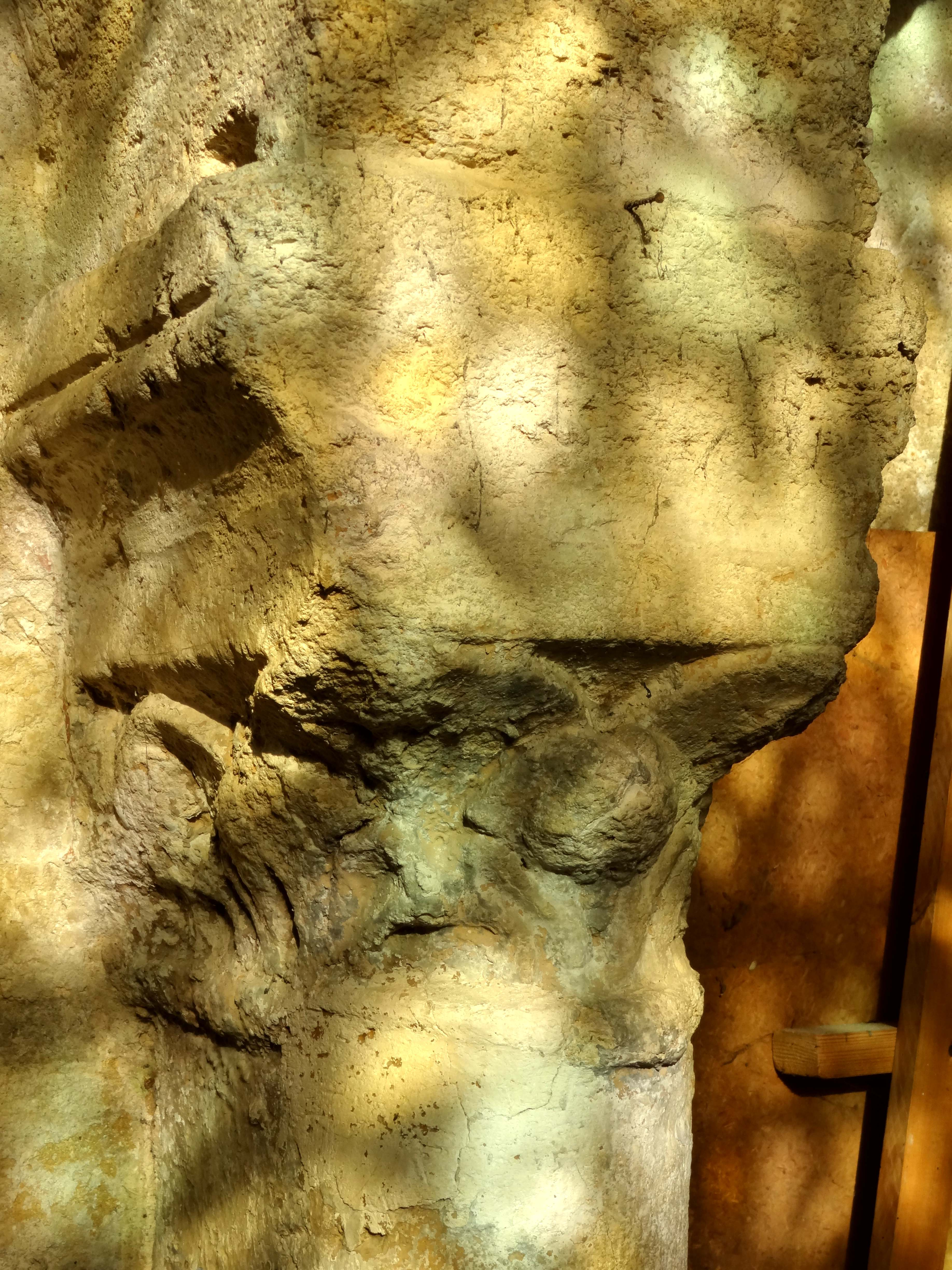
Chapiteau des arcatures plaquées.
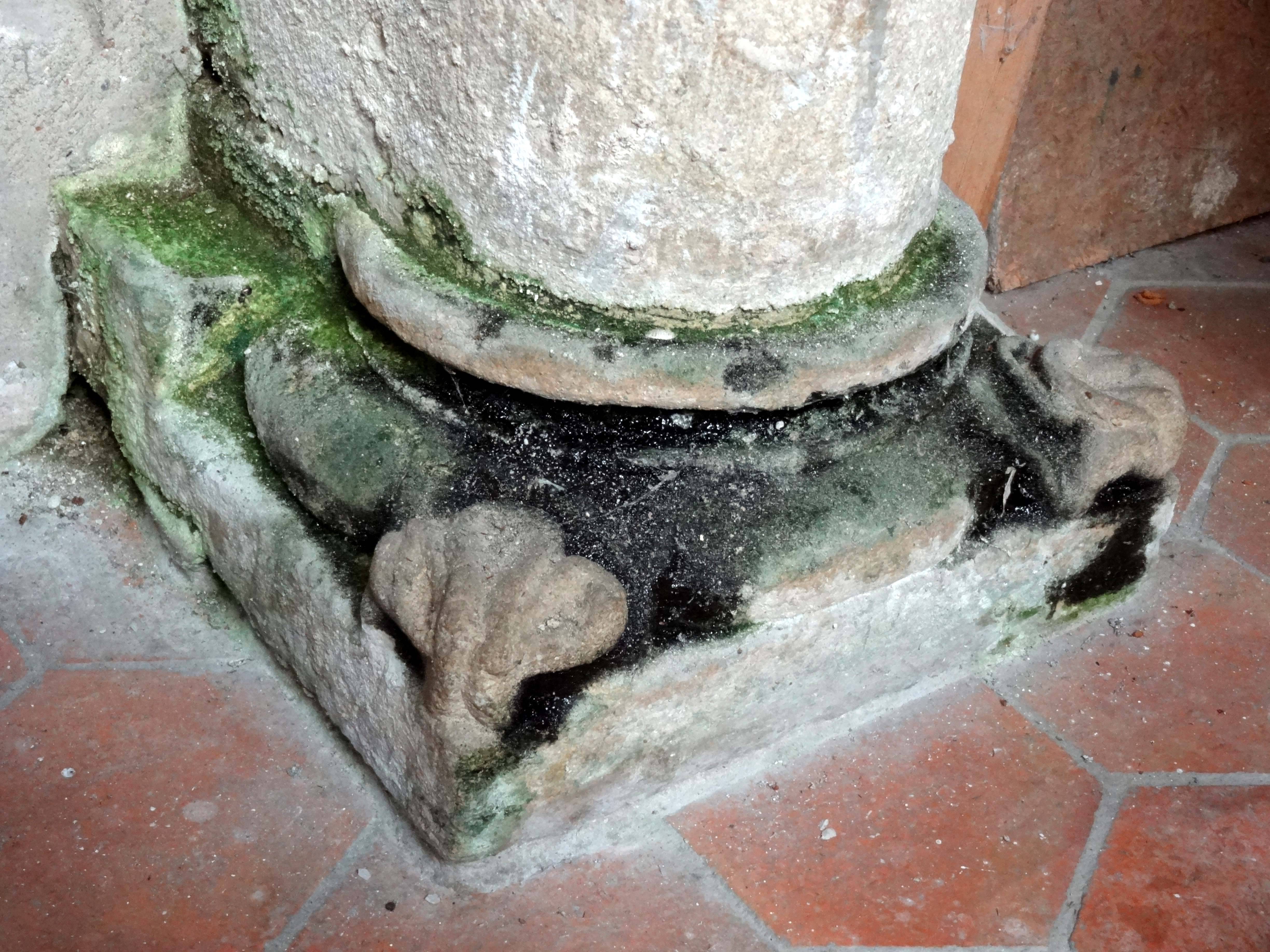
Base de la colonnette des arcatures plaquées.
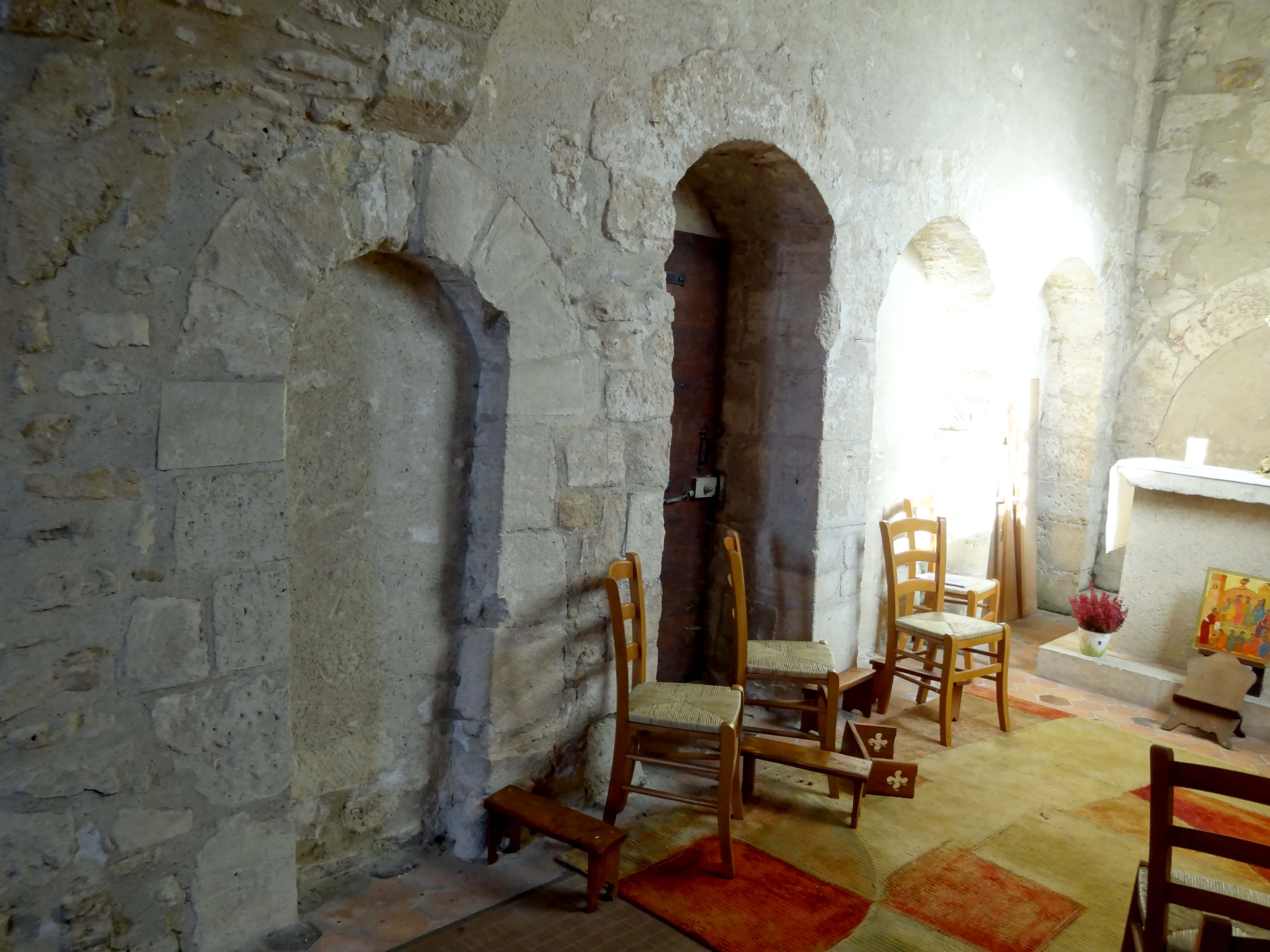
Travée attenante, côté ouest.

### Extérieur

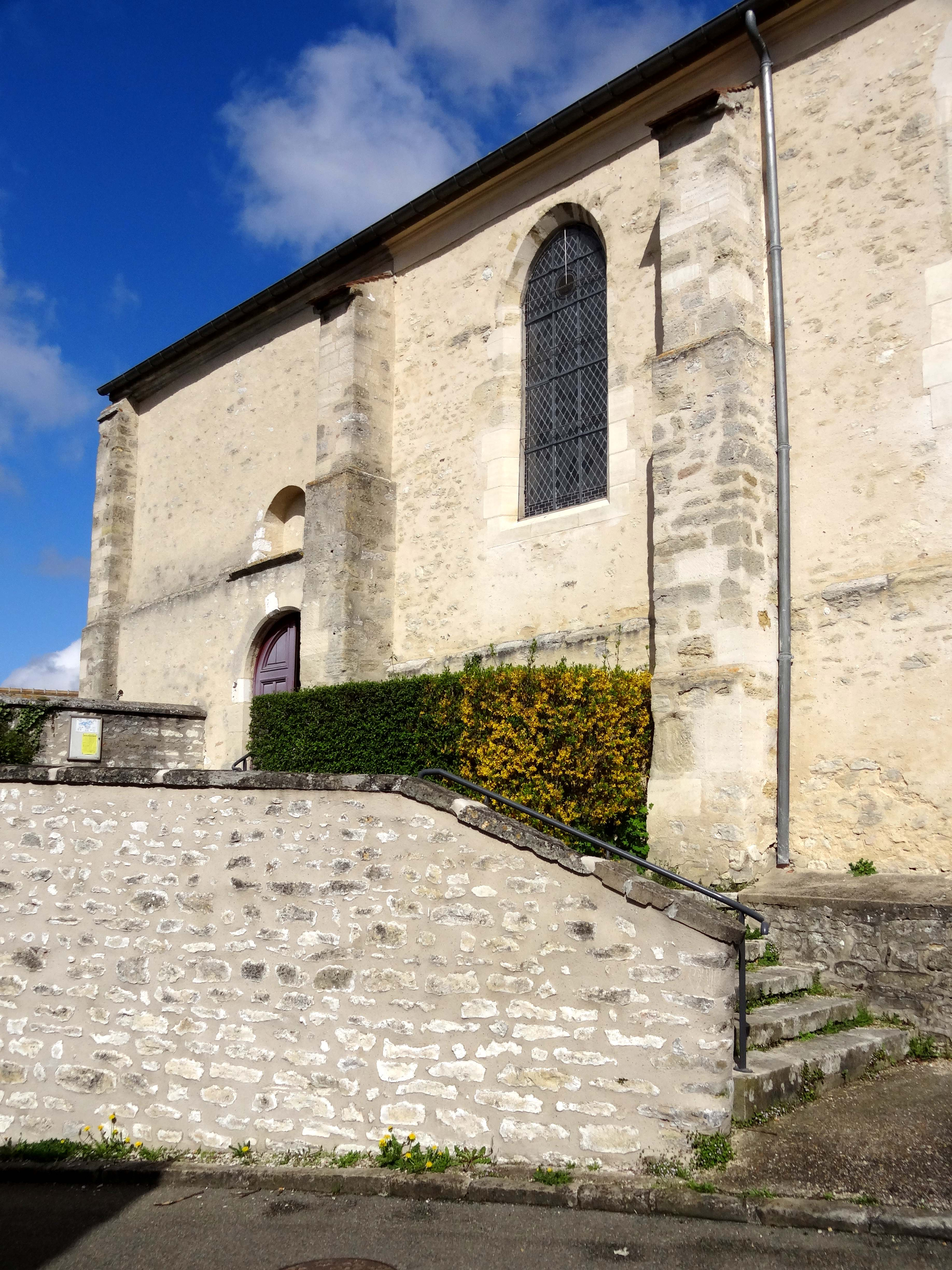
Escalier d'accès et portail.

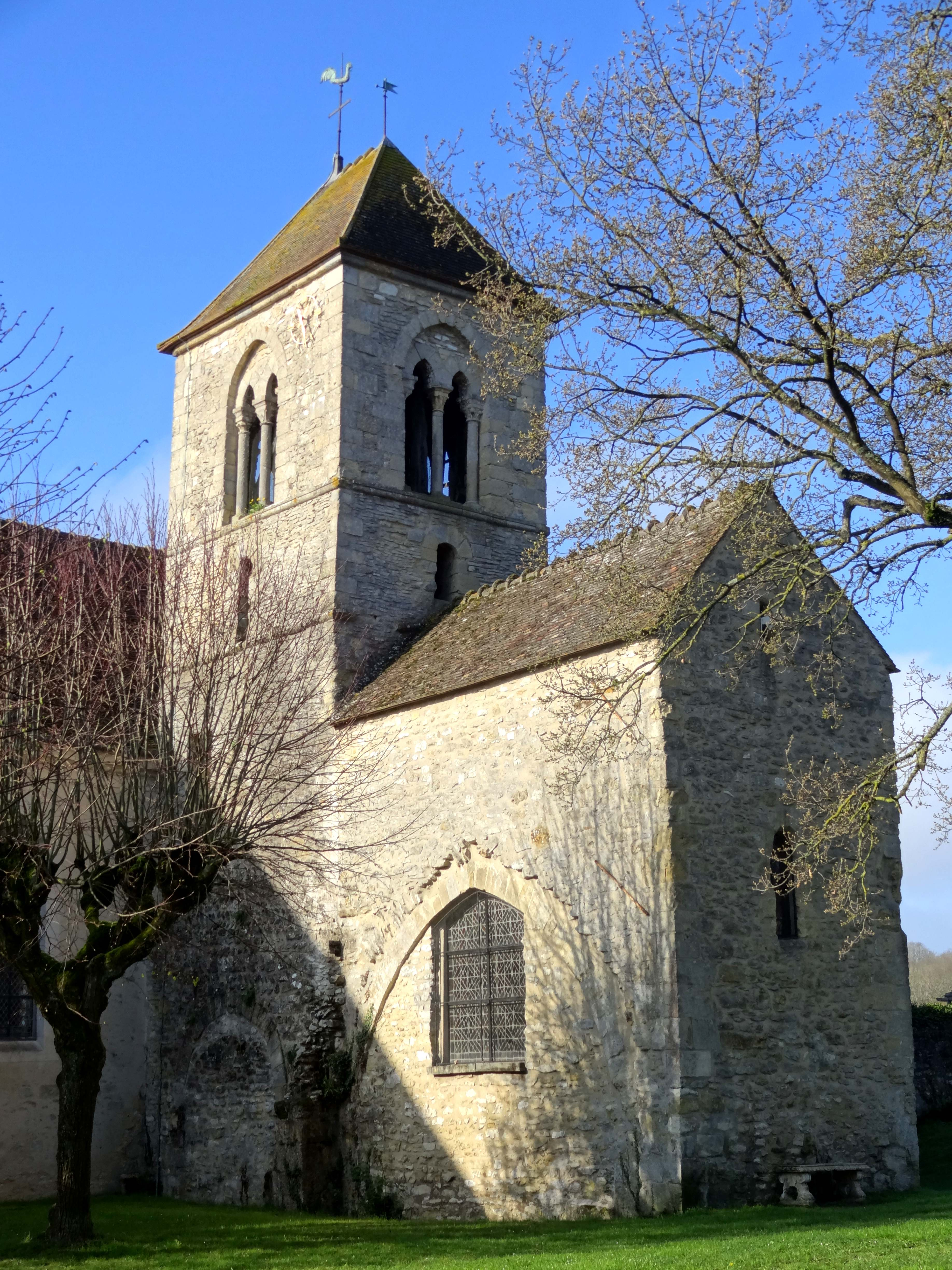
Clocher et faux croisillon, vue depuis le nord-est.

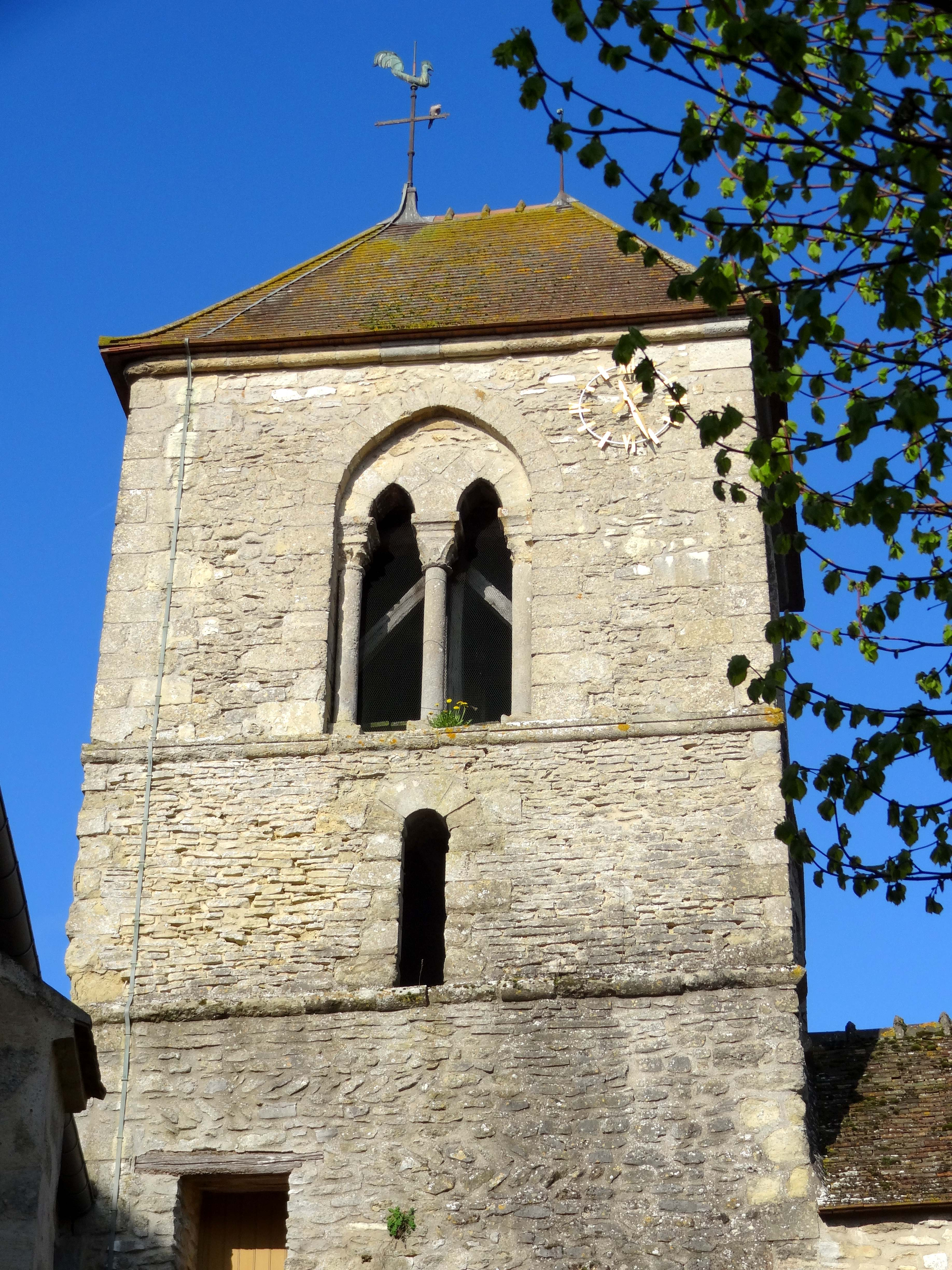
Clocher, côté est.

Les murs du vaisseau central sont constitués de petits moellons noyés dans un mortier. Les contreforts sont bâtis en pierres de moyen appareil de tailles différentes, qui ont aussi été employés pour les pourtours des baies. Des gros parpaings réguliers ont été réservés aux pilastres du chœur. L'absence de façade occidentale est loin d'être une exception, Avernes, Commeny, Magny-en-Vexin, Oinville-sur-Montcient, Omerville, Le Perchay, Valmondois, constituant autant d'autres exemples dans le Vexin. Le mur occidental est ainsi épaulé par trois contreforts peu saillants, sans caractère particulier, qui ressemblent à ceux que l'on voit au sud de la nef. Il est éclairé par deux fenêtres en plein cintre modernes, et tout à gauche, une petite porte permettait, jusqu'au début des années 1980, de passer directement du jardin du presbytère dans l'église.
Le mur méridional de la nef a reçu une corniche moulurée, vraisemblablement au XVIIIe siècle, mais le mur est sinon loin d'être homogène. Sur la première travée, le mur est scandé par une tablette biseautée à environ trois mètres de hauteur. Cette tablette a été abattue, sauf au-dessus du portail. Elle sert en même temps d'appui à une niche en plein cintre, peut-être une baie bouchée, dont les montants sont de très faible hauteur. S'il s'agit d'une niche à statue en lien avec le portail, l'on s'étonnera de son mauvais alignement. Le premier contrefort présente une retraite au-niveau de la tablette. Une autre tablette abattue commence à gauche de la niche, au niveau de l'imposte, et il n'est certes pas fortuit que les trois contreforts suivants accusent une retraite au même niveau. Le portail lui-même est en plein cintre, et dénué de toute décoration. Les fenêtres de la deuxième et de la troisième travée paraissent comme étant en arc brisé à l'extérieur, alors que l'ébrasement intérieur observe un arc en plein cintre. Le mur se retraite par un fruit à mi-hauteur des allèges. La fenêtre de la quatrième travée est profondément enfoncée dans le mur, qui, à partir de cette travée, ne présente plus de retraite. La fenêtre de la cinquième travée est munie d'un remplage Renaissance, et a apparemment été refaite lors de la construction du chœur. Les deux contreforts qui encadrent cette cinquième travée sont plus volumineux que les autres, et scandés par un larmier de profil torique à un tiers de leur hauteur, ainsi que par un larmier ordinaire, à deux tiers de sa hauteur, en ce qui concerne le dernier contrefort. Ces différentes irrégularités ne sont guère éloquentes sur l'évolution de l'édifice dans le passé. Elles permettent juste de conclure que la nef de l'église soit issu d'au moins trois campagnes de construction. Il convient encore de souligner que le mur méridional ne peut, en aucun cas, remonter à la période romane, car l'étroitesse du bas-côté nord disparu ne permet pas d'envisager que la nef et le bas-côté sud réunis atteignent la largeur de onze mètres qui est celle du vaisseau central actuel. On ne peut pas non plus affirmer que les contreforts prouvent l'intention du voûtement de la nef, ou son voûtement ancien, sans pour autant pouvoir l'exclure. Deux claveaux d'ogives forment le pied du bénitier (voir le chapitre Mobilier). Les dimensions de la nef auraient requis la subdivision en deux vaisseaux analogues, comme à Fleurines et Genainville. Mais les contreforts se justifient aussi par le haut soubassement du mur sud de la nef et par la déclivité du terrain.
Lors de la construction du chœur, l'on ne jugea pas nécessaire de l'épauler par des contreforts. Ici, le soubassement est de moindre hauteur, et peut-être des tirants de fer étaient-ils d'emblée prévus au-dessus du plafond, pour lutter ainsi contre l'inclinaison des murs sous le poids de la toiture. En tout cas, en lieu et place de contreforts, l'on trouve des pilastres doriques, qui sont placés sur de hauts stylobates, et surmontés d'une section d'entablement ébauchée. Au niveau de l'entablement, les murs du chœur affichent un bandeau plat, sur lequel empiètent les sommets des fenêtres. Le bandeau devrait donc être postérieur à la construction. Il n'y a pas de corniche. Les fenêtres au réseau Renaissance sont munies d'impostes moulurés, qui concernent également les meneaux extérieurs du remplage. Tout ce décor parcimonieux, sans le moindre élément sculpté, évoque davantage l'architecture classique que la Renaissance. Peut-être la datation du chœur de 1561 est-elle une méprise, et ce n'est que l'actuelle nef que le vicaire général était venu bénir après sa réparation.
Le mur nord de la nef est analogue à son pendant au sud jusqu'à la troisième travée, où il est flanqué par le clocher. Ensuite, sur ses deux premières travées, le mur septentrional réserve des témoignages du passé, comme déjà évoqué dans le chapitre consacré à l'histoire de l'église : on y décèle la première grande arcade entre la nef et l'ancien bas-côté nord, avec un pilier carré, un tailloir sous la forme d'une tablette biseautée, et les sept premiers claveaux de l'arcade. De même, le mur qui sépare l'espace vert public du jardin de l'ancien presbytère présente l'arrachement du mur gouttereau nord de l'ancien bas-côté. Pour rappel, son existence est également démontré par la retombée de la dernière grande arcade, visible à l'intérieur de la nef, et par l'arcade bouchée à l'ouest du clocher. En ce qui concerne la base du clocher et sa travée attenante, leurs élévations extérieures n'appellent guère de remarques, car les rares particularités ont déjà été signalés dans le contexte de l'intérieur de l'église. On peut seulement indiquer l'appareil partiellement en opus spicatum sur la base du clocher. Il n'y a ni contreforts, ni corniche, ni le moindre bloc sculpté ou mouluré. Le clocher possède un étage intermédiaire au-dessus de la voûte, accessible par une porte par l'est, et éclairé par une petite baie rectangulaire depuis l'ouest. Le premier étage de baies est délimité inférieurement par un bandeau saillant, mais à l'est seulement. Il est éclairé par une petite baie en plein cintre de chaque côté. Le pourtour des baies et les chainages d'angle sont réalisés en pierres de moyen appareil. Les murs sont bâtis en petits moellons plats, avec emploi d'un minimum de mortier, rappelant une construction en pierre sèche. L'étage de beffroi, ajouté ou refait au dernier quart du XIIe siècle, se distingue par un appareil de petits moellons irréguliers plus commun. Cet étage est délimité inférieurement par un bandeau au profil d'une plate-bande et d'un tore, et supérieurement, par une corniche du même profil. Chacune de ses faces est ajouré d'une grande baie en tiers-point, qui est subdivisée en deux baies plus petites grâce à trois colonnettes supportant deux petites arcades en tiers-point et un tympan appareillé. Si l'architecture de l'étage de beffroi manque singulièrement de recherche, les baies sont néanmoins exécutées avec soin, comme le montrent les fûts en délit, et les chapiteaux de feuillages ou de crochets tous un peu différents.

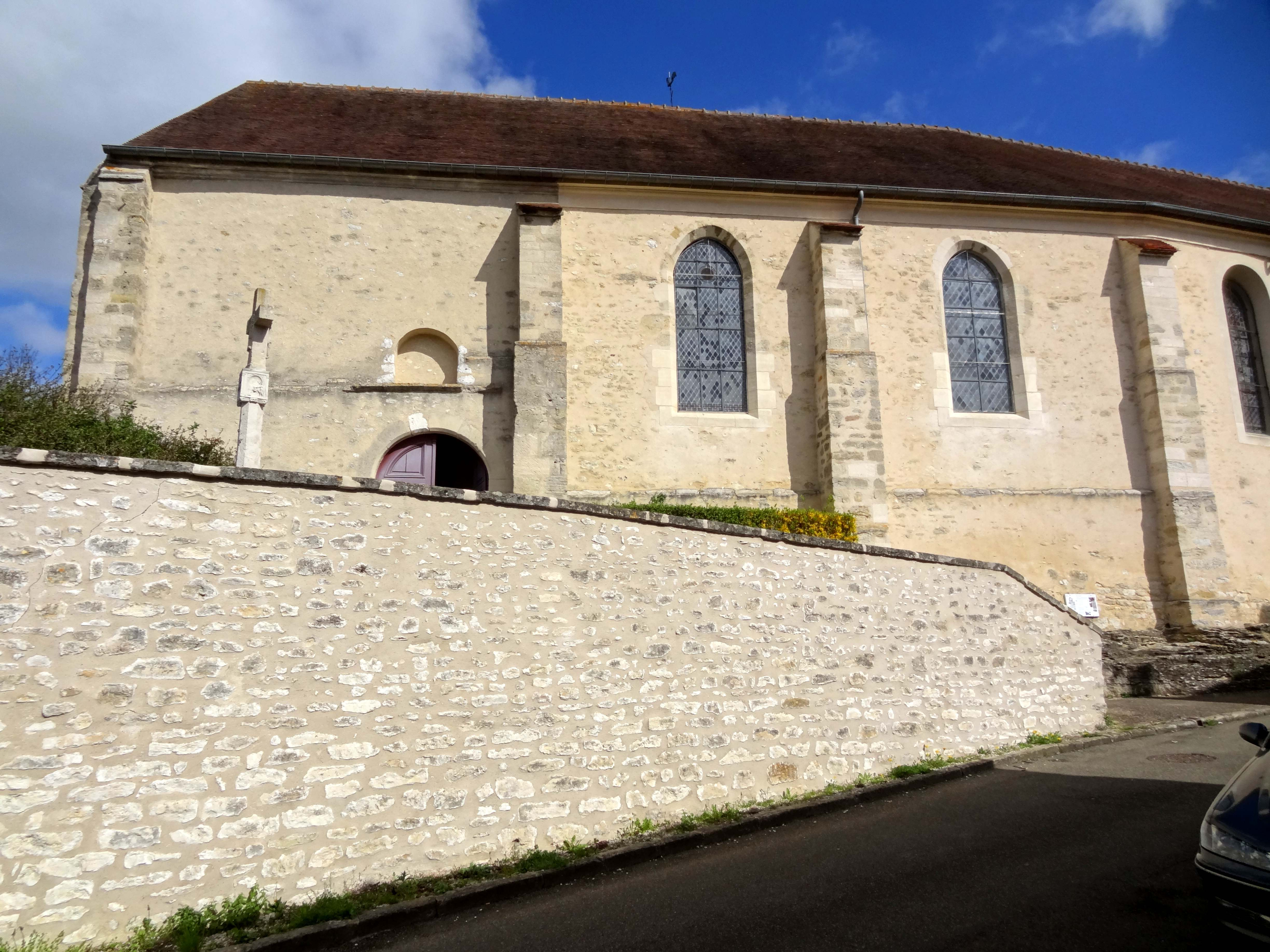
Vue partielle depuis le sud.
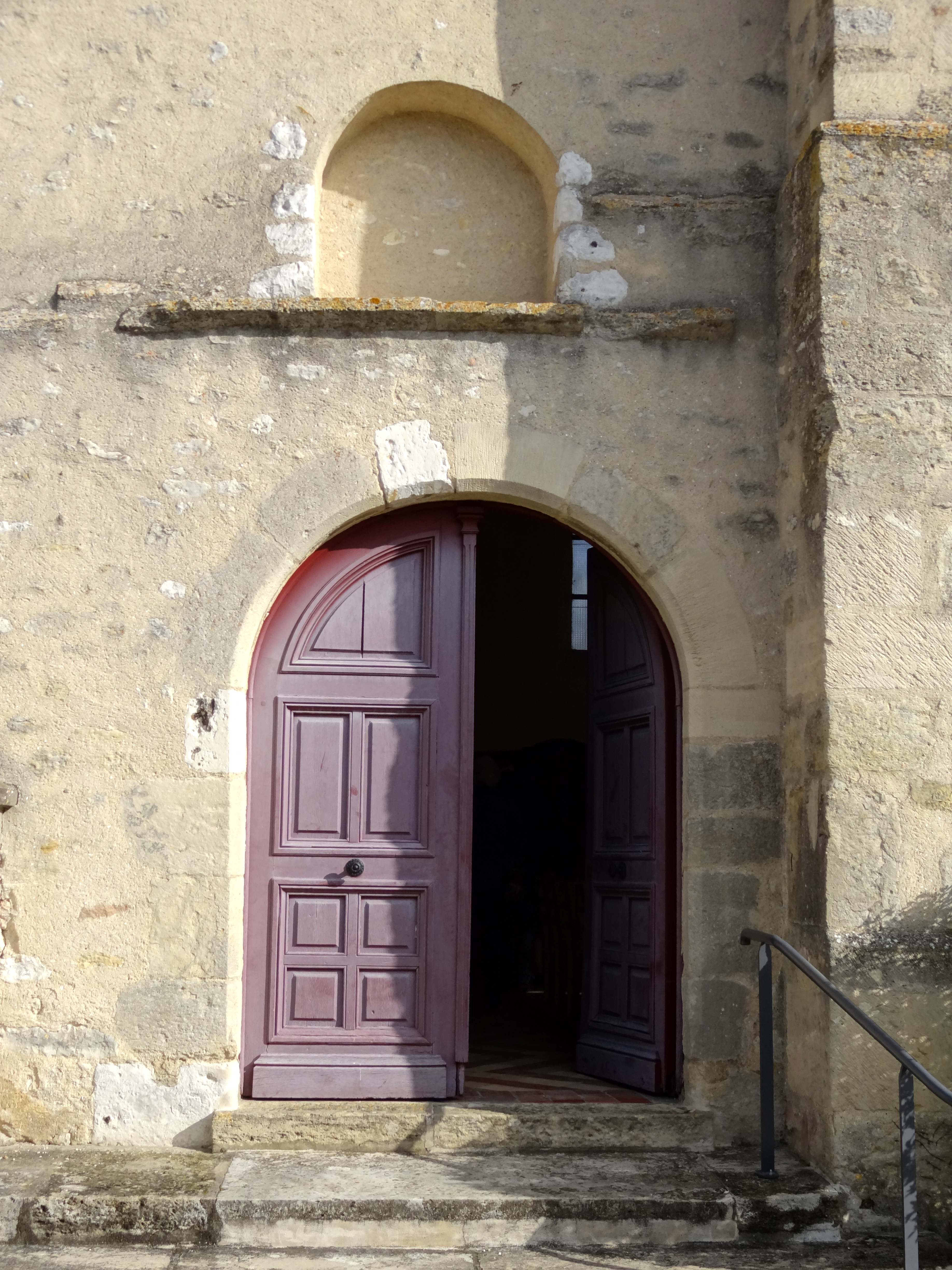
Portail principal au sud de la 1re travée.
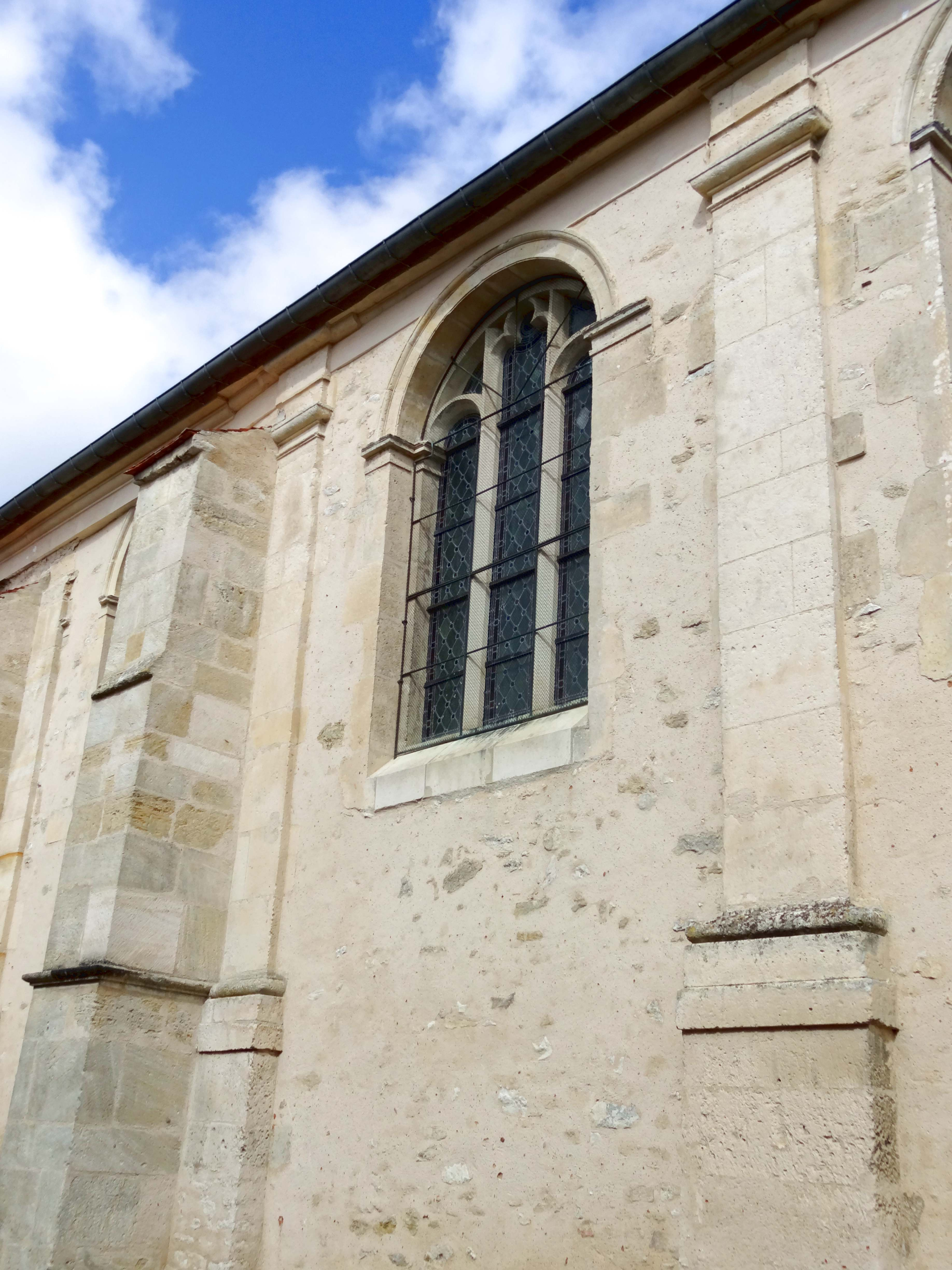
5e travée, côté sud.
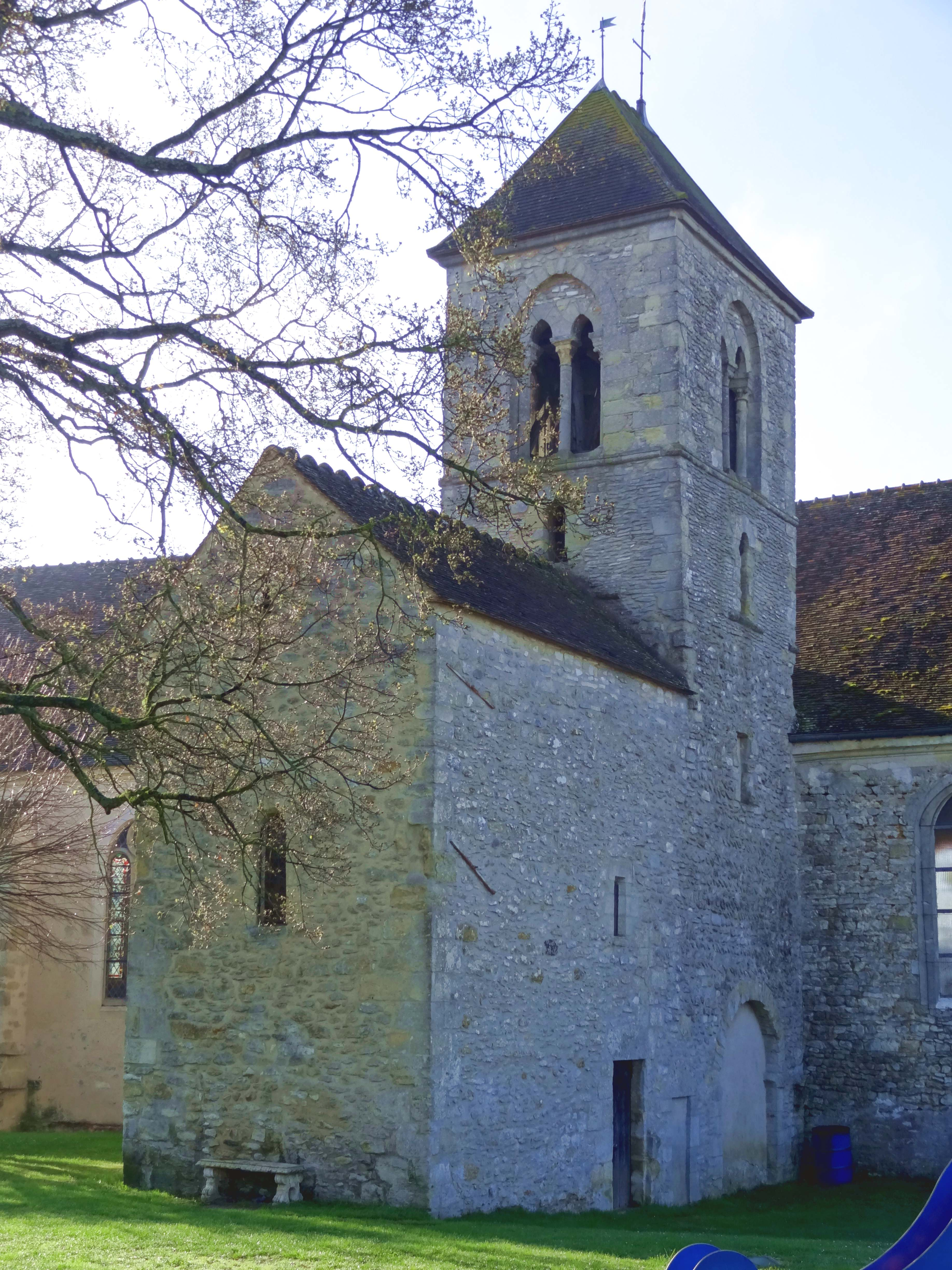
Clocher et faux croisillon, vue depuis le nord-ouest.
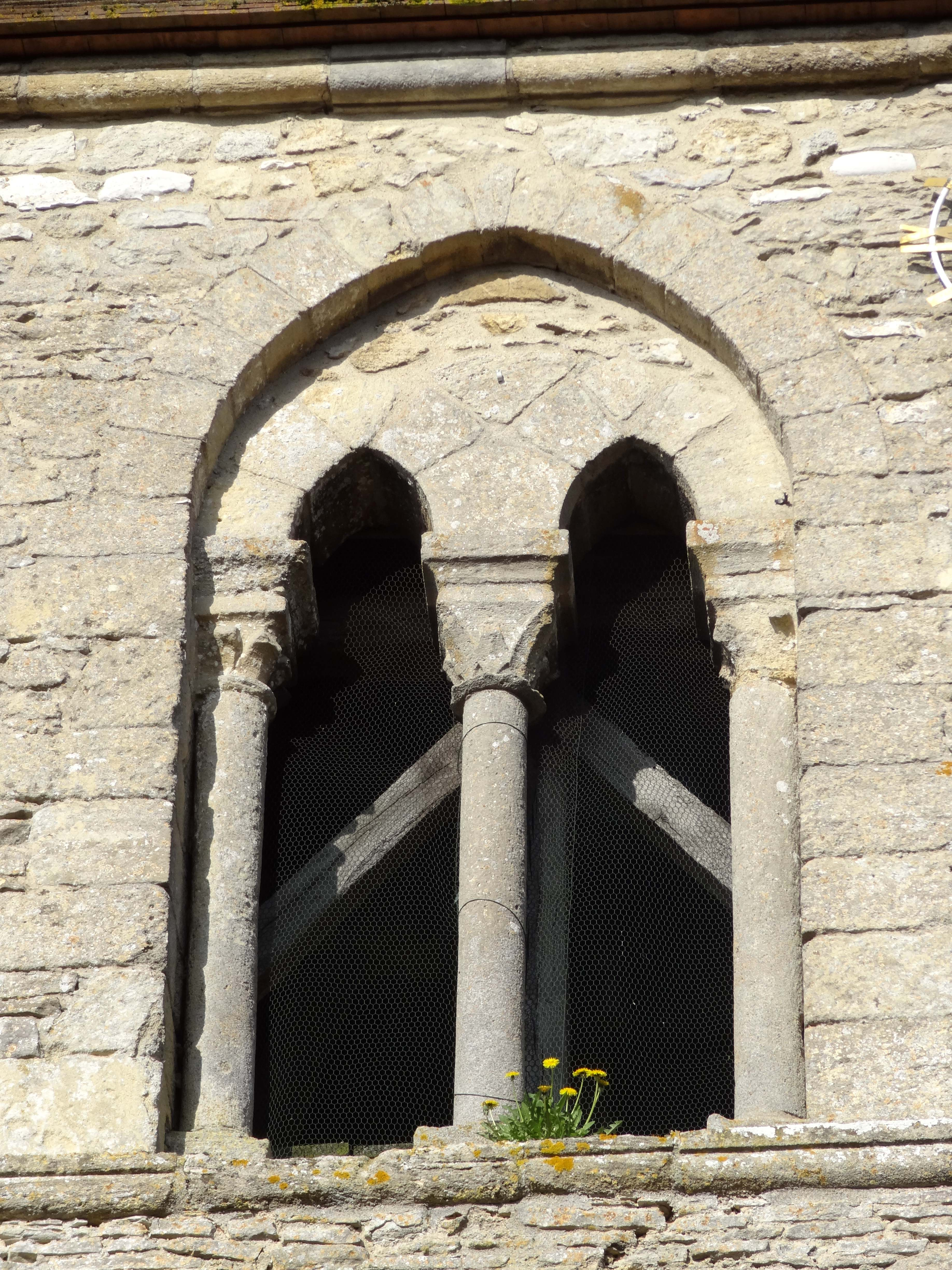
Clocher, baie de l'étage de beffroi côté est.
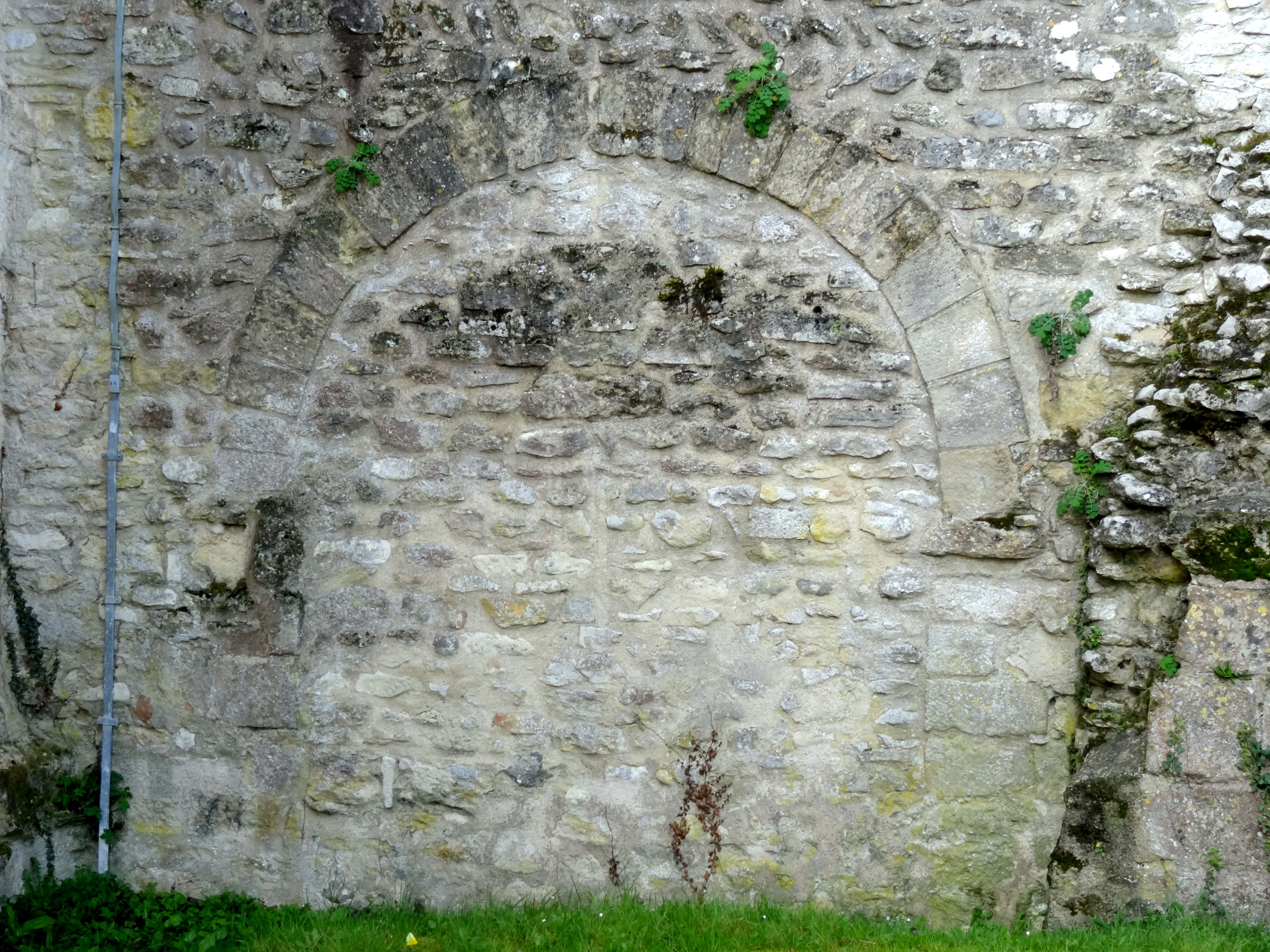
Clocher, arcade orientale vers l'ancienne absidiole.

## Mobilier
Parmi le mobilier de l'église, trois éléments sont classées monument historique au titre objet, et cinq autres sont inscrits. Quelques autres éléments non protégés méritent également l'attention.

### Mobilier liturgique

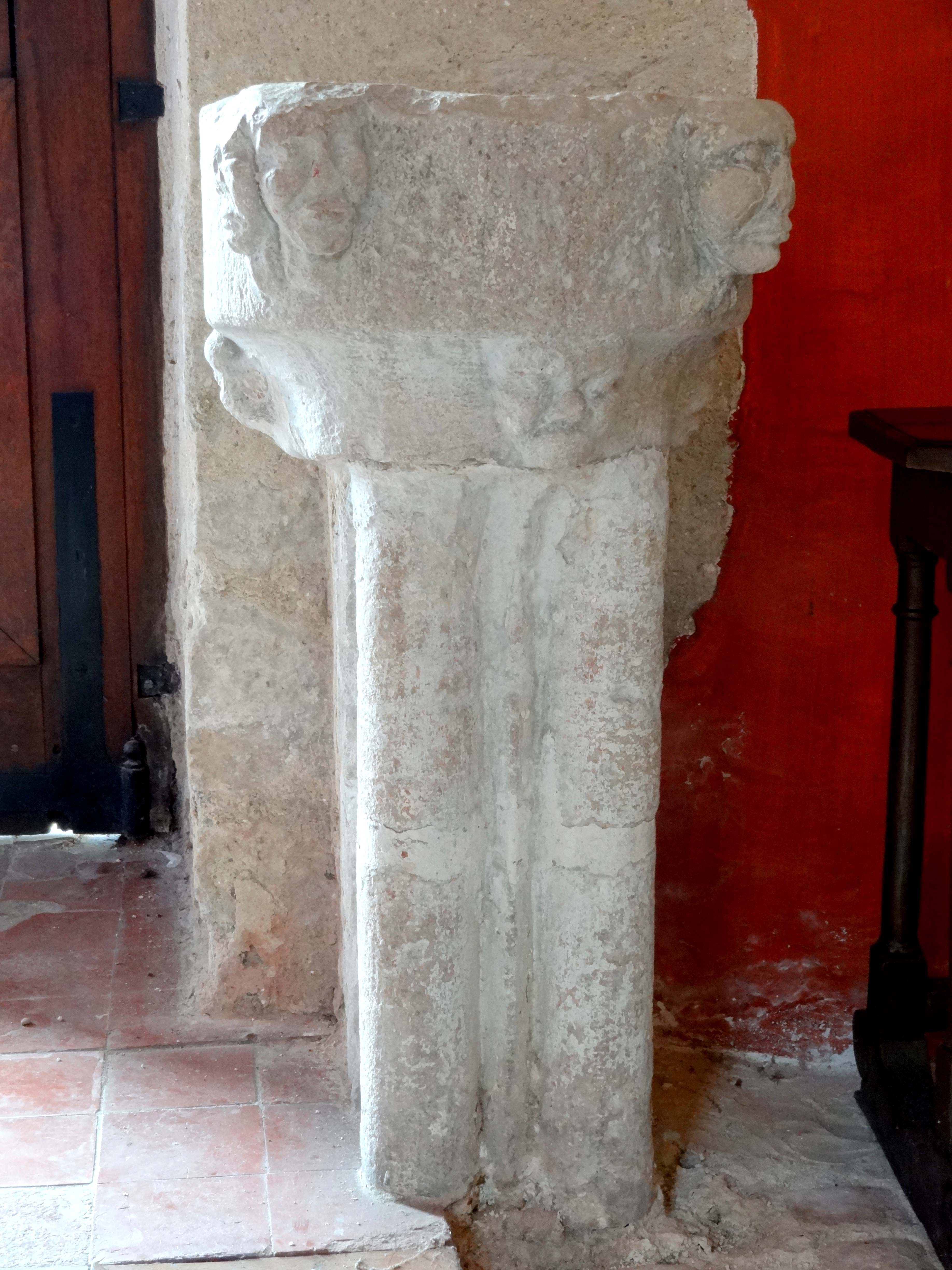
Bénitier.

- Le bénitier est en pierre calcaire taillée. Il mesure 90 cm de hauteur et 43 cm de diamètre, et date du XIIe ou XIIIe siècle. Il est adossé au mur sud, près du portail, et se compose d'un fût et d'une cuve. Le fût est incontestablement assemblée de deux claveaux d'ogives de la période gothique, au profil très courant d'une fine arête entre deux tores dégagés. Ce n'est pas une colonne du XIVe siècle, comme le suggère l'Association Saint-Martin[4]. La cuve comporte une section verticale, puis se rajeunit vers le bas par un cavet. La section verticale est sculptée de deux têtes humaines à chacun de ses deux angles, et devant le cavet, se détachent trois petites têtes de monstre, comme on les trouve fréquemment sur les modillons des corniches, ou parfois sur les chapiteaux. Le classement du bénitier est intervenu en 1977 seulement[12].
- Les fonts baptismaux sont taillées dans un seul bloc de pierre calcaire, et se rattachent au style gothique flamboyant. Ils se composent uniquement d'une grande cuve à immersion, qui est actuellement placée sur un cube de pierre rapporté. De l'extérieur, la cuve est de plan dodécagonal allongé, et à l'intérieur, elle est de plan ovale. Sur les deux faces longues, le pan central fait légèrement saillie. La bordure est moulurée d'un boudin et d'une faible gorge. Ces fonts baptismaux ne sont pas protégés au titre des monuments historiques.
- Le fauteuil de célébrant est une chaise à bras en bois taillé. Il daterait de 1719[4], et est d'un style indéfinissable.
- Le Christ en croix est en bois taillé polychrome. Il date du XVe siècle[4], mais a été monté sur un crucifix moderne.
- L'autel de célébration au milieu du sanctuaire est en bois taillé, et peint en faux-marbre, partiellement doré. Il daterait du XVIe siècle[4], et accuse la forme d'une simple boîte, pas encore la forme d'un tombeau galbé qui règne à la période classique. La face frontale se divise en trois panneaux entourés de baguettes et sculptés en bas-relief. Le premier et le dernier panneau, très étroits, sont décorés d'un médaillon ovale arborant un crucifix, de feuillages, et de chutes de fleurs. Le panneau central affiche en son milieu un grand cadre circulaire, sur lequel se profile la colombe du Saint Esprit entouré de quatre faisceaux de rayons de lumière. Le cadre est présenté par deux chérubins ailés, dont l'on remarque le dynamisme et la grâce.

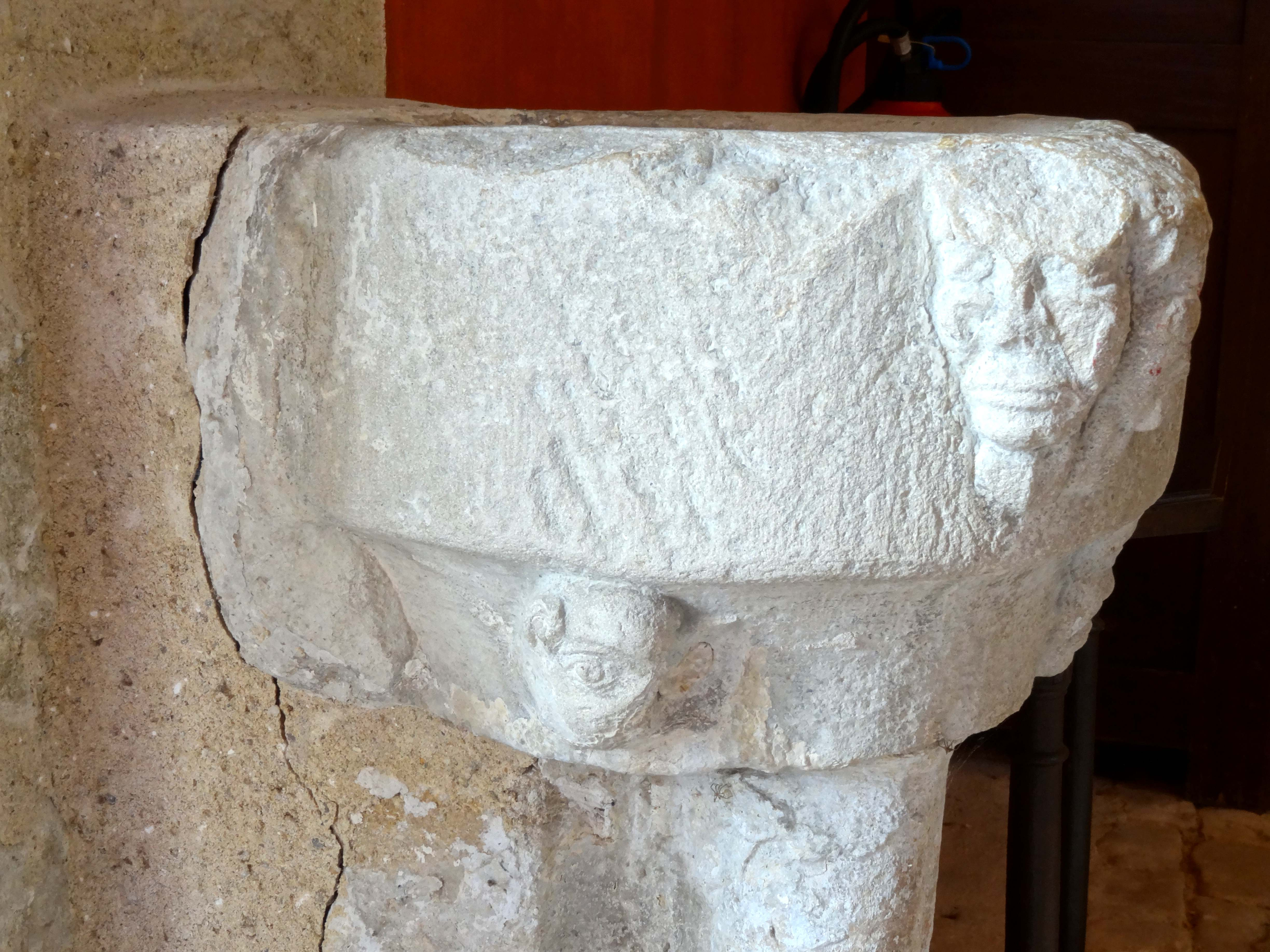
Cuve du bénitier.
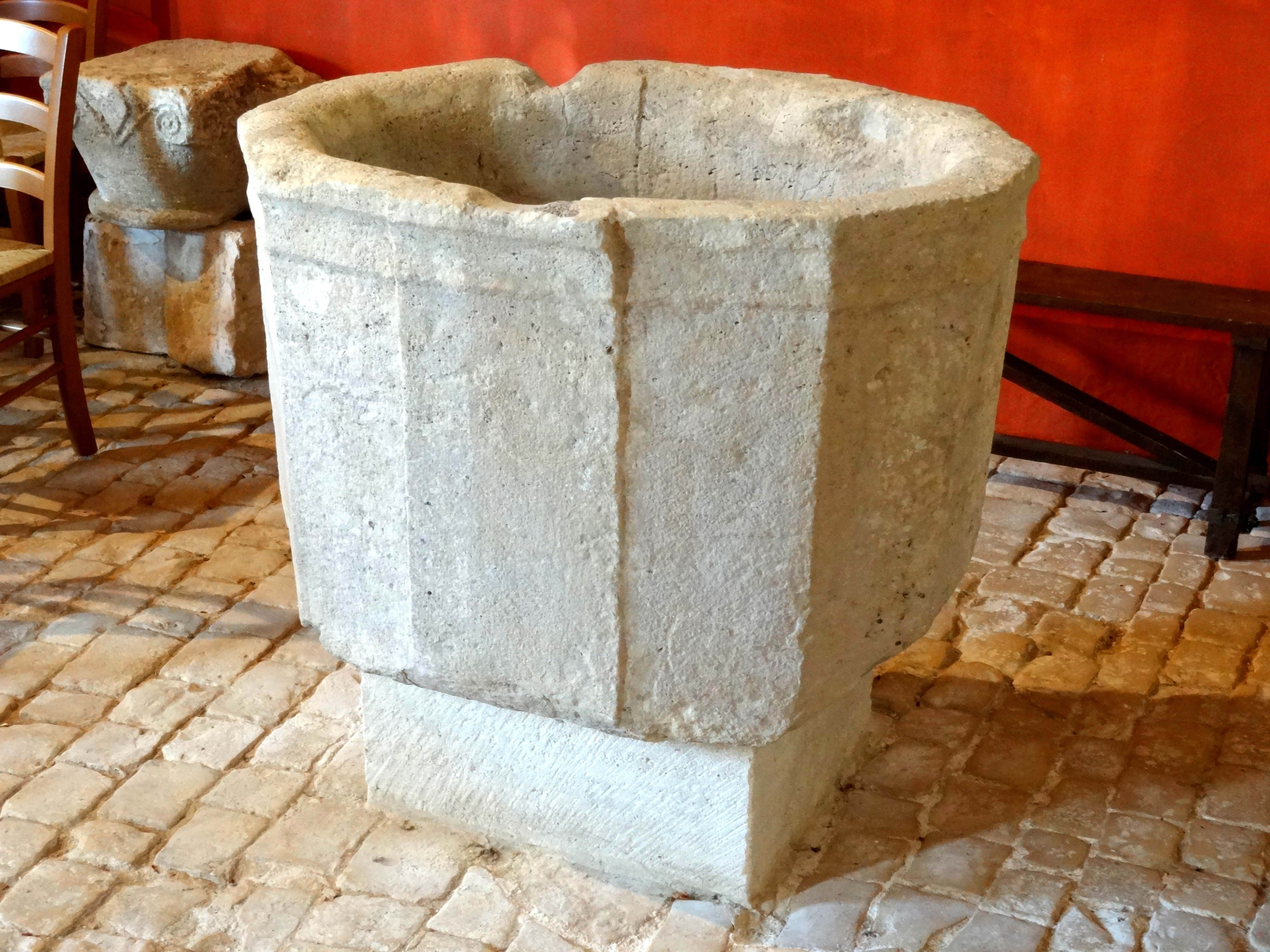
Fonts baptismaux.
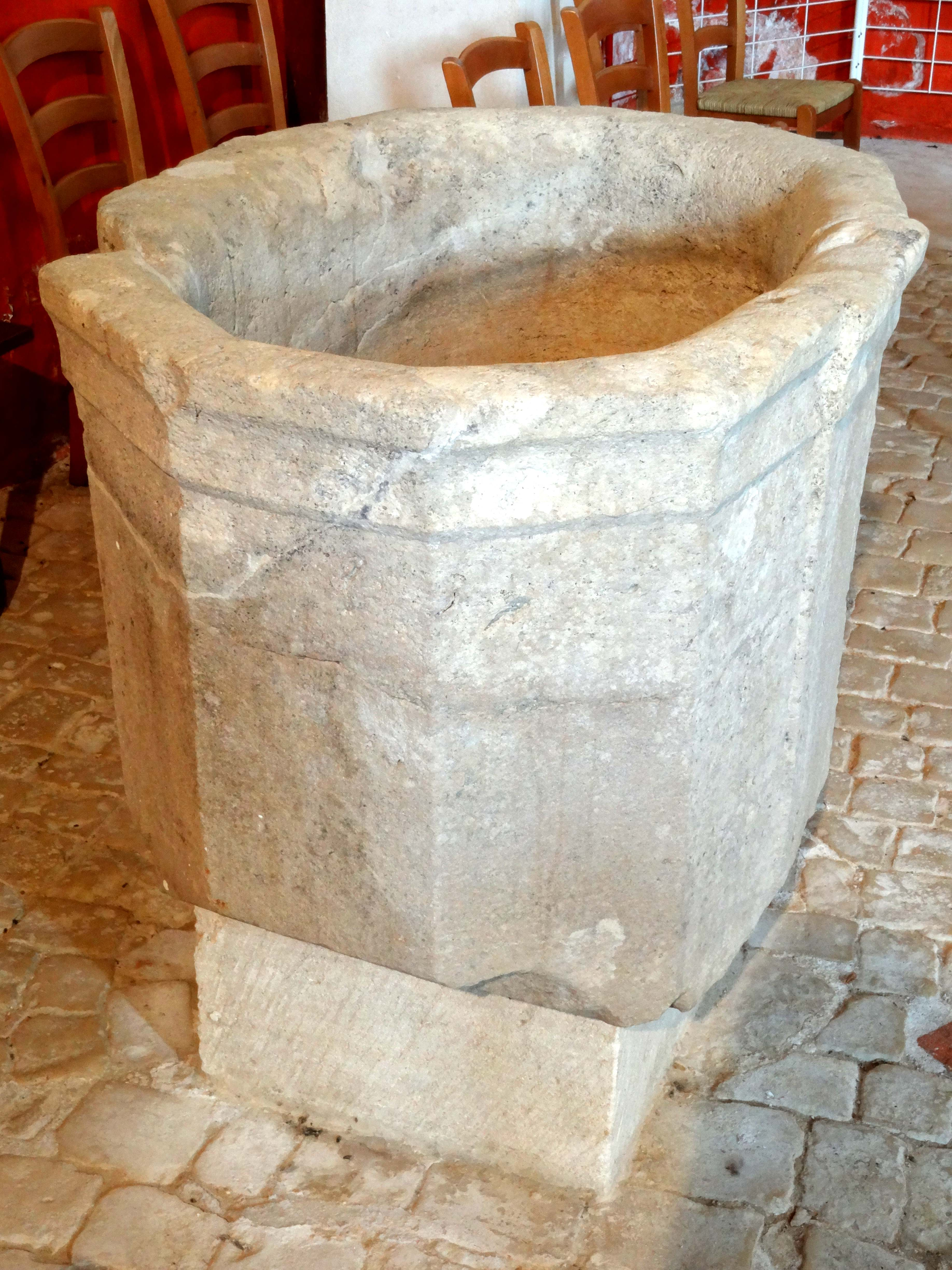
Fonts baptismaux.
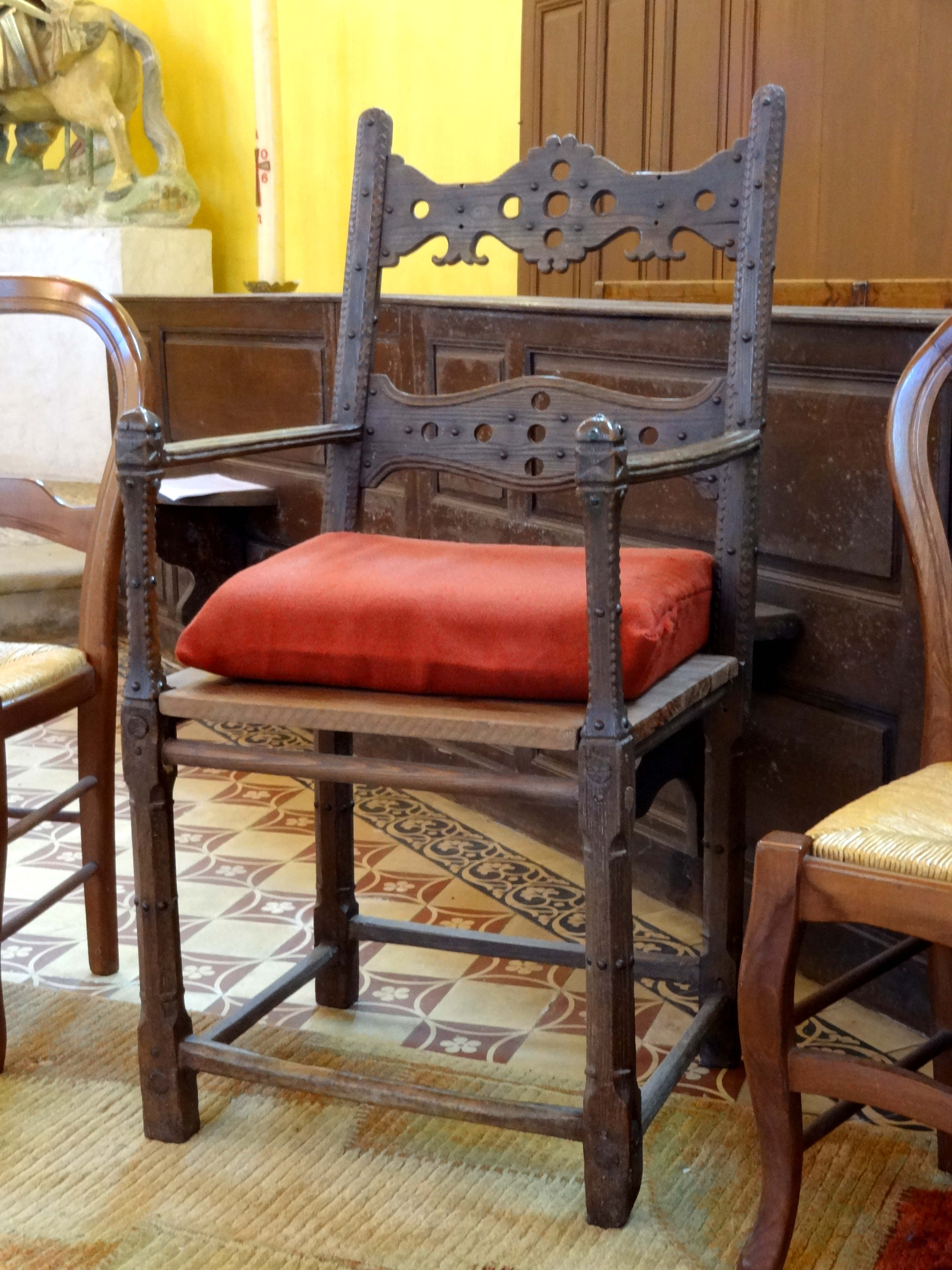
Fauteuil de célébrant.
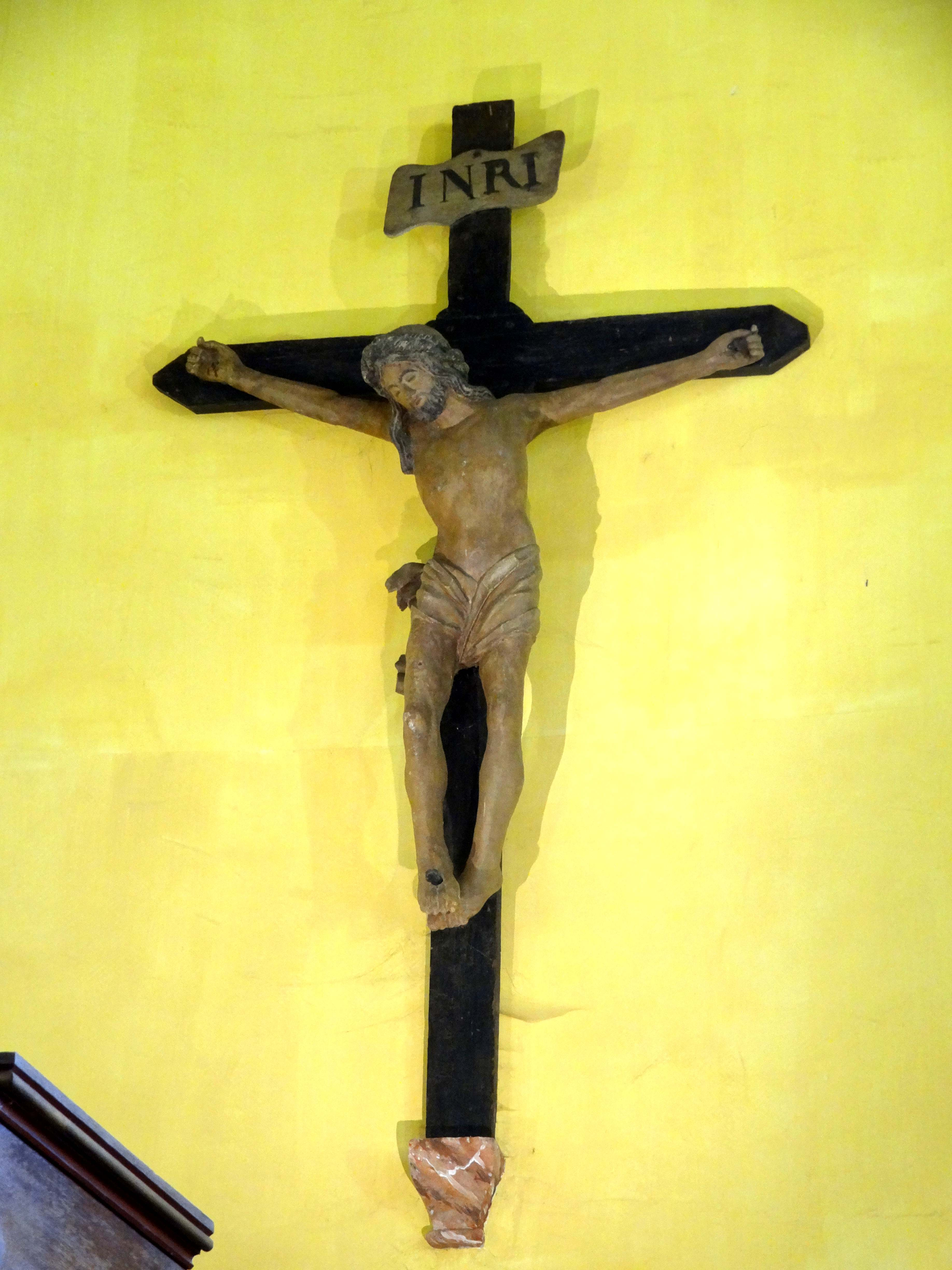
Christ en croix.
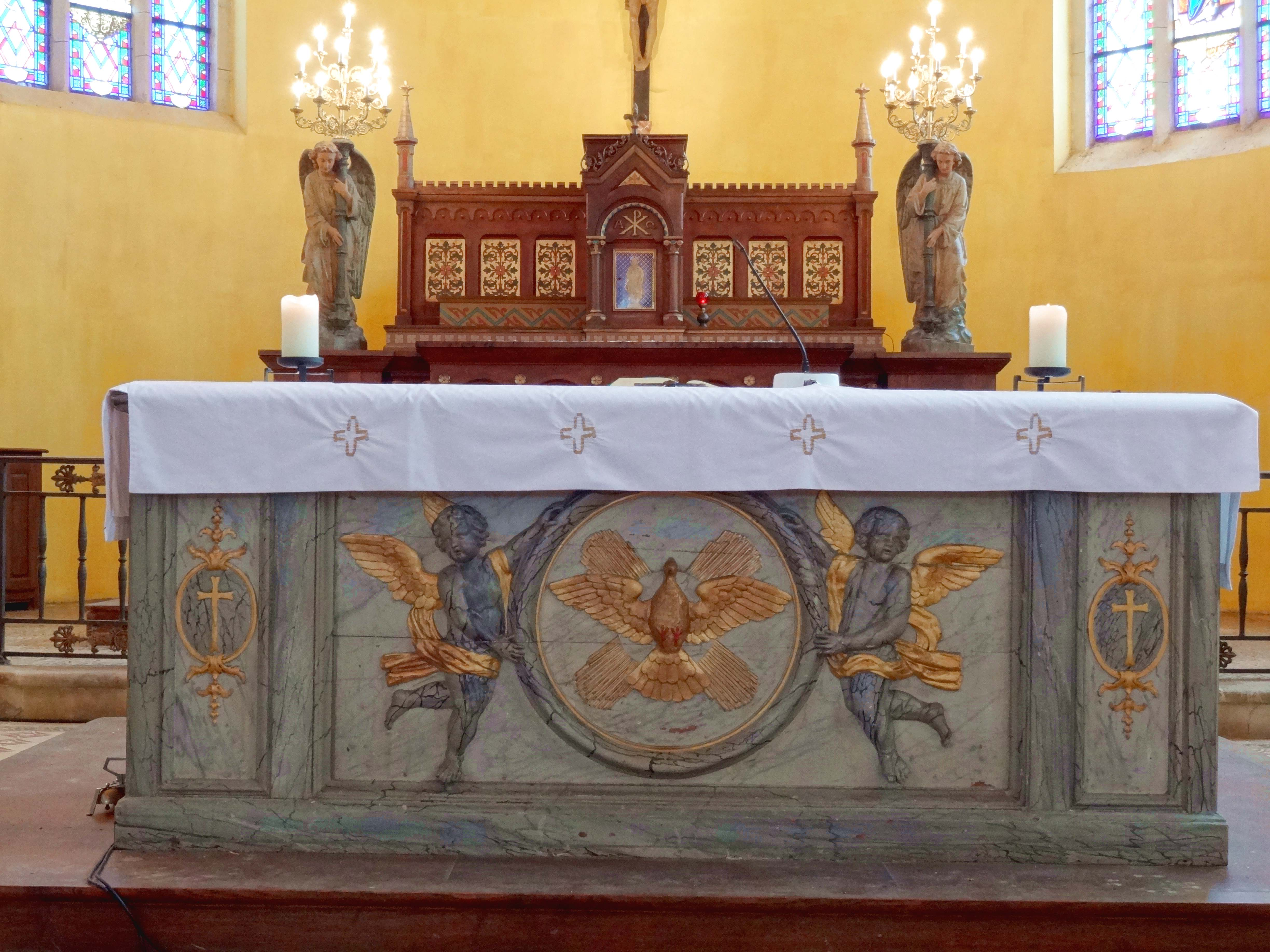
Autel de célébration.

### Statues

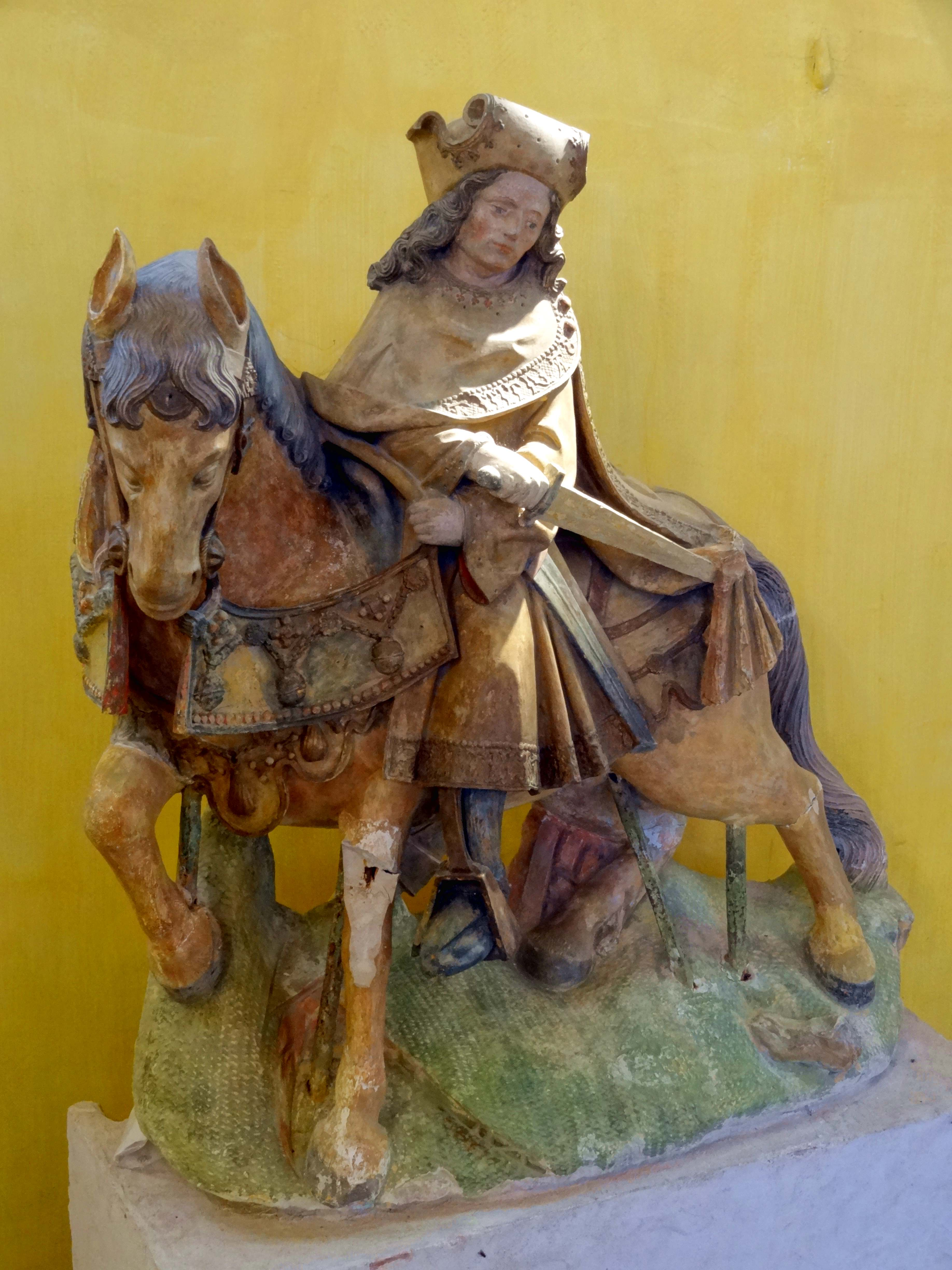
Charité de Saint-Martin.

- Le groupe sculpté représentant la Charité de Saint-Martin, c'est-à-dire saint Martin à cheval, coupant en deux son manteau pour le partager avec un mendiant, est en pierre polychrome, et sculpté en ronde-bosse. Il mesure 130 cm de hauteur, et date du XVIe siècle. Le mendiant manque aujourd'hui. Le classement de l'œuvre remonte à juin 1977 seulement[13].
- Le groupe sculpté représentant l'Éducation de la Vierge Marie par sainte Anne est en bois polychrome, avec des traces de dorure. Il mesure 130 cm de hauteur, et date du XVIIe siècle, mais a été repeint depuis. Son inscription est intervenue en juin 1977[14].
- Les statues de saint Pierre et de saint Paul sont en pierre calcaire crayeux de type Vernon. Elles mesurent 130 cm de hauteur, et datent de la seconde moitié du XVIe siècle, ou du tout début du XVIIe siècle. Elles s'inspirent très probablement du « saint Paul captif »[15] taillé pour l'abbatiale Saint-Pierre de Chartres par le sculpteur maniériste François Marchand en 1543, conservé au musée des beaux-arts de Chartres. L'une et l'autre présentent des mutilations. Le saint Pierre a été inscrit en juin 1977, et le saint Paul en mai 1988[16],[17].
- D'autres statues datent du XIXe siècle, et sont de valeur artistique moindre. On peut notamment citer un petit groupe sculpté représentant le baptême du Christ par saint Jean-Baptiste, une Notre-Dame de Pontmain, un saint Joseph, une Pietà en pierre blanche, et un saint Sébastien.

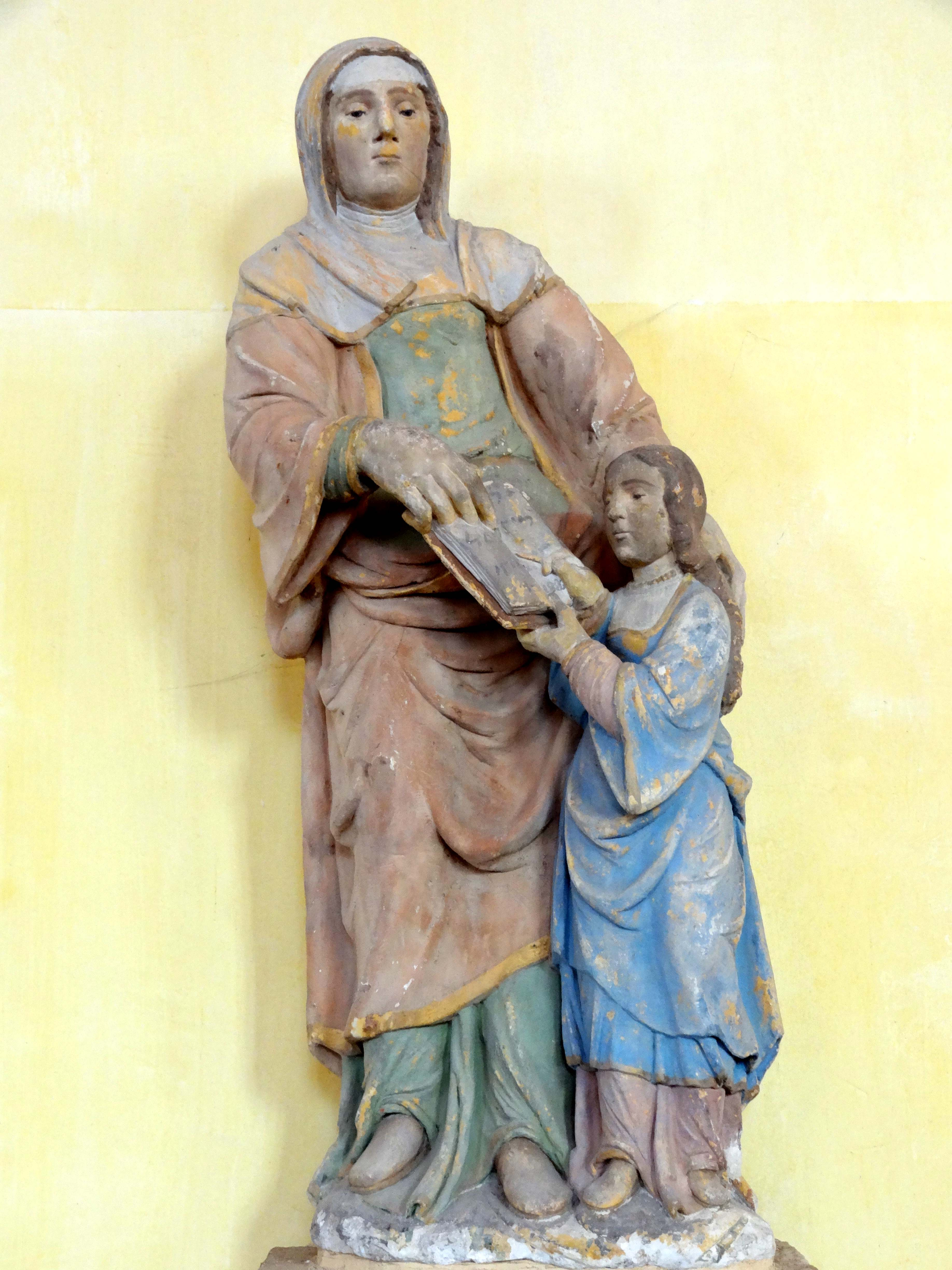
Éducation de la Vierge.
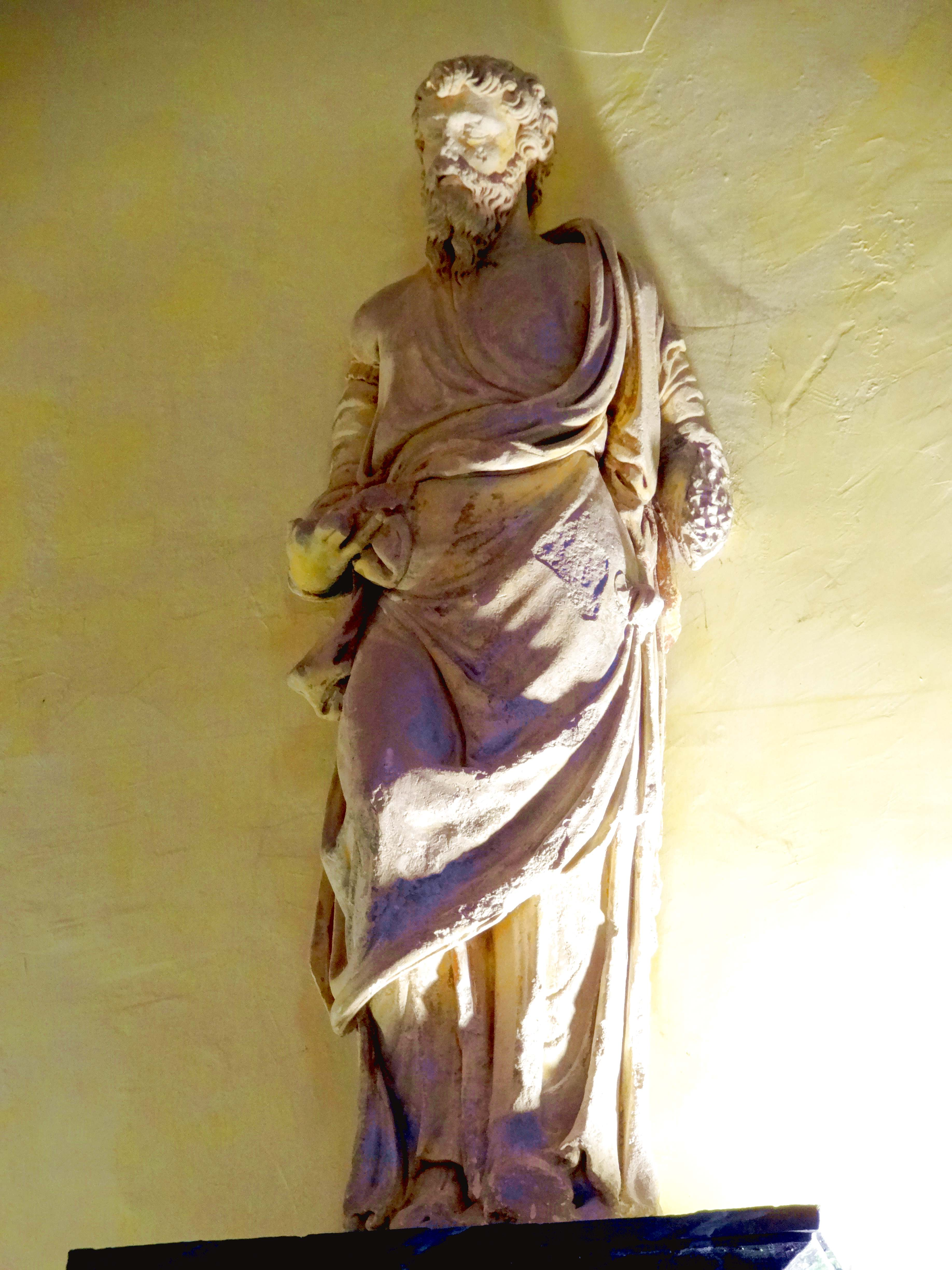
Saint Pierre.
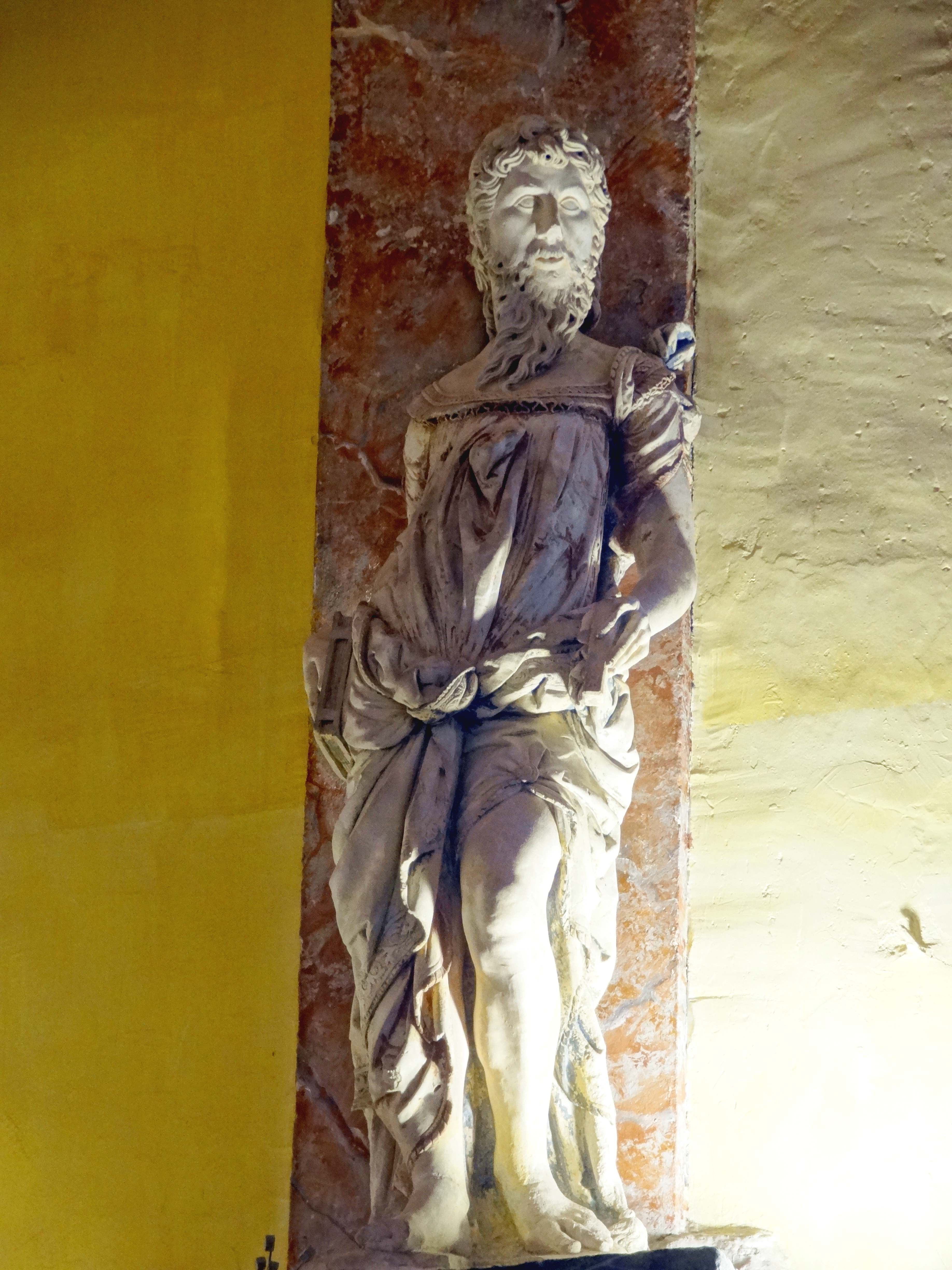
Saint Paul.
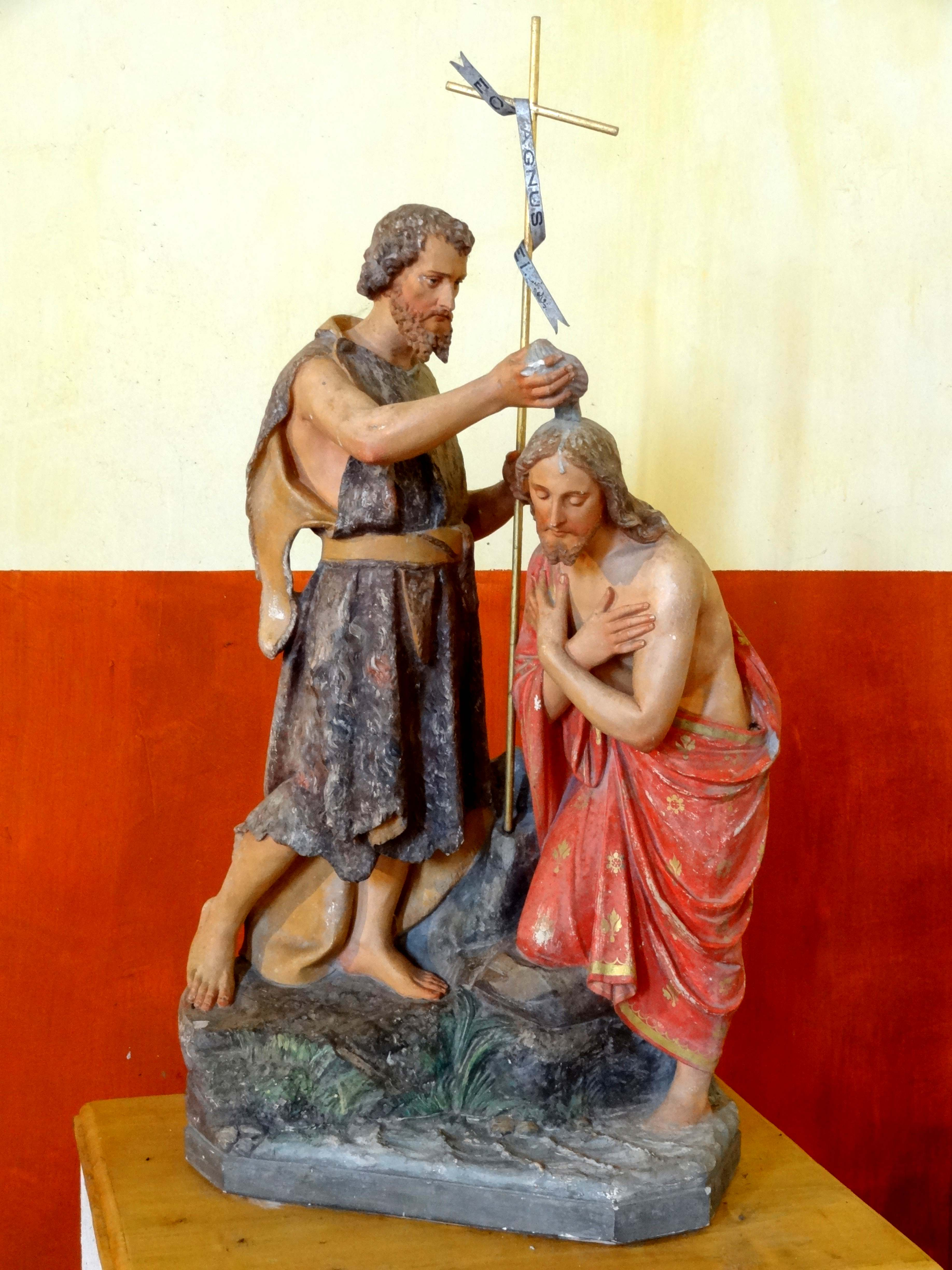
Baptême du Christ.
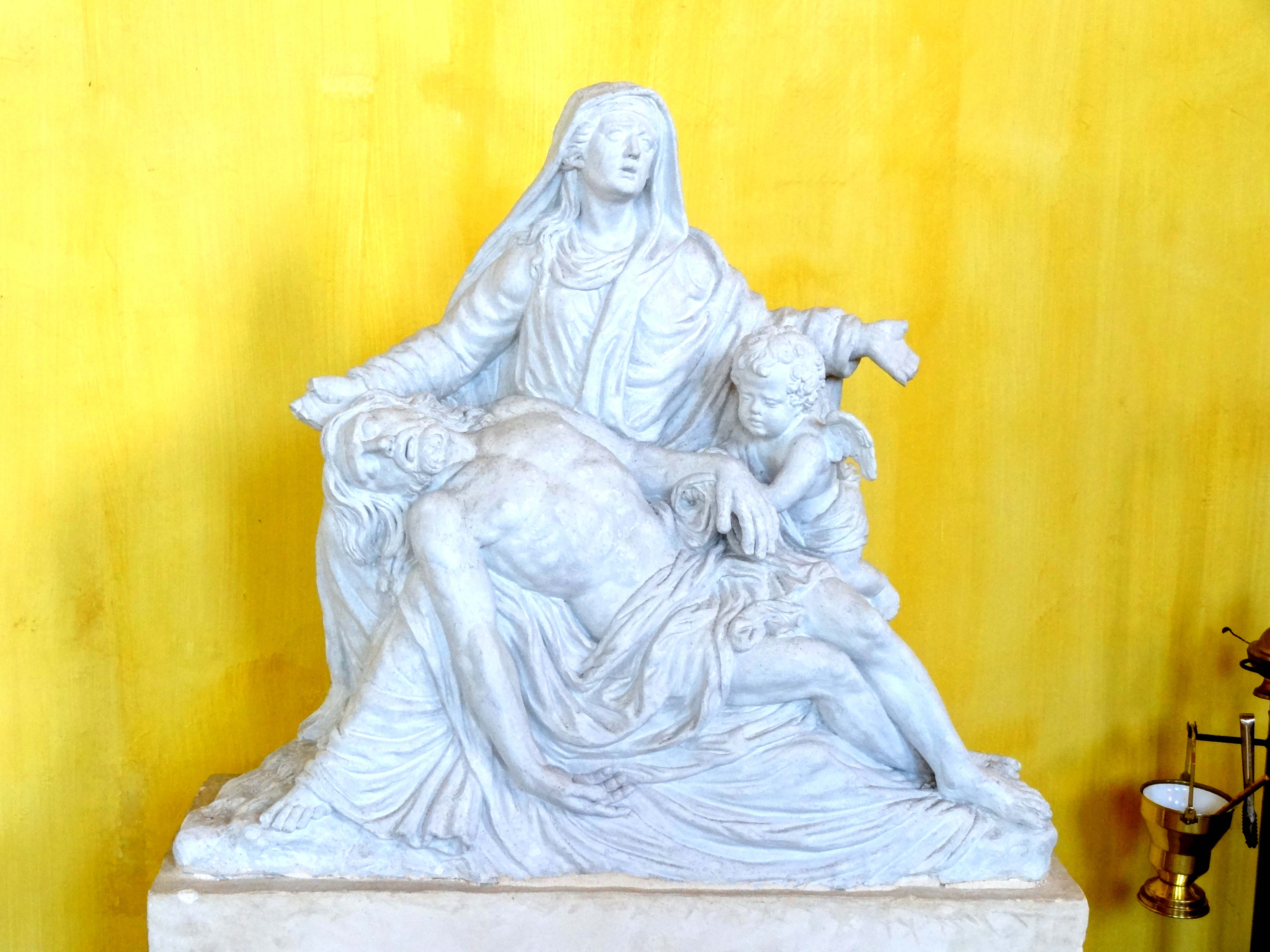
Pietà.
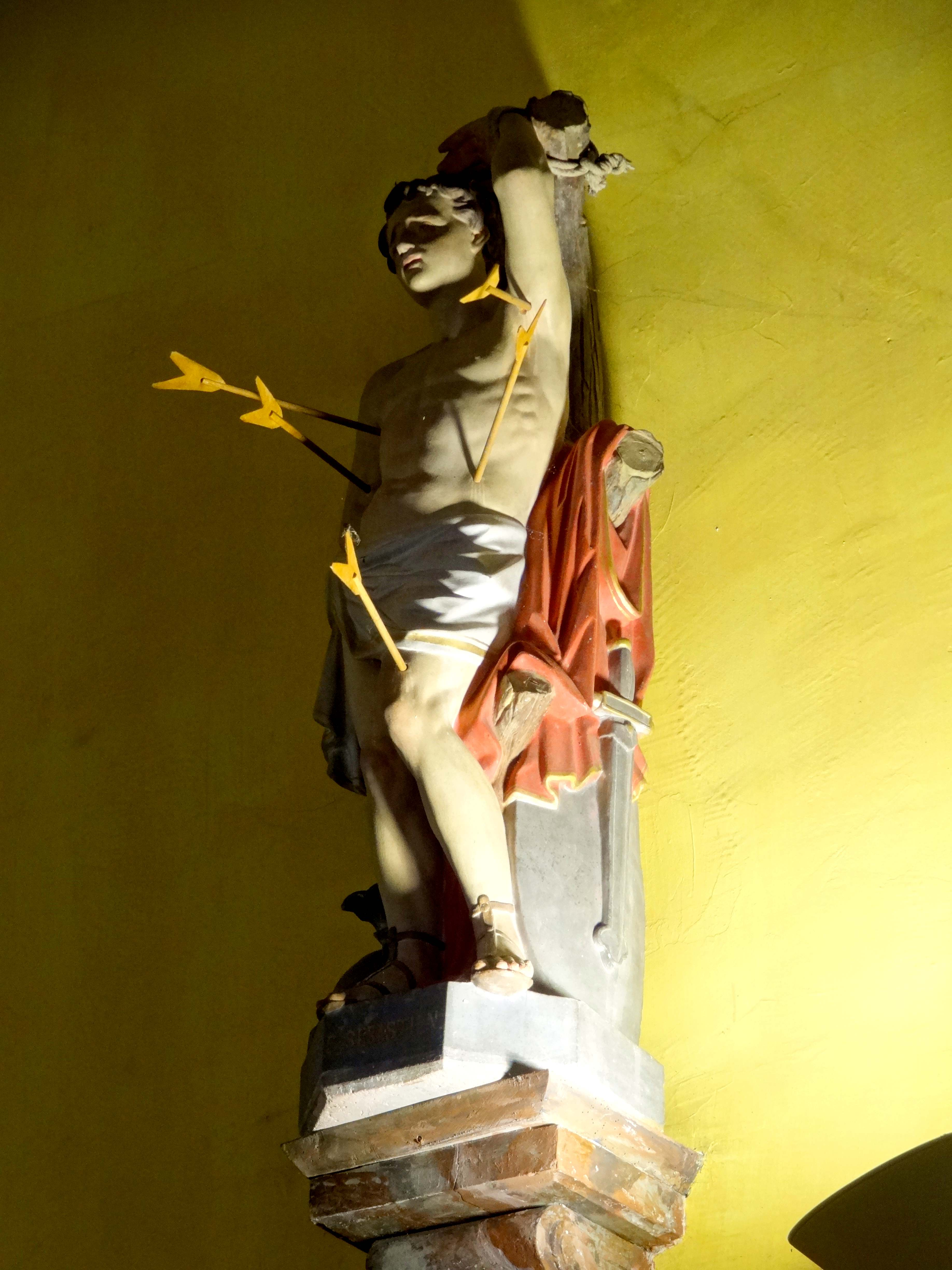
Saint Sébastien.

### Plaques

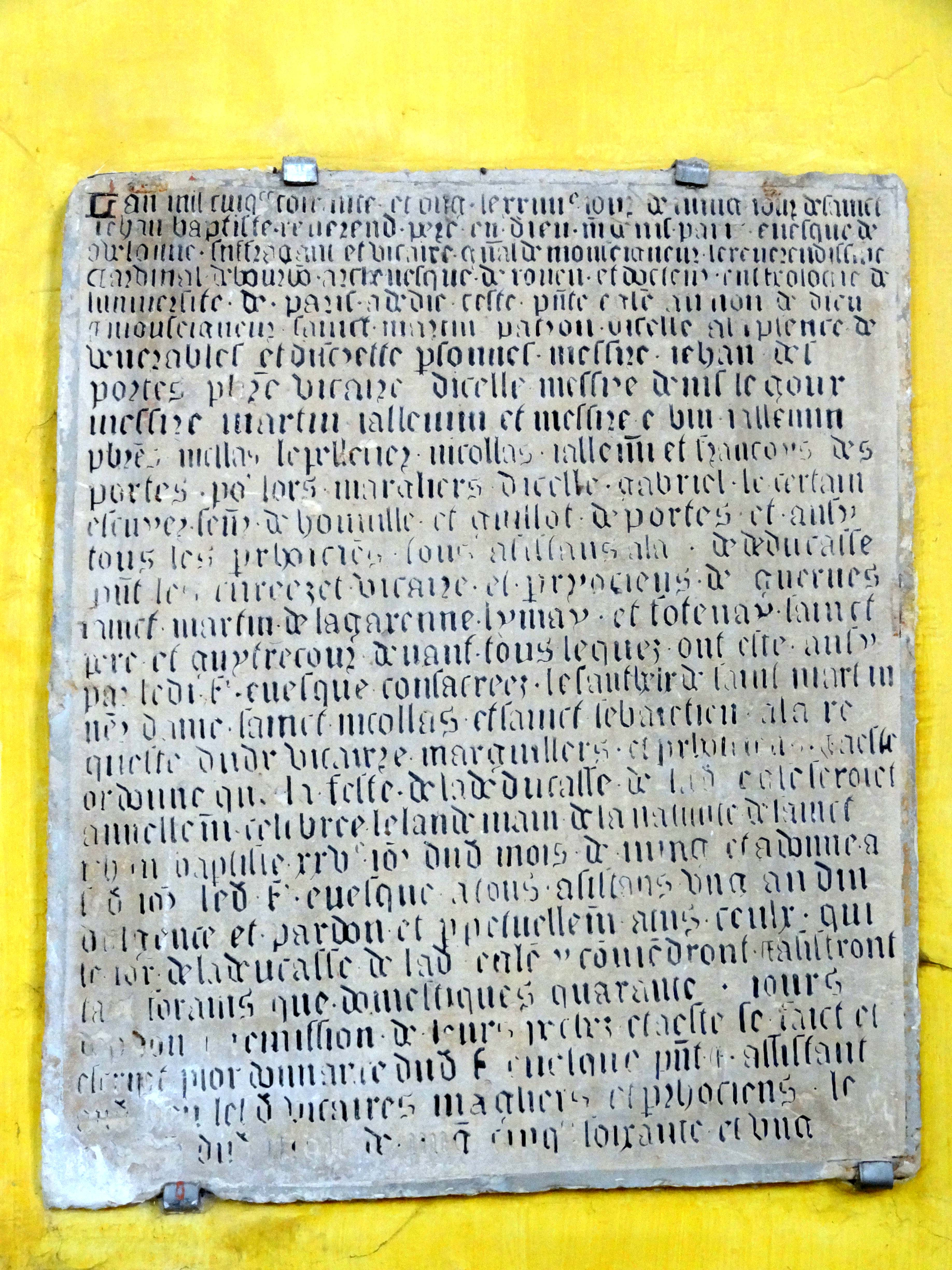
Plaque commémorative de la dédicace en 1561.

- La plaque commémorative de la dédicace de l'église est en pierre calcaire. Ses dimensions n'ont pas été prises. Elle date de 1561. Le texte est une transcription du compte-rendu de la cérémonie, qui eut lieu le 24 juin de la même année, et fut présidée par Mgr Denis Paris, évêque d'Avelonne, vicaire général du cardinal de Bourbon, archevêque de Rouen. Jehan des Portes est alors prêtre vicaire de l'église. Le collateur de la cure étant probablement encore l'abbaye Saint-Wandrille, celle-ci a la qualité de curé primitif, ce qui expliquerait que le prêtre responsable de la paroisse peut seulement se prévaloir du titre de vicaire. La plaque est bien conservée. Elle a été inscrite aux monuments historiques en mai 1988[18].
- La plaque de fondation de honnête et discrète personne Mre Jean Gueret (?), prêtre de la paroisse de Saint-Martin de Follainville, est en pierre calcaire, et de petites dimensions. Son état de conservation est moins satisfaisant : la moitié inférieure de la plaque a été martelée, et un trou a été rempli avec du ciment. La date de décès ne peut ainsi plus être relevée, mais la ressemblance de l'écriture avec la plaque commémorative ne laisse pas de doute que la plaque date globalement de la même époque.
- Dans la base du clocher, la dalle funéraire à effigie gravée d'un curé de Follainville a été redressée contre le mur qui bouche l'arcade orientale. La dalle est presque effacée, mais l'on reconnaît encore que le défunt est représenté sous une arcade en plein cintre de style Renaissance, et que l'épitaphe, en caractères gothiques, est portée sur le pourtour. Cette plaque est susceptible d'être contemporaine des deux précédentes. À part Jehan des Portes, l'on dispose des noms des curés de Follainville à partir de 1665 seulement[4], de sorte qu'il n'est pas possible de conclure à l'identité du défunt.

### Divers

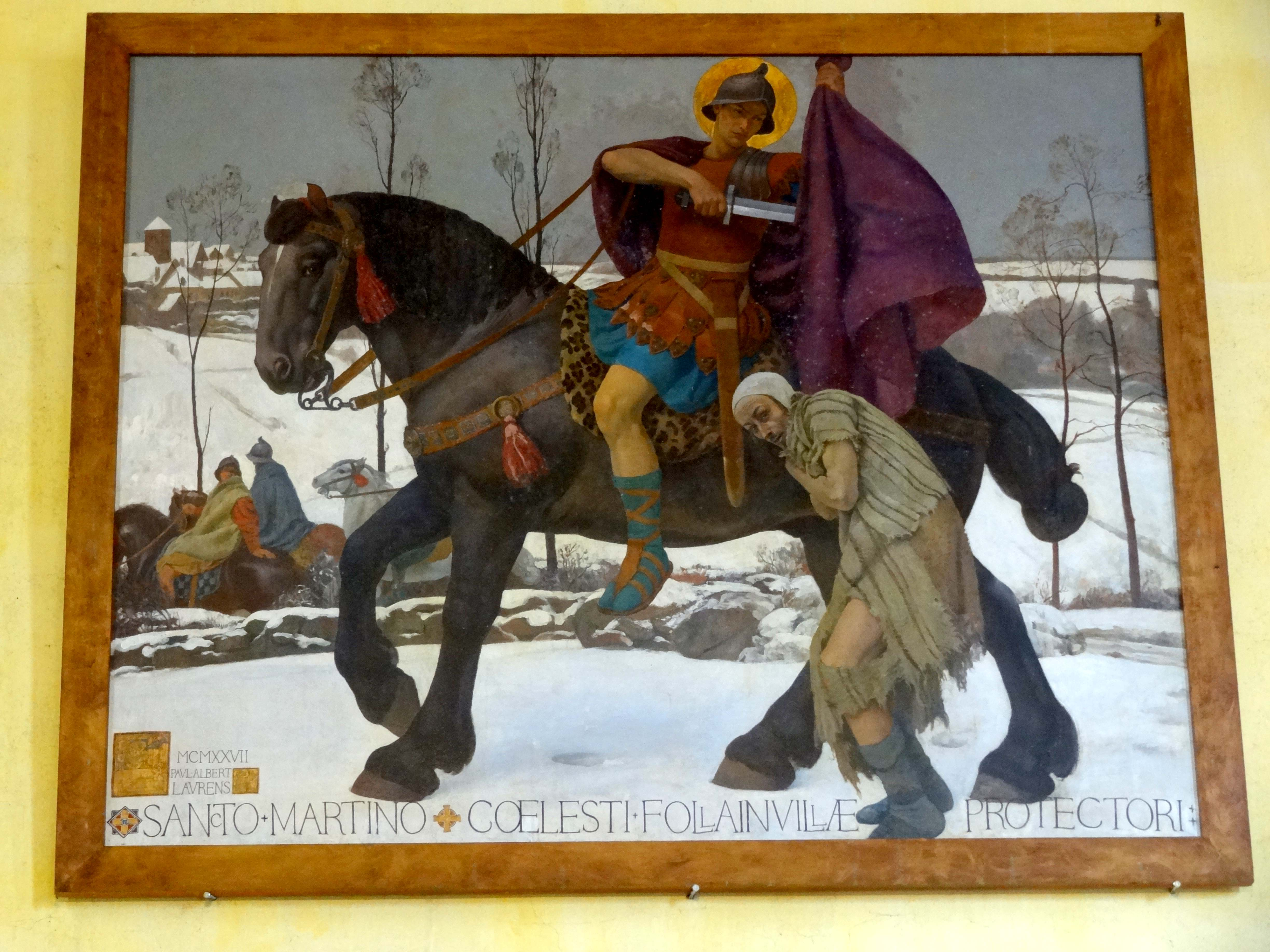
Tableau - la Charité de Saint-Martin, par Paul Albert Laurens, 1927.

- Le tableau représentant la Charité de Saint-Martin est peint à l'huile sur toile. Il mesure 240 cm de largeur pour 180 cm de hauteur, et a été peint par Paul Albert Laurens (1870-1934) en 1927. L'artiste possédait une résidence d'été à Follainville-Dennemont depuis 1922. Il réalisa le tableau spécialement pour l'église Saint-Martin. Il s'agit d'un ex-voto pour la guérison de sa femme, Berthe Guérin. Les visages correspondent aux membres de la famille Laurens : le mendiant a la tête de l'artiste, saint Martin a les traits de son fils Jean-Claude, et un soldat à cheval en arrière-plan ressemble à sa femme. Le cheval aurait été emprunté sur place. Le village visible tout au fond à gauche n'est autre que Follainville, vue du côté de la vallée de Fontenelle, avec l'église et la maison d'été du peintre. Malgré cette « personnalisation », la simplicité de la composition reste tout à fait conforme à la représentation des Charités de saint Martin dans la peinture et dans la sculpture jusqu'à la fin du XVIe siècle. L'inscription en latin au bas du tableau (« SANTO-MARTINO COELESTI FOLLAINVILLAE PROTECTORI ») s'inspire des manuscrits médiévaux, et le décor de miniature qui encadre la signature du peintre évoque les enluminures réalisées à la peinture dorée. L'œuvre a par ailleurs été exposée au Salon des artistes français de 1927. Elle est classée depuis avril 1998[19].
- Le petit vitrail représentant la Charité de Saint-Martin est incorporé dans la verrière no 8, dans la dernière travée de la nef au sud. Il comporte un décor architecturé de style Renaissance, et date du XVIe siècle. C'est le dernier fragment des verrières présentes dans l'église à l'époque de sa dédicace. Il a été complété lors de sa restauration au XIXe siècle. Son inscription est intervenue en juin 1977[20].
- Un chapiteau roman déposé est exposé dans la nef. C'est un chapiteau engagé, c'est-à-dire anciennement pour moitié englobé dans un mur, qui semble dater de la même époque que le clocher (fin XIe siècle). Il mesure environ 50 cm de côté, et est sculpté de crossettes, qui dessinent un triangle pointant vers le bas sur la face frontale, et forme des volutes aux deux angles. La partie inférieure de la corbeille, soit environ ses deux tiers, est lisse, hormis l'astragale de profil émoussé. Ce chapiteau n'est pas non plus classé ou inscrit.

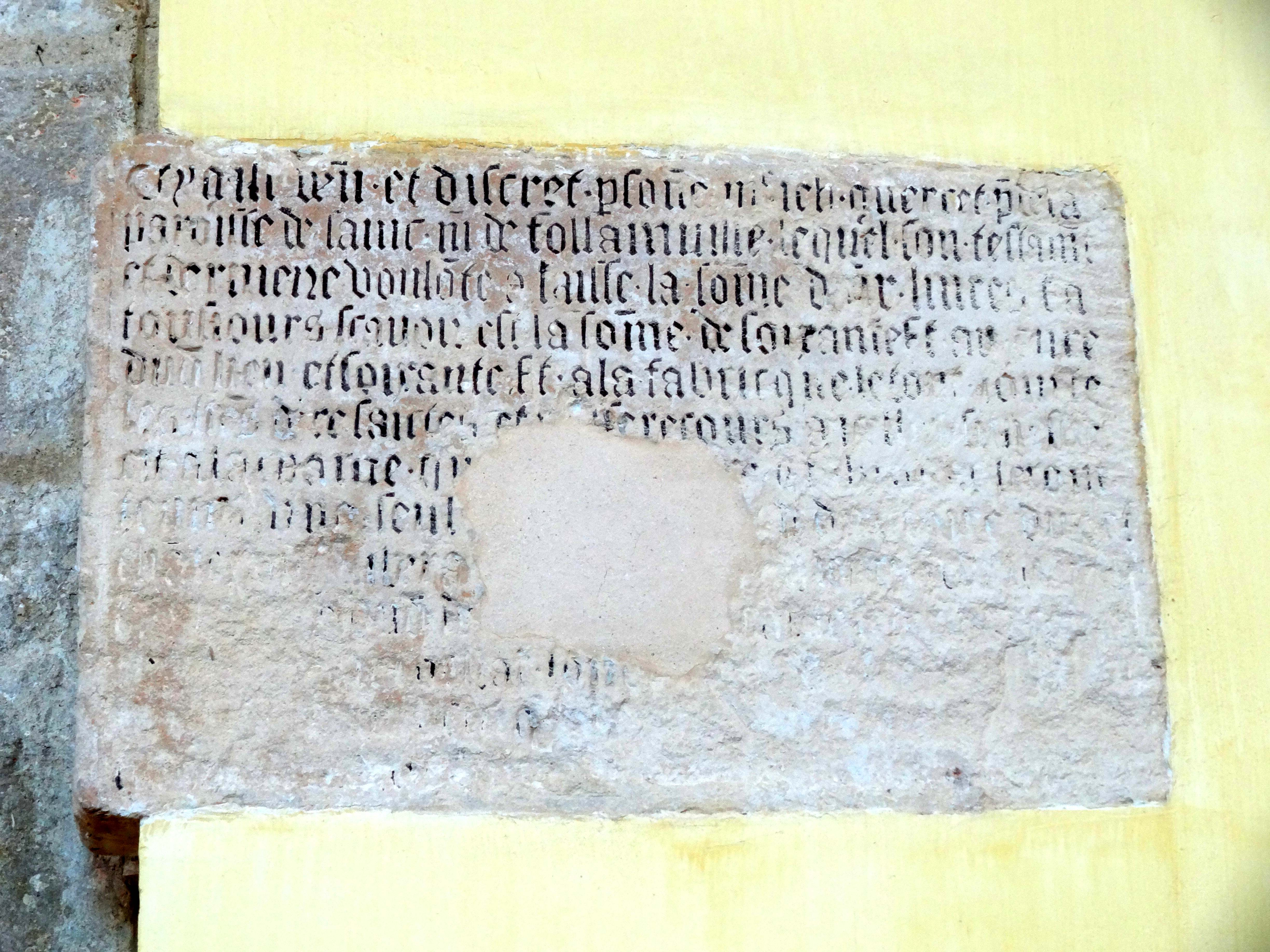
Plaque de fondation.
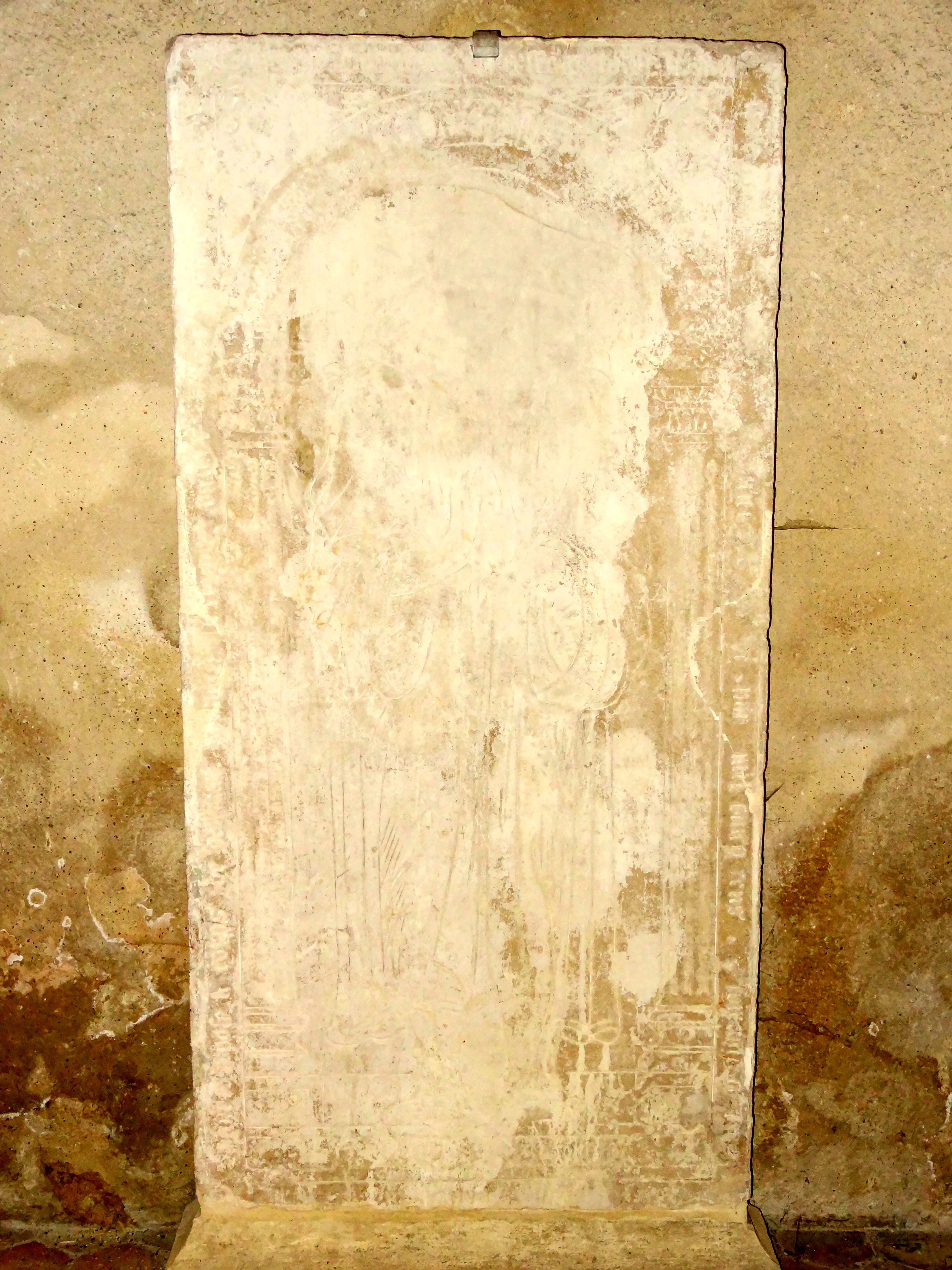
Dalle funéraire.
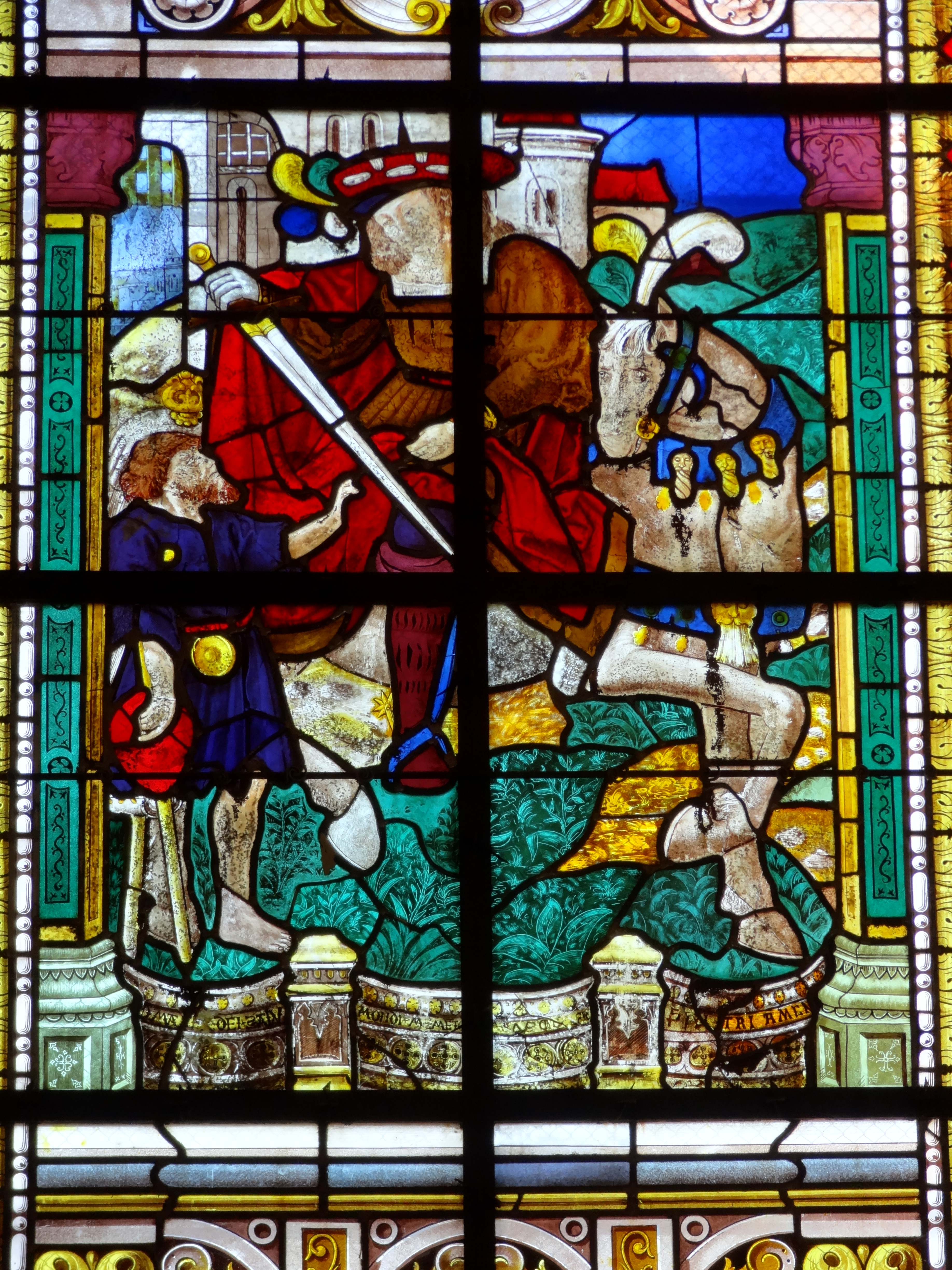
Vitrail - la Charité de Saint-Martin.
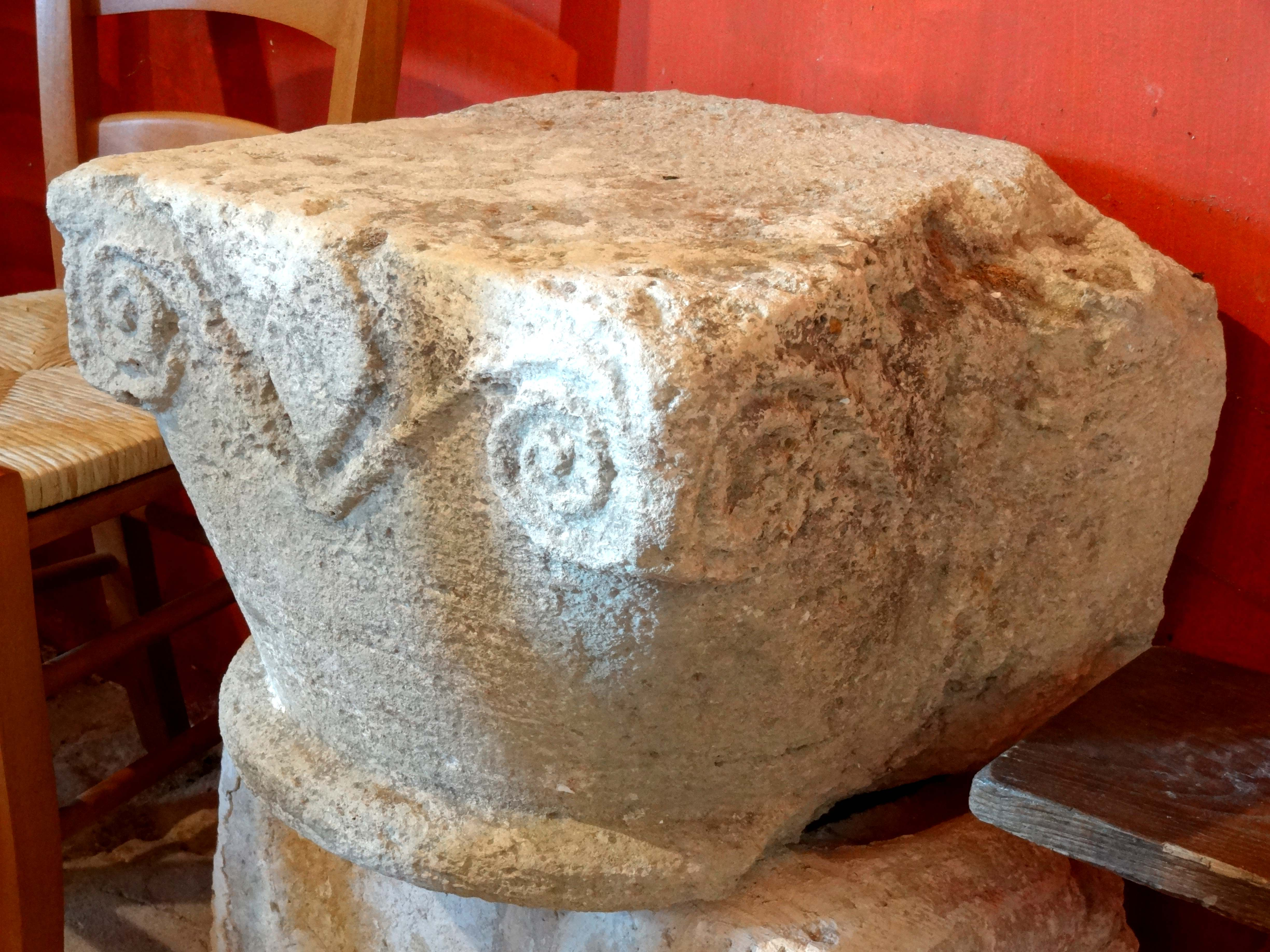
Chapiteau roman déposé.